# Tilburg

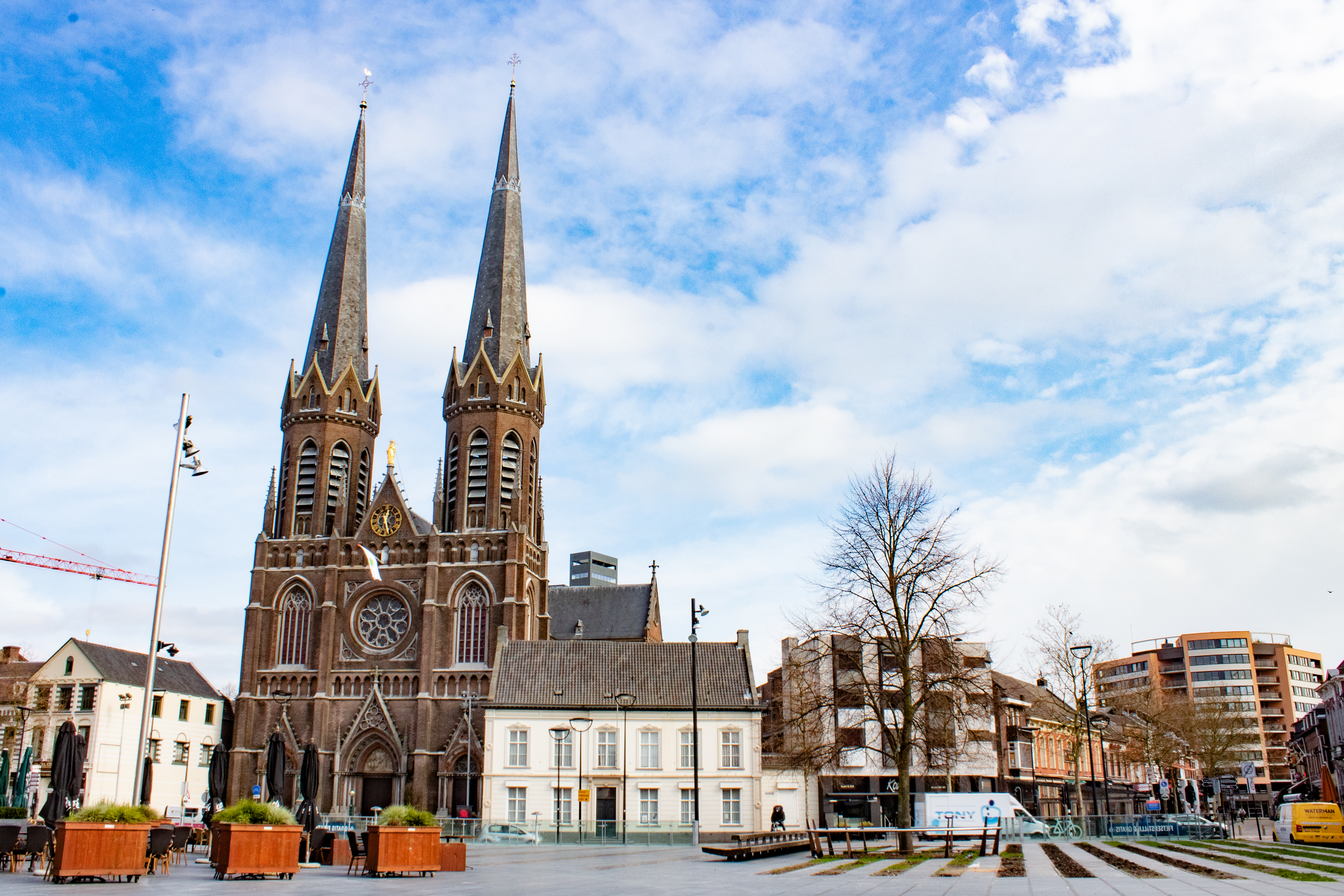
De Heuvel met Heuvelse kerk

Tilburg is een stad in de Nederlandse provincie Noord-Brabant en hoofdplaats van de gelijknamige gemeente Tilburg. Op 1 januari 2023 had de stad 203.690 inwoners. Tilburg maakt deel uit van het ruimtelijk samenwerkingsverband BrabantStad en de Brabantse Stedenrij.
Het gebied Tilburg wordt al meer dan tienduizend jaar bewoond. Vanaf de middeleeuwen tot in de twintigste eeuw was de bewoning geconcentreerd in de herdgangen tussen akkers en weiden, waaruit vanaf de Heuvel en het Heike stadse bebouwing ontstond. Stadsrechten kreeg Tilburg pas in 1809.
In de middeleeuwen was Oisterwijk belangrijker, maar Tilburg groeide uit tot een belangrijke textielstad, met name de wollenstoffenindustrie, onder meer doordat de vele kleine waterlopen de schapenhouderij bevorderden. Het handelswezen van de stad veranderde sterk toen vanaf 1827 de stoommachines leidden tot grootschalige textielindustrie in Tilburg. Rond deze tijd werden ook stadswoningen voor notabelen gebouwd die beeldbepalend zijn in een groot deel van het oude stadshart. Toen de textielindustrie vanaf de jaren 1960 in enkele decennia ten onder ging, verarmde de stad en vielen er gaten in het stadsweefsel. Deze gaten en de ruimten tussen de herdgangen zijn in de twintigste eeuw opgevuld, de tweedeling door de Spoorzone is daarna aangepakt. Behalve deze grootschalige inbreidingen breidde de stad zich vooral naar het westen uit, met de Reeshof als verste punt, naast de eveneens twintigste-eeuwse woonwijken Noord en Zuid en de aanleg van industrieterreinen.
In een krachtenveld tussen katholieke emancipatie en Brabantse emancipatie verzorgden de Katholieke Leergangen vanaf 1912 confessioneel onderwijs. De Avans Hogeschool en Fontys Hogeschool zijn hieruit voortgekomen en er waren ook sterke banden met de R.K.-Handelshogeschool Tilburg, waaruit Tilburg University groeide.
Tilburg staat onder meer bekend om de Tilburgse Kermis, de grootste kermis van de lage landen, die jaarlijks ruim een miljoen bezoekers naar de stad trekt, vooral op Roze Maandag.

## Geschiedenis

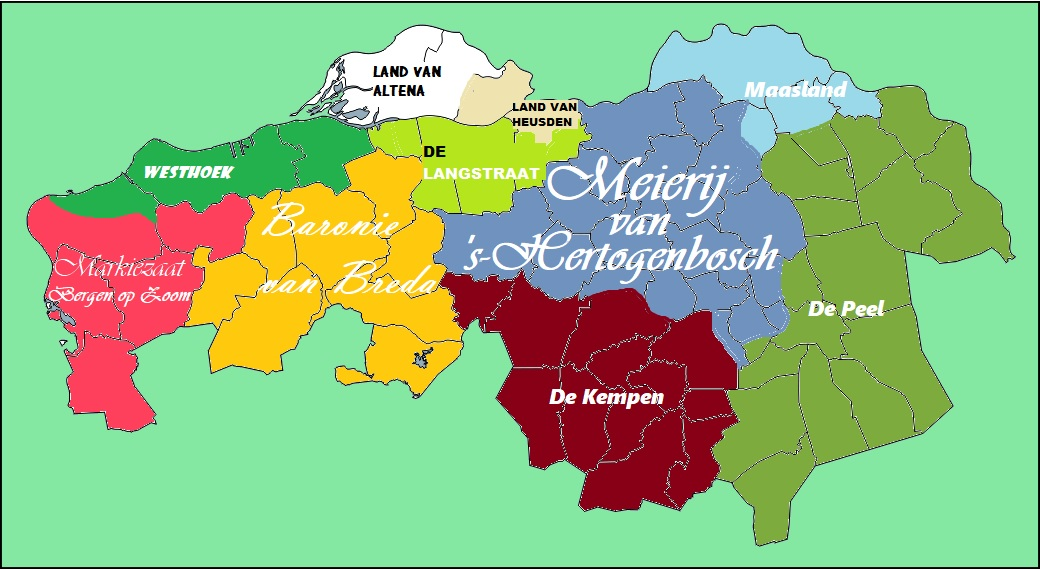
Historische streken van Noord-Brabant. Tilburg lag in het westen van de Meierij van Den Bosch (blauw)

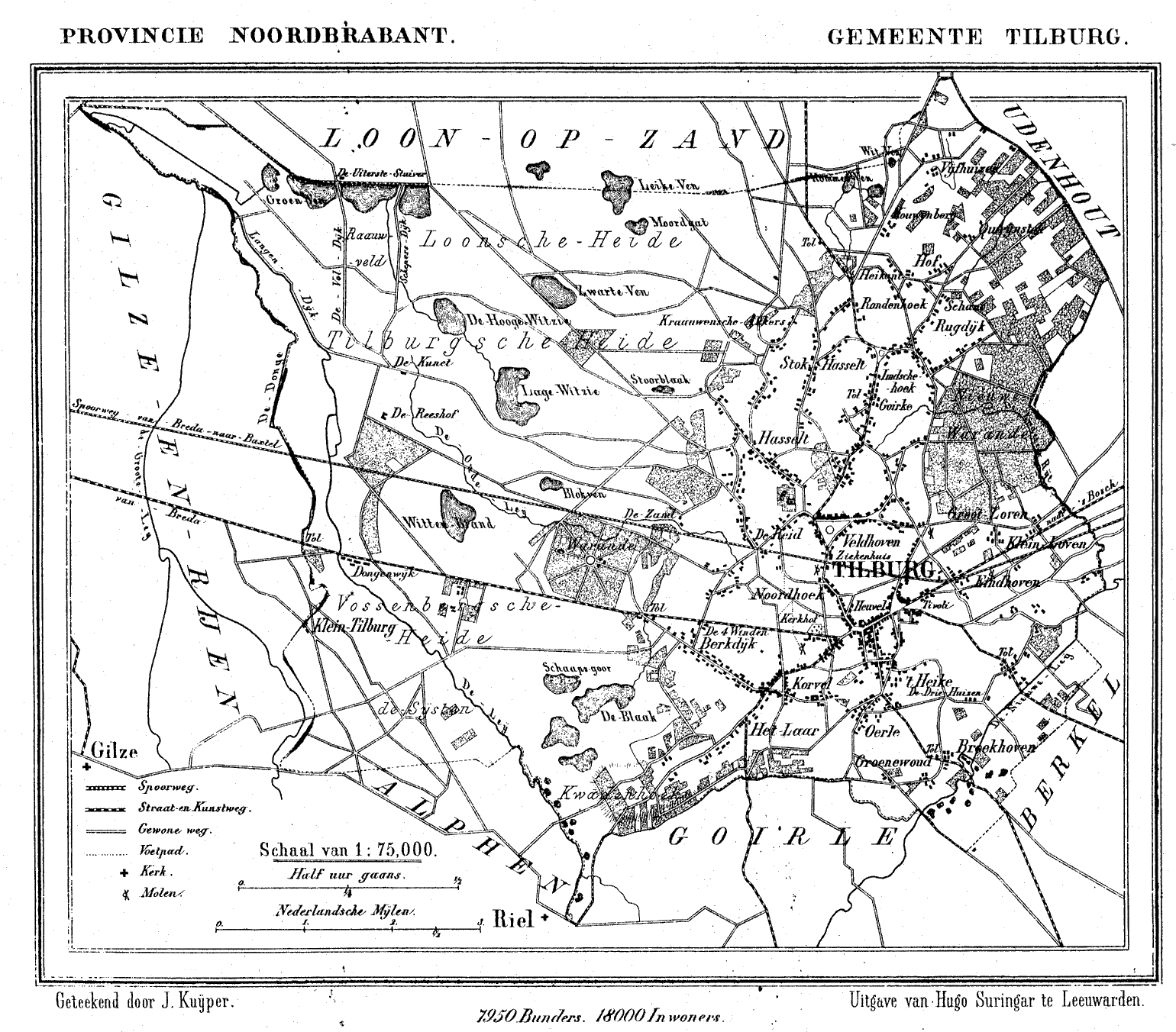
Tilburg in 1865

Prehistorische sporen van bewoning in het tegenwoordige Tilburg zijn gevonden bij industrieterrein Kraaiven en dateren van 9000 jaar voor Christus. Aangenomen wordt dat dit rondtrekkende jager-verzamelaars waren van de Tjongercultuur.
De naam Tilburg komt voor het eerst voor in het Liber aureus uit 1191. Daarin werd een document uit 709 overgeschreven dat opgemaakt zou zijn in Tilburg (actum publice Tilliburgis). Het huidige Tilburg stond toen bekend als West-Tilburg, terwijl Oost-Tilburg overvleugeld werd door het in 1212 er vlak naast gestichte Oisterwijk. De gehele heerlijkheid, die nog meer plaatsen omvatte, staat wel bekend als Groot-Tilburg. In 1387 werd Tilburg van Oisterwijk gescheiden en ging, samen met Goirle, de heerlijkheid Tilburg en Goirle vormen. Deze maakte deel uit van het Kwartier van Oisterwijk van de Meierij van 's-Hertogenbosch en bleef bestaan tot de heerlijkheden na de Bataafse Revolutie van 1795 afgeschaft werden. In 1803 werd het gebied gesplitst in de gemeenten Goirle en Tilburg.

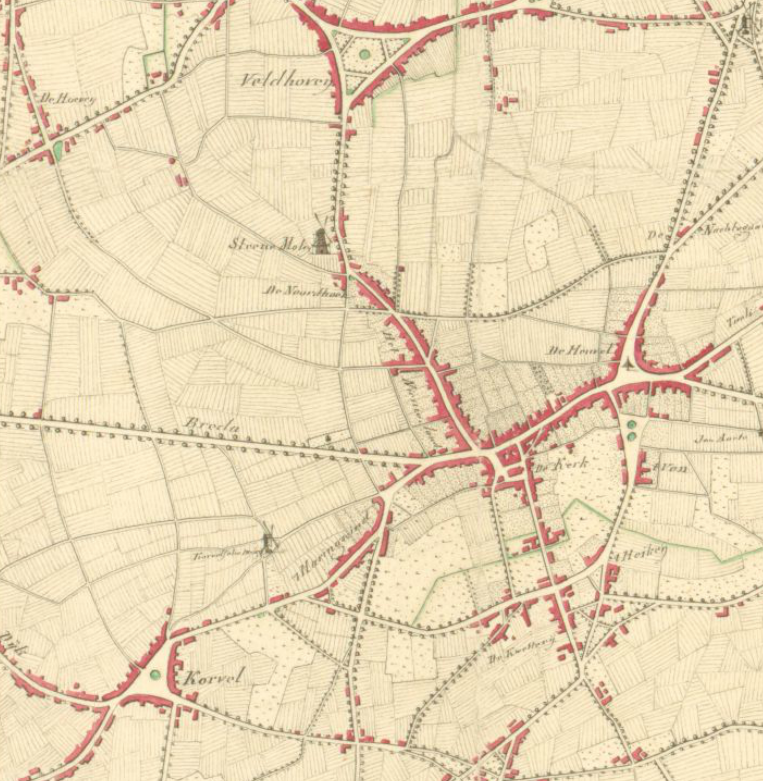
Herdgangen: Veldhoven, Korvel en Heuvel in 1835

In de 15e eeuw liet Jan van Haestrecht, een van de heren van Tilburg, het Kasteel van Tilburg bouwen, dat in 1858 moest wijken voor een fabriek. Het is nog steeds terug te vinden in het wapen en het logo van de stad. De bestuurlijke eenheid Tilburg is ontstaan uit een aantal buurtschappen, zogenaamde herdgangen, die met elkaar in verbinding stonden. De oude dorpskernen zijn nog steeds terug te vinden in de namen van verschillende oude wijken. Op basis van de aanwezige schapenteelt groeide Tilburg omstreeks 1600 uit tot de belangrijkste wolstad van Brabant en overvleugelde het midden 18e eeuw de bijna compleet weggevallen Nederlandse textielindustrie. Op 18 april 1809 verkreeg Tilburg van Lodewijk Napoleon, toenmalig vorst van het Koninkrijk Holland, stadsrechten. Dit geschiedde tijdens een inspectiereis die de koning van 13 april tot 17 mei 1809 in de departementen Brabant en Zeeland maakte. Tijdens deze reis kwamen tal van problemen van Tilburg en Brabant aan de orde. Voorbeelden zijn de infrastructuur, gezondheidszorg, teruggave van de kerken en de weekmarkten. Bij de volkstelling van maart 1809 telde Tilburg 9465 inwoners volgens een plaatselijke kroniek, die ook de verdeling naar religie geeft: 9271 inwoners waren rooms-katholiek (98%), 165 gereformeerd, 14 joods, 3 remonstrants en 2 mennonitisch en een onbekend aantal luthers.
In de jaren daarna kwamen belangrijke verbindingswegen tot stand, zoals de steenweg van Breda via Tilburg naar 's-Hertogenbosch in 1826 en de spoorlijn naar Breda in 1863. Het Wilhelminakanaal, dat Tilburg een haven bezorgde, kwam in 1916 in gebruik maar werd pas in 1923 voltooid. De Piushaven werd in 1921 gegraven.

### Koning Willem II

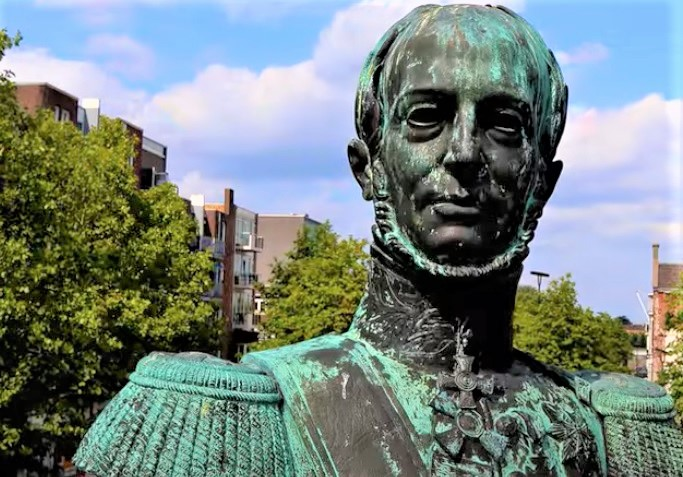
Willem II-monument

Willem II verbleef graag in de garnizoensstad Tilburg. Over zijn buitenplaats op het huidige Koningshoeven merkte hij eens op: "Hier adem ik vrij en voel ik mij gelukkig" (ook wel geciteerd als "Hier adem ik frank en vrij"). In zijn opdracht werd in 1847 het Tilburgse paleis gebouwd, tegenwoordig aangeduid als Paleis-Raadhuis. Als koning heeft hij er zelf nooit in kunnen verblijven omdat hij stierf voor het voltooid was.
Het paleis werd door de koninklijke familie overgedragen aan de gemeente, op voorwaarde dat er een Hogere Burger School (HBS) in gevestigd zou worden, de eerste in Noord-Brabant. Deze "Rijks HBS Koning Willem II" bestaat nog steeds als Koning Willem II College, echter in een ander gebouw. De bekendste leerling van deze HBS is Vincent van Gogh, die de school bezocht in de periode 1866-1868. In het Paleis-Raadhuis is een tekenlokaal uit die tijd nagebouwd.
Toen het witgepleisterde paleis als raadhuis ging dienen is een inpandige verbinding gemaakt met de zogenaamde Zwarte doos (Stadskantoor 1).

### Eind 19e en begin 20e eeuw

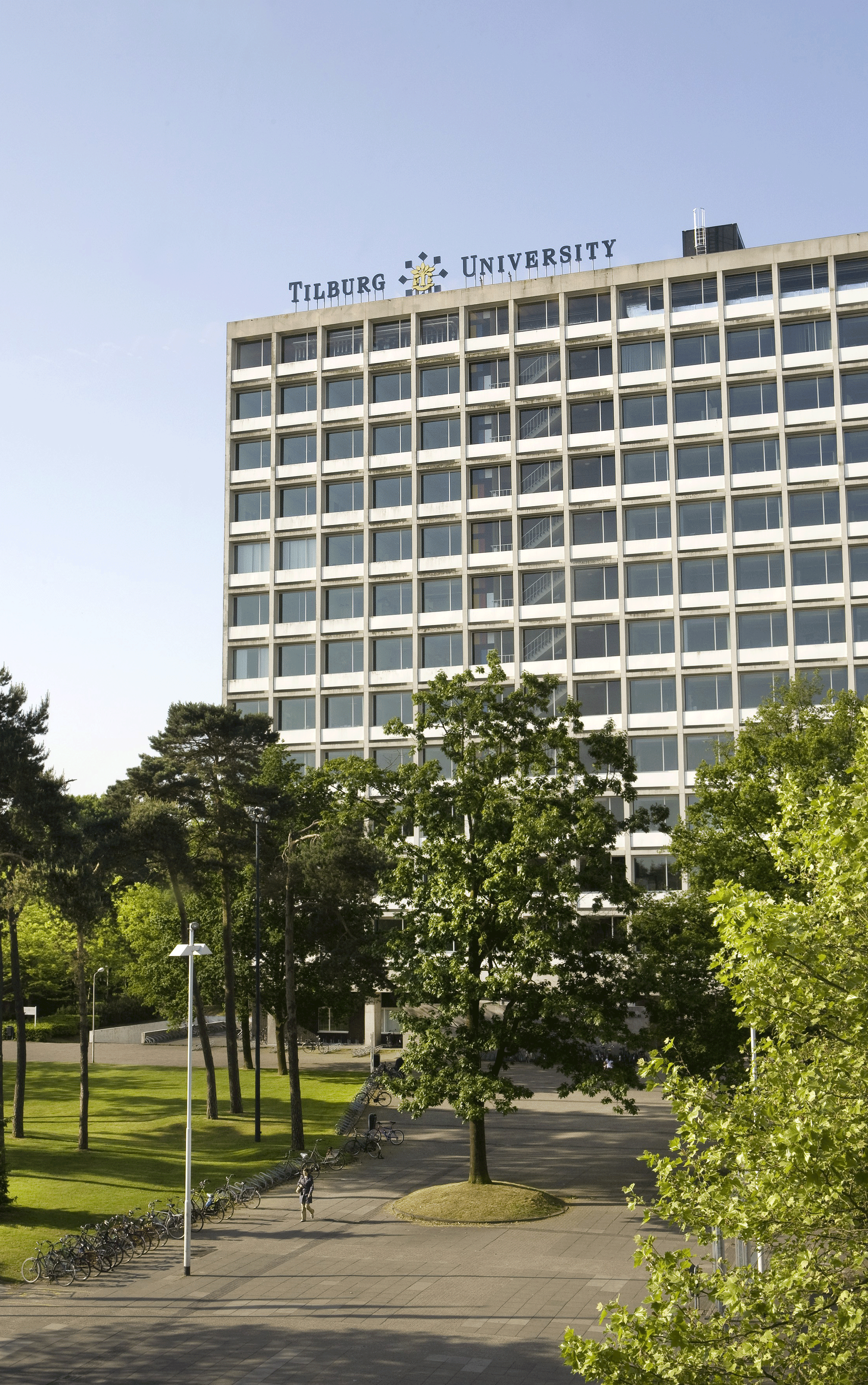
Tilburg University

De stad is eind 19e eeuw groot geworden door de textielindustrie die zich vestigde tussen de herdgangen. In 1871 telde de stad maar liefst 125 wollenstoffenfabrieken. Tilburg werd dan ook de wolstad genoemd. Eind 19e eeuw werden er tal van herenhuizen gebouwd die nog steeds in de stad te vinden zijn. Aldus ontstond geleidelijk aan een stadsstructuur met winkels en arbeiderswoningen.
De ontwikkeling tot stad bracht de noodzaak tot een algemeen uitbreidingsplan met zich mee, dat in 1917 was opgesteld door de stedenbouwkundige Johan Rückert. Hierbij werd ingespeeld op de toekomstige demografische ontwikkeling van de stad en de knelpunten in de verkeersstructuur, waaronder de spoorlijn die de groeiende stad in tweeën deelde. In 1940 telde de stad reeds 93.000 inwoners.
In 1927 werd Roomsch Katholieke Handelshoogeschool opgericht die is uitgegroeid tot de huidige Universiteit.

### Tweede Wereldoorlog
De brug over het Wilhelminakanaal werd opgeblazen door het Nederlandse leger. Al in de meidagen van 1940 werd Tilburg doelwit van Duitse bombardementen, waardoor veertien doden vielen. Daarna volgden nog incidentele bombardementen. Uit Tilburg sneuvelden achttien Nederlandse militairen bij de verdediging tegen de Duitse aanval.

### Wederopbouw

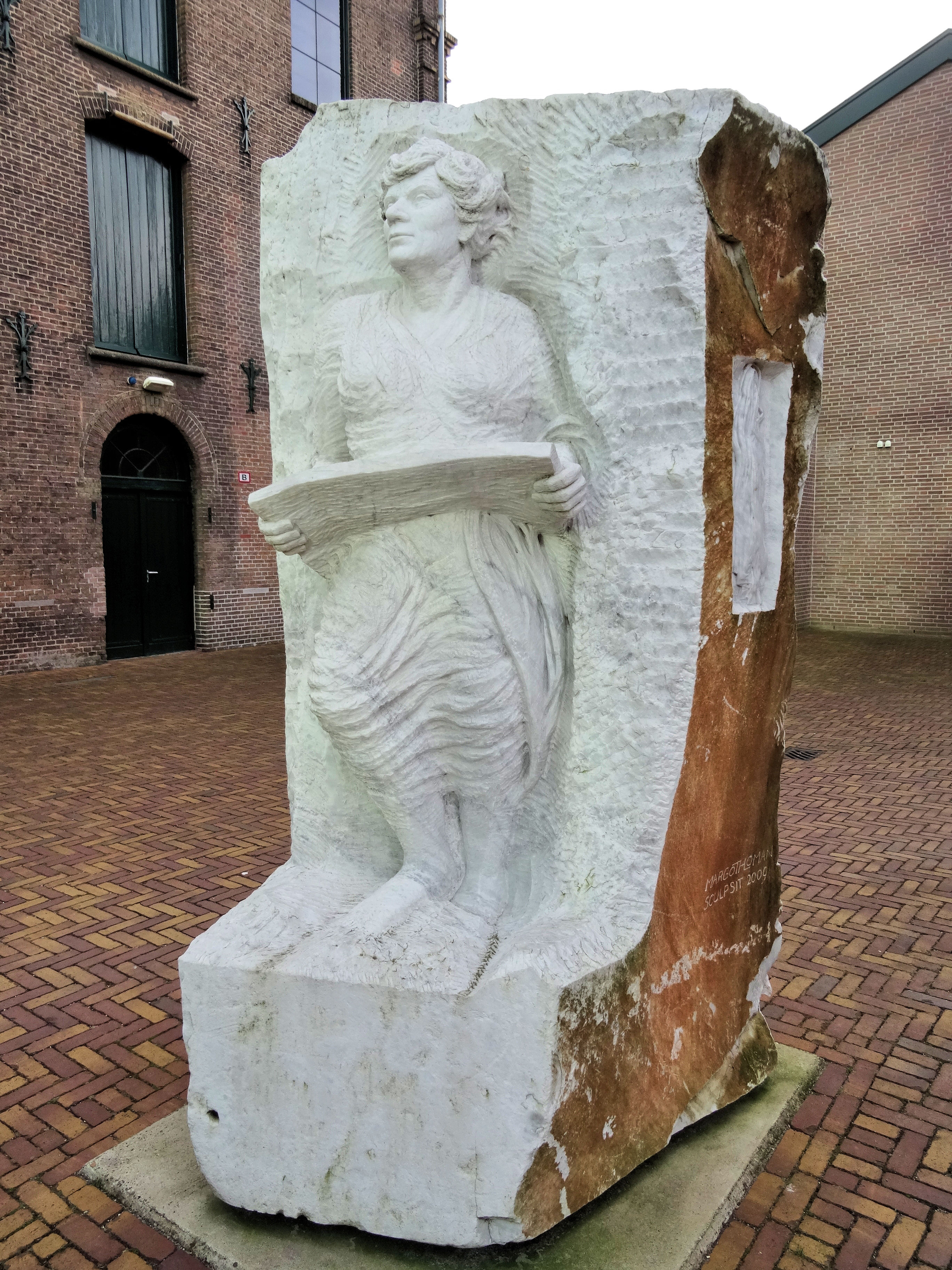
Concedo nulli: Miet van Puijenbroek, politica, voorvechter van de arbeiders in de wederopbouwjaren en bij de neergang van de textielindustrie.
Beeld: Margot Homan, 2009.

Na de Tweede Wereldoorlog gingen de ontwikkelingen verder. De plannen voor de oost-westboulevard ten zuiden van de spoorlijn, in 1947 voor het eerst geformuleerd, werden in 1953 verder uitgewerkt en in 1958 gerealiseerd. In 1960 telde de stad al 139.000 inwoners.
In de jaren 60 van de 20e eeuw begon de neergang van de Tilburgse textielindustrie. Deze verdween nagenoeg, wat gecompenseerd werd door de vestiging van nieuwe nijverheid op bedrijventerreinen aan de rand van de stad. Vanaf 1975 werd de binnenstad aangepakt. Dit gebeurde op rigoureuze wijze, waarbij de doorstroming van het verkeer de meeste aandacht kreeg. Veel historisch erfgoed werd gesloopt en de zogeheten Cityring om de binnenstad werd aangelegd. Ook het Koningsplein werd aangelegd, op de plaats van de vroegere wijk Koningswei. Cees Becht, de toenmalige burgemeester en de voortrekker van deze plannen kreeg de bijnaam Cees de Sloper.

### Recente geschiedenis

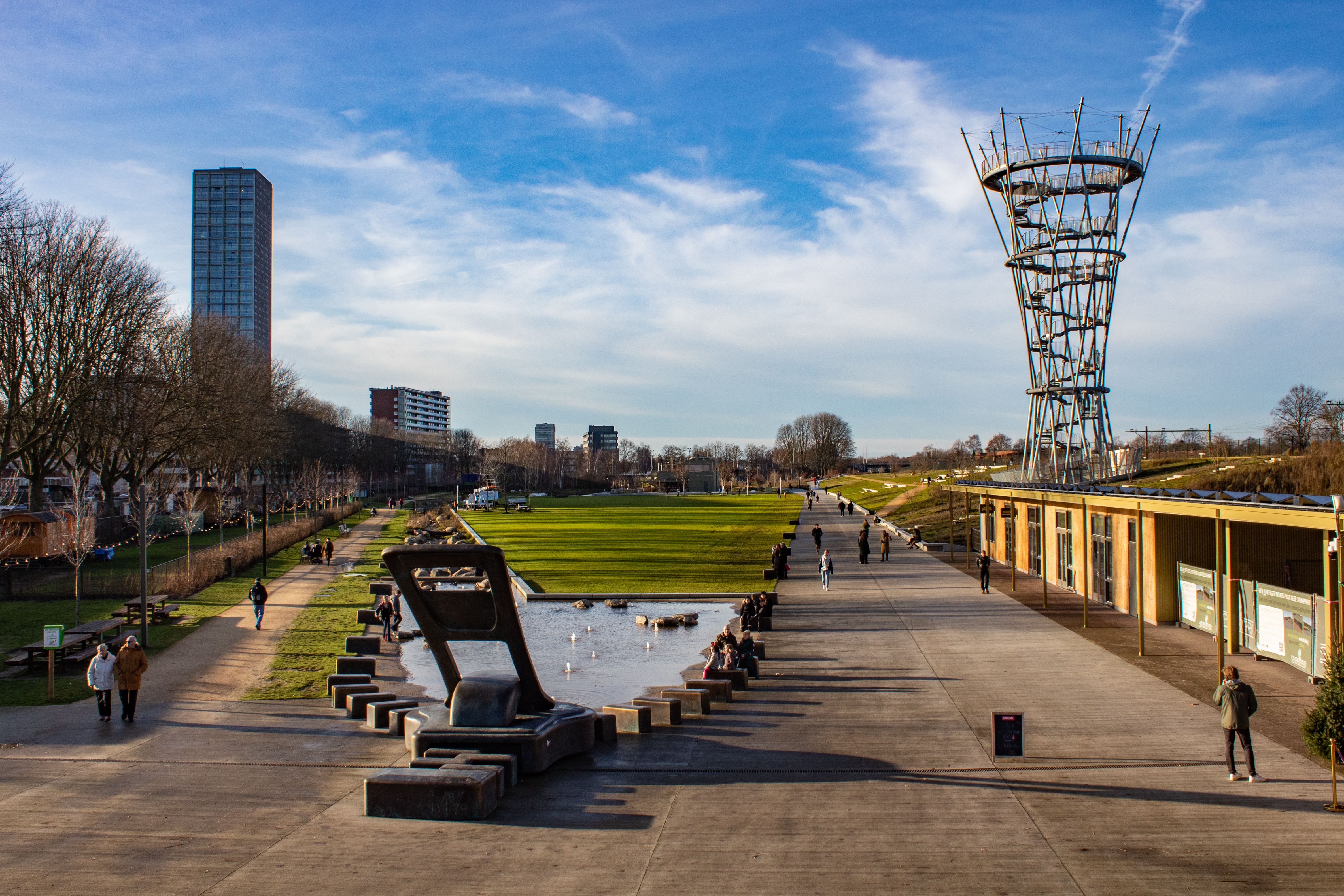
Het Spoorpark met de Kempentoren en kunstwerk "De Rits" van Marieke Vromans

Vanaf de jaren 80 van de 20e eeuw vond verdere inbreiding plaats, met meer aandacht voor het erfgoed.
Vanaf 1993 ontwikkelde de stad een hoogbouwbeleid. Daaruit zijn drie hoge gebouwen voortgekomen die naar Nederlandse begrippen als wolkenkrabbers kunnen worden beschouwd, te weten het hoofdkantoor van Interpolis, de Westpoint-woontoren en de StadsHeer. Westpoint is 143,1 meter hoog en was daarmee korte tijd de hoogste woontoren van Nederland, een titel die later werd overgenomen door het Rotterdamse Montevideo. De StadsHeer, Tilburgs tweede woontoren, is 101 meter hoog. Deze maakt deel uit van het project 'Het Haestrechtkwartier'. Dit betreft een gebied gelegen in de stationszone, direct ten westen van het Centraal Station, bestaande uit vier kantoren, een parkeergarage en een woontoren. De StadsHeer heeft, vanwege zijn bekritiseerde uiterlijk met grote, aan het gebouw vastgeplakt lijkende kubusvormige balkons, de bijnaam 'De Vogelkooikes' gekregen.
De stad heeft in de loop der jaren het imago gekregen als 'lelijk eendje' van de Noord-Brabantse steden. Tilburg University besteedde er zelfs aandacht aan.
In de 21e eeuw ondergaat met name het centrumgebied een grote metamorfose. Vanaf 2012 heeft zich rond de Piushaven een stedelijk gebied ontwikkeld met verschillende luxueuze appartementencomplexen (gebouwd in de periode 2012-2019), waar wonen, werken, uitgaan en watersport samengaan.
Rondom Station Tilburg is de Spoorzone gerealiseerd en het voormalige Van Gend & Loos-terrein is getransformeerd tot het Spoorpark. Het industriële erfgoed in het gebied heeft grotendeels nieuwe invulling gekregen. De grootschalige metamorfose van het Kernwinkelgebied is vastgelegd in 2017 en wordt uitgevoerd tot vermoedelijk 2023.

### Kerkelijke geschiedenis

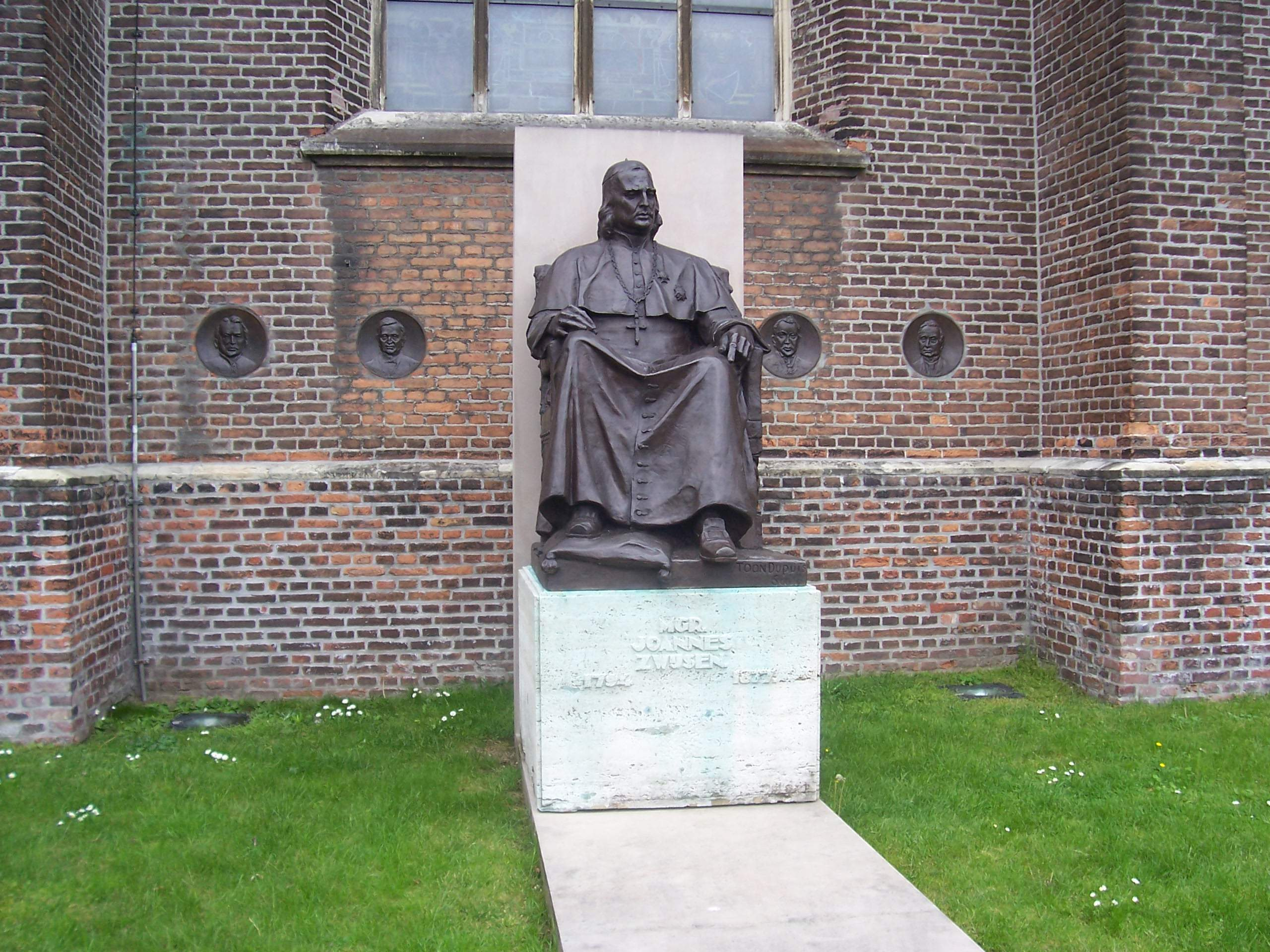
De latere aartsbisschip Joannes Zwijsen. Hij stond aan de basis van Tilburgse congregaties en Uitgeverij Zwijsen.

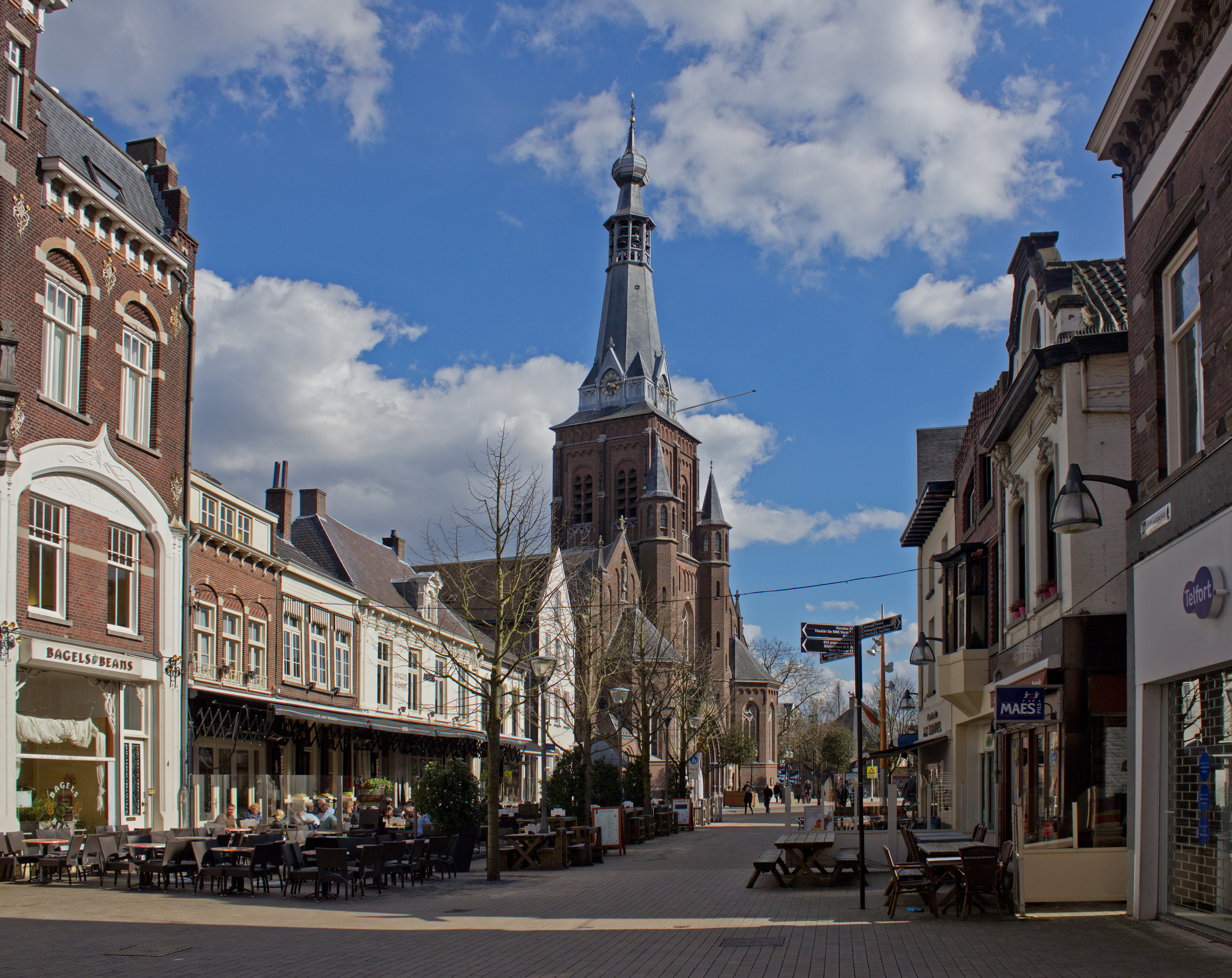
Heikese kerk

De oudste parochiekerk van Tilburg, of eigenlijk West-Tilburg, stond op dezelfde plaats als waar zich nu de Heikese kerk bevindt. Ze was gewijd aan de heilige Dionysius. Van de geschiedenis van deze kerk is weinig bekend, behalve dat ze vanaf 1430 werd uitgebreid. De gotische kerk werd in 1483 opnieuw ingewijd. In 1595 brandde de kerk af door krijgshandelingen tijdens de Tachtigjarige Oorlog. Ze werd herbouwd en als zodanig in 1619 opnieuw ingewijd. In 1648 werd de kerk door de hervormden gevorderd en in 1650 betrokken de katholieken een grenskerk te Steenvoort, dat behoorde bij Poppel. Later werd de mis opgedragen in de bijgebouwen van het Kasteel van Tilburg en in 1691 kwam er een schuurkerk in 't Heike en in 1715 kwam er eveneens een schuurkerk in Goirke. Weliswaar kregen de katholieken hun kerk in de napoleontische tijd terug, maar die was slecht onderhouden. In 1827 werd er een neoclassicistisch front aangebouwd en enige tijd later werd de kerk gesloopt en herbouwd als neoclassicistische hallenkerk. Het betrof een waterstaatskerk. In 1838 werd deze kerk ingewijd.
Vanaf het midden van de 19e eeuw werden er in rap tempo nieuwe kerken bijgebouwd. Aan de 19e-eeuwse Tilburgse katholieke geschiedenis zijn onder meer de namen verbonden van Joannes Zwijsen en Peerke Donders. Mede door toedoen van Joannes Zwijsen werd Tilburg tot een katholiek bolwerk, getuige de grote hoeveelheid kloosters en kerken die ook nu nog in de stad te vinden zijn, zoals de Goirkese kerk en de Heuvelse kerk. Op het hoogtepunt had Tilburg 31 parochiekerken. Gedurende de jaren 70 van de 20e eeuw kwam er een kentering. De ontkerkelijking leidde ertoe dat vele parochies werden samengevoegd. Diverse kerken en kloostergebouwen werden gesloopt of zijn verbouwd voor andere doeleinden.

## Demografie
Anno 2021 was 70,8% van de Tilburgse bevolking van autochtone afkomst, 16,7% niet-westers allochtoon en 12,6% Westers allochtoon.

## Karakteristieken

### Indeling

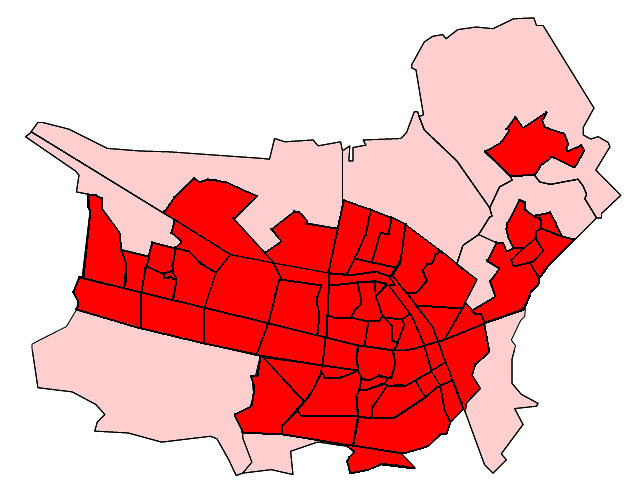
De gemeente Tilburg opgedeeld in wijken, buurten en industriegebieden. De bebouwde kom is rood en de buiten- en uitbreidingsgebieden zijn roze gekleurd.

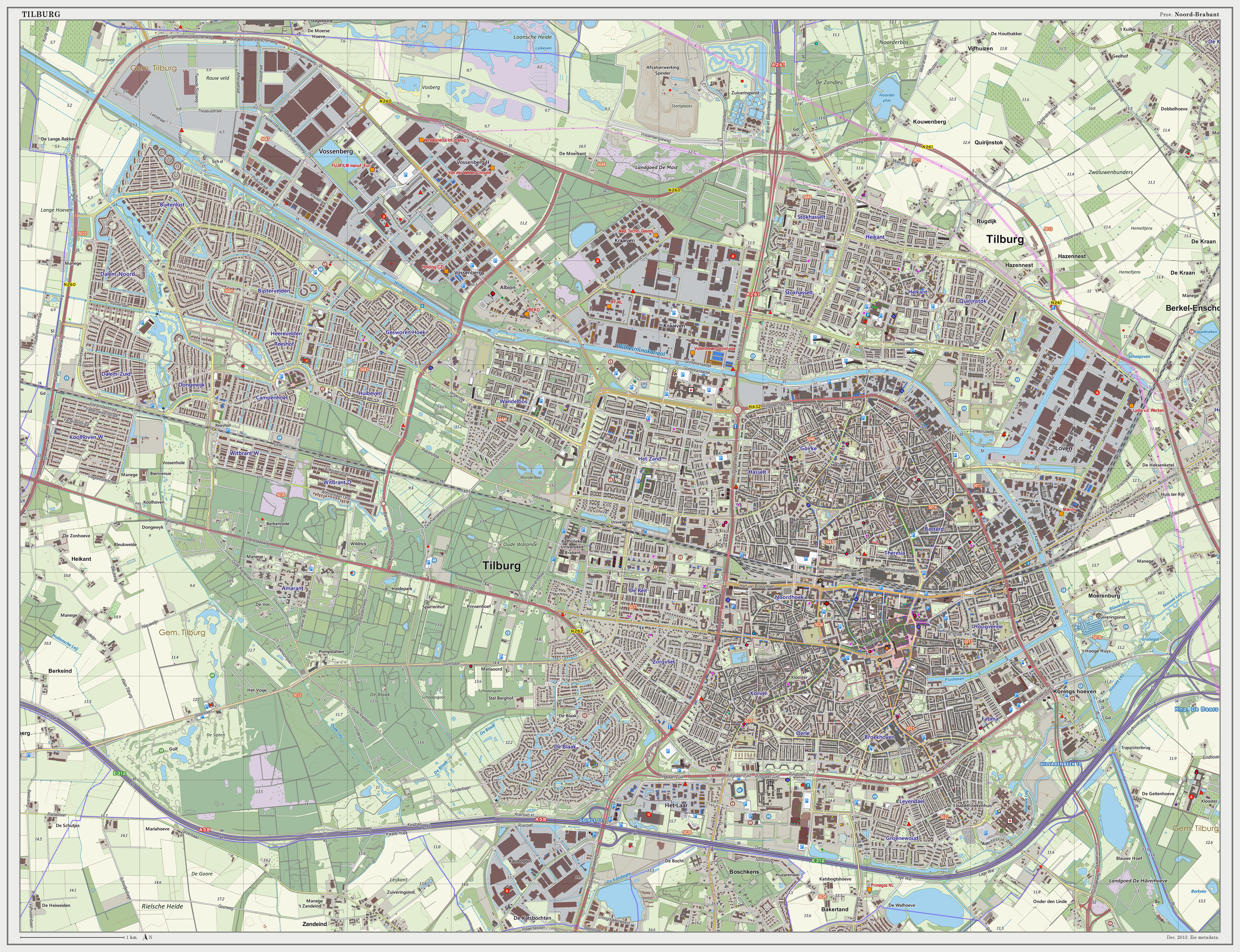
Topografisch kaartbeeld van de stad Tilburg, september 2014. Klik op de kaart voor een vergroting

De gemeente is ingedeeld in dertien stadsdelen:
| Stadsdeel      | Aantal  | Percentage |
| -------------- | ------- | ---------- |
| Oud-Zuid       | 43.979  | 19,1%      |
| Oud-Noord      | 34.976  | 15,2%      |
| West           | 27.976  | 12,2%      |
| Noord          | 24.080  | 10,5%      |
| Oost           | 809     | 0,4%       |
| Zuid           | 10.363  | 4,5%       |
| Zuid-West      | 10.950  | 4,8%       |
| Reeshof        | 43.757  | 19,0%      |
| Noord-West     | 188     | 0,1%       |
| Binnenstad     | 8.061   | 3,5%       |
| Berkel-Enschot | 14.481  | 6,3%       |
| Udenhout       | 8.730   | 3,8%       |
| Biezenmortel   | 1.483   | 0,6%       |
| Totaal         | 229.833 | 100%       |

Enkele Tilburgse buurten uit de jaren 60 van de 20e eeuw zijn bijzonder ruim opgezet met brede groenstroken langs bebouwing en hoofdwegen. Met name geldt dit voor Quirijnstok in Noord, verder ook voor Groenewoud en Wandelbos. In 2007 bleek uit onderzoek van het Centraal Bureau voor de Statistiek (CBS) dat de wijk Jeruzalem op dat moment de "armste wijk" van Brabant was.

### Natuur en landschap
Van de wateren moet het Wilhelminakanaal met de Piushaven worden genoemd. Ten westen van Tilburg bevindt zich de Oude Leij die over gaat in de bovenloop van de Donge. Ten oosten van Tilburg stroomt de Nieuwe Leij die overgaat in de Voorste Stroom. Door de grote bebouwde oppervlakte van Tilburg is de oorspronkelijke geografie sterk veranderd en niet altijd meer herkenbaar.

### Parken
De bekendste stadsparken van Tilburg zijn alle drie ontworpen door landschapsarchitect Leonard Springer: het Wilhelminapark uit 1895 (5 hectare), het Wandelbos uit 1920 (32 hectare) en het Leijpark uit 1935 (30 hectare). In de oorspronkelijke opzet kenmerken ze zich door een romantische, laat-19e-eeuwse sfeer die bij Wilhelminapark en Wandelbos goed bewaard is gebleven.
Veel strakker is het Kromhoutpark uit 1991 dat internationale prijzen heeft gekregen voor het ontwerp. Andere parken zijn Stadspark Oude Dijk, Muzentuin, Tivolipark, Reeshofpark, Quirijnstokpark, Midden Brabant Park en Spoorpark.
De Oude Warande is een landgoedpark in Tilburg-West en een van de best bewaard gebleven sterrenbossen van Nederland. De gemeente heeft in 2008 een ruim twintig jaar durend restauratieproject grotendeels afgerond.
Het Spoorpark is een voormalig goederenemplacement van Van Gend & Loos en maakt deel uit van de Spoorzone, die vrijkwam doordat industrie uit het hart van de stad vertrok. Het park ligt dus centraal in de stad en is een lange wig van acht hectare groot, met horeca, sportvoorzieningen, een uitkijktoren (de Kempentoren) en een stadscamping.

### Natuurgebieden
Binnen de bebouwde kom van de stad Tilburg bevinden zich drie kleine natuurgebieden: Dongevallei, Drijflanen en Reeshofbos. Deze staan in verbinding met natuurterreinen rondom Tilburg. De stadsparken Leijpark, Wandelbos en Quirijnstokpark hebben natuurwaarden vanwege hun afmeting, leeftijd en ligging aan de rand van de bebouwde kom. De beschrijving van de natuurgebieden bevindt zich op de pagina over de gemeente Tilburg. Een overzicht:
- Landschap Moerenburg, een restant van een kleinschalig landbouwgebied ten oosten van Tilburg.
- Het natuurgebied Dongevallei, in het westen van Tilburg, lopend door de nieuwbouwwijk Reeshof, is een herstelde bedding van het beekje de Donge waar een bijzondere moerasvegetatie ontstaat uit zaden die onder een dikke laag landbouwgrond bijna een eeuw op ontkieming hebben gewacht. Dit gebied sluit aan op het gemengde bos- en natuurgebied ten zuidwesten van Tilburg, dat sinds 2017 bekend staat als Stadsbos013.
- Landgoed Heidepark-Vredelust.
- Kaaistoep, bij het Bels Lijntje, vroeger een productiebos, sedert 1994 een natuurontwikkelingsgebied, gelegen ten zuidwesten van Tilburg.
- Het Reeshofbos, een grovedennenbos van 45 hectare, eigendom van de gemeente Tilburg. Het wordt doorsneden door lanen die met Amerikaanse eiken zijn beplant. Broedvogels zijn onder meer bosuil, sperwer en groene specht.
- Lange Rekken, ten noordwesten van Tilburg, deels op het grondgebied van Gilze en Rijen.
- Het Noorderbos, aangelegd in de voormalige vloeivelden ten noorden van Tilburg.
- Heidepark-Vredelust, Kaaistoep en Reeshofbos zijn onderdeel van het Stadsbos013.

### Natuurgebieden net buiten Tilburg
In de noordelijke buurgemeente Loon op Zand is Nationaal Park De Loonse en Drunense Duinen te bezoeken. Ook de dorpen Udenhout en Biezenmortel, die onderdeel zijn van de gemeente Tilburg, grenzen aan het Nationale Park. Het industrieterrein ten noorden van Tilburg grenst aan de Loonse Heide, dat in zijn geheel in de gemeente Loon op Zand ligt.

## Bezienswaardigheden

### Centrumgebied
Alhoewel een middeleeuwse stadskern ontbreekt, is de stad van de tweede helft van de 19e eeuw tot midden 20e eeuw zeer welvarend geweest door de lakenindustrie. In het stadscentrum en daaromheen zijn uit deze periode vele monumenten en stadsgezichten bewaard gebleven. Met name het stadscentrum vormt een staalkaart van architectonische stijlen uit de late 19e en vroege 20e eeuw. Door deze architectonische rijkdom is het stadscentrum aangewezen als beschermd stadsgezicht.
Enkele voorbeelden van belangrijke bezienswaardigheden in het centrum zijn:
- Het Stadsforum, bestaande uit het gebied rond het Koningsplein en het Willemsplein, dat opnieuw wordt ontwikkeld. Naar verwachting zal dit tussen 2020 en 2030 plaatsvinden. Aan het Willemsplein staan diverse toonaangevende gebouwen die behouden blijven:
  - Het paleis van koning Willem II, een stadspaleis in katholiek-neogotische stijl, midden in het centrum. Willem II, die graag in de stad verbleef, overleed voor het voltooid werd en heeft het paleis nooit bewoond. Het stamt oorspronkelijk uit 1847, maar is in 1865 en 1934 sterk verbouwd vanwege gebruik als respectievelijk Rijks HBS en raadhuis. Het gebouw is erkend als Van Gogh-monument, omdat Vincent van Gogh les kreeg op de HBS in het gebouw.[13]
  - De Heikese kerk, een grote neoclassicistische Waterstaatskerk met een middeleeuwse toren en rijk neobarok interieur.
  - Gedenknaald koning Willem II
  - Drie stadsparken grenzen aan het Stadsforum, namelijk het stadspark Oude Dijk, De Muzentuin en Het Vredesplein.
- De Heuvel verbindt het uitgaanscentrum van Tilburg met het winkelgebied rond de Heuvelstraat. Bezienswaardigheden:
  - Blikvanger is de neogotische Sint-Jozefkerk uit 1872-1889, algemeen bekend als Heuvelse kerk.
  - Tegenover de kerk staat het Willem II-monument.
- De Begraafplaats Binnenstad aan de Bredaseweg is vooral bekend vanwege het hekwerk met een reeks grote neogotische gietijzeren beelden. Binnenin bevinden zich ook meerdere opvallende grafmonumenten die op de plaatselijke monumentenlijst staan.
- De Lancierskazerne aan de Kazernehof is de oudst bewaarde cavaleriekazerne van Nederland. Tegenwoordig is onder andere het Regionaal Archief Tilburg er gevestigd.
- Het Dwaalgebied wordt gevormd door de kleinere straatjes tussen de Heuvelstraat en de spoorlijn. Aan deze straten bevinden zich talrijke bezienswaardige panden uit het Fin de siècle.
  - Het 'Helga van Deen Monument' is in het Dwaalgebied te vinden, naast de Tilburgse synagoge.
  - De concertzaal Souvenir des Montagnards uit de 19e eeuw functioneert al meer dan 100 jaar als bioscoop. Het is uitgebaat onder diverse namen en met diverse genres, onder andere als seksbioscoop. Sinds 1983 is er Cinecitta gevestigd, een culturele bioscoop.
- Kunstdoolhof Doloris, gevestigd in het voormalige hoofdpostkantoor uit de jaren '60 op de hoek Spoorlaan - NS-Plein.
- Het Spoorpark is een recreatief park aan de noordwestelijke rand van het centrumgebied. Het bevat onder andere de bezienswaardigheden:
  - Kunstwerk de Rits van Marieke Vromans,
  - Uitkijktoren De Kempentoren.

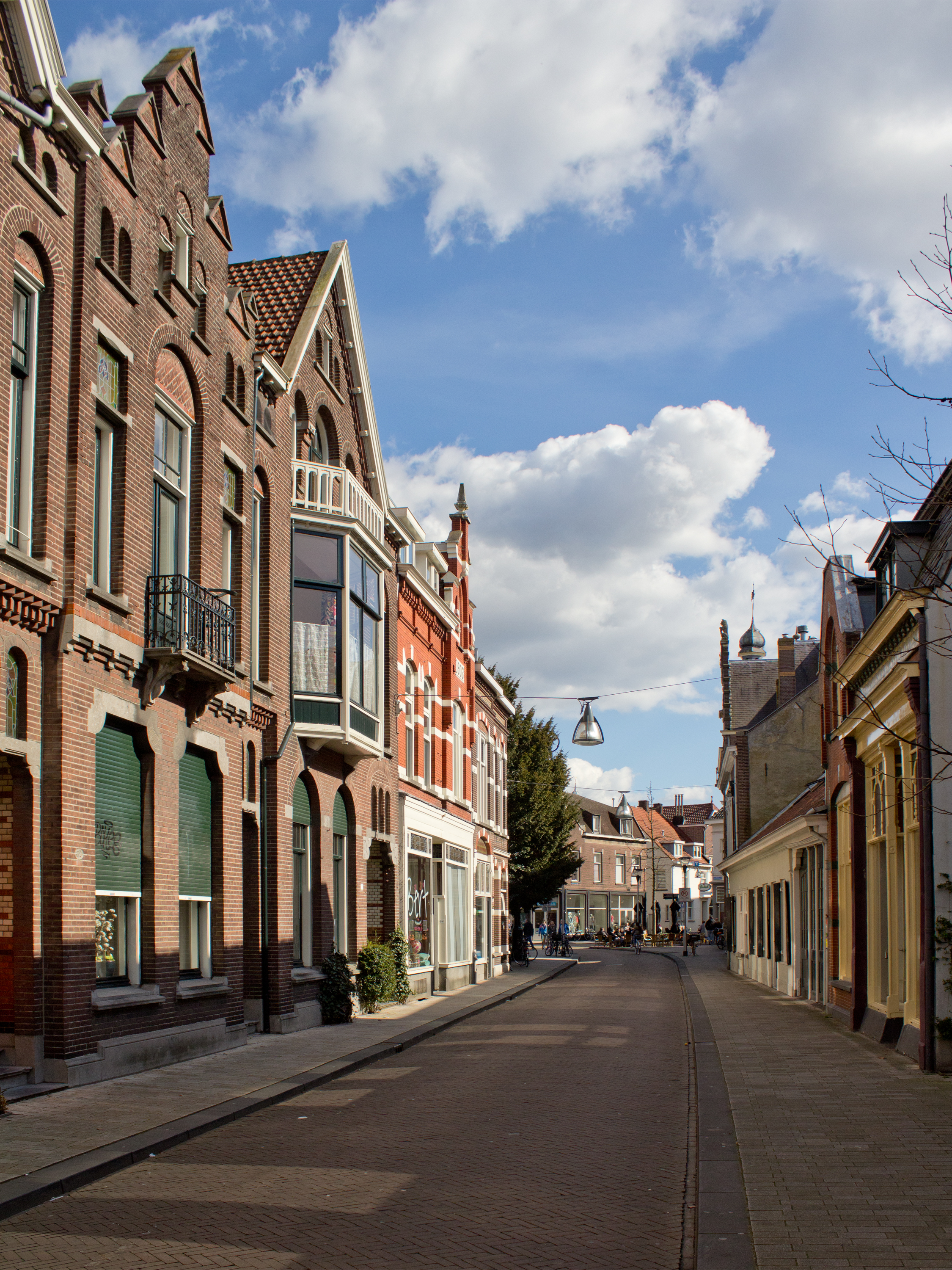
De Noordstraat, onderdeel van het Dwaalgebied
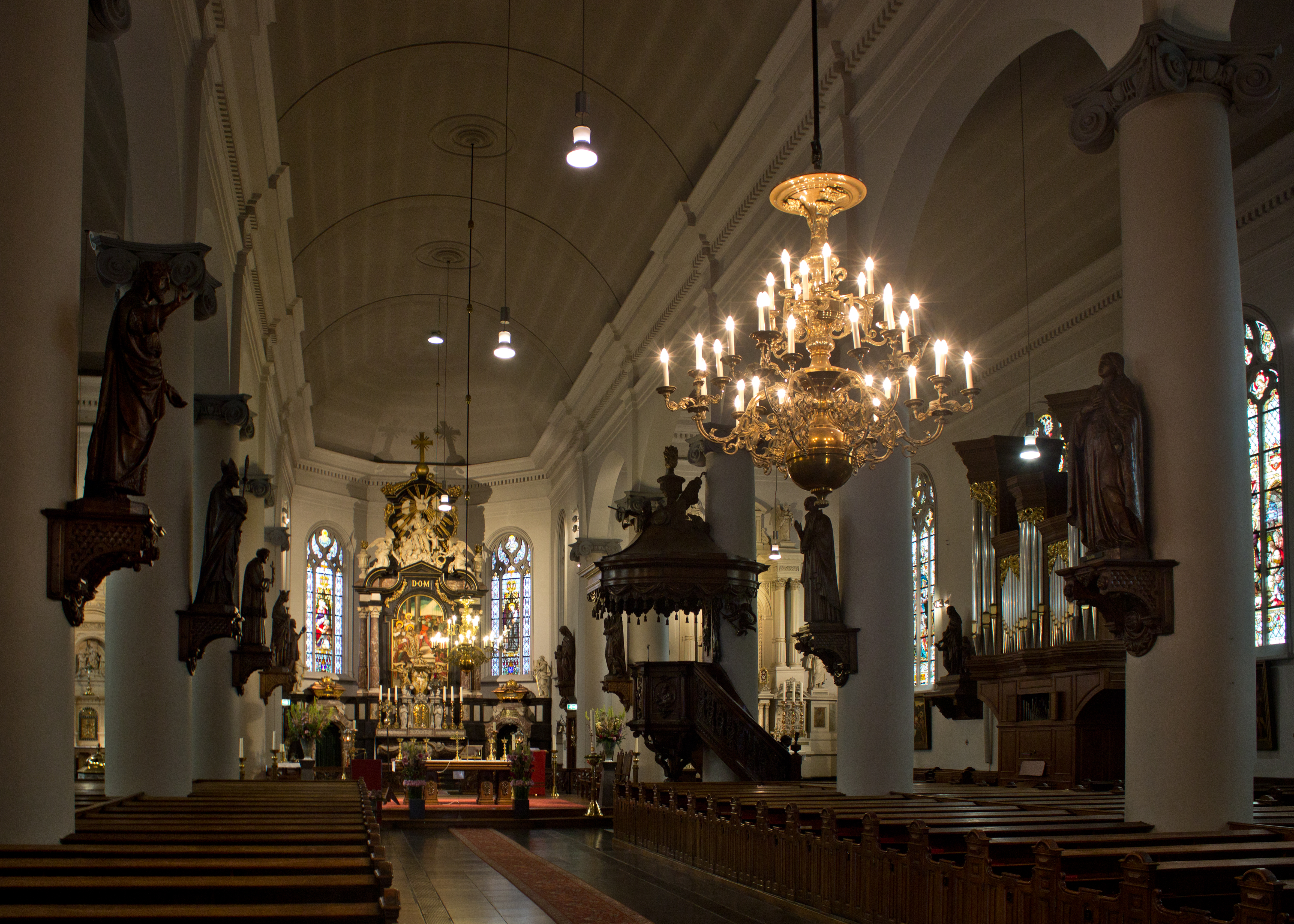
Het interieur van de Heikese kerk
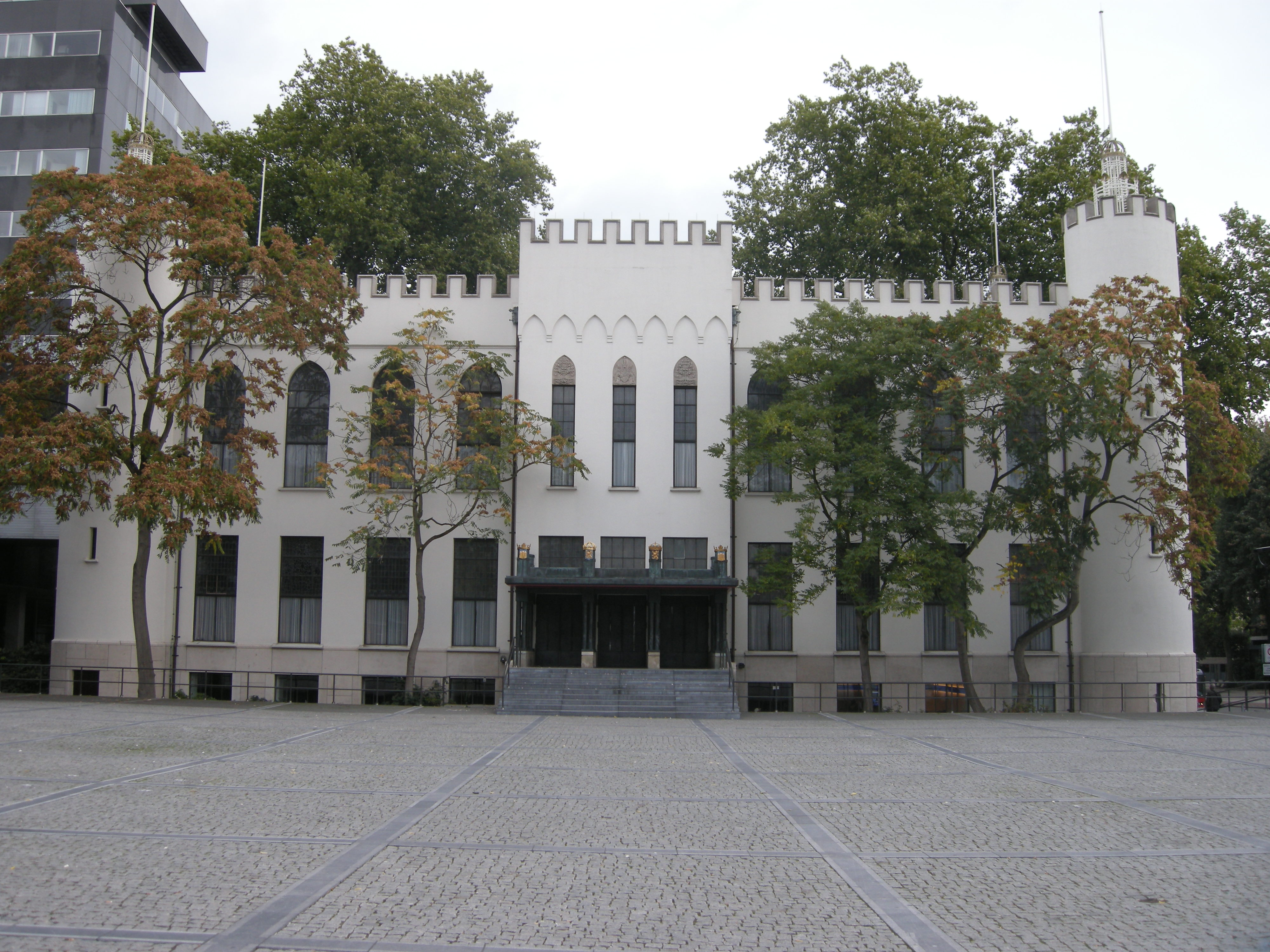
Het Paleis-Raadhuis
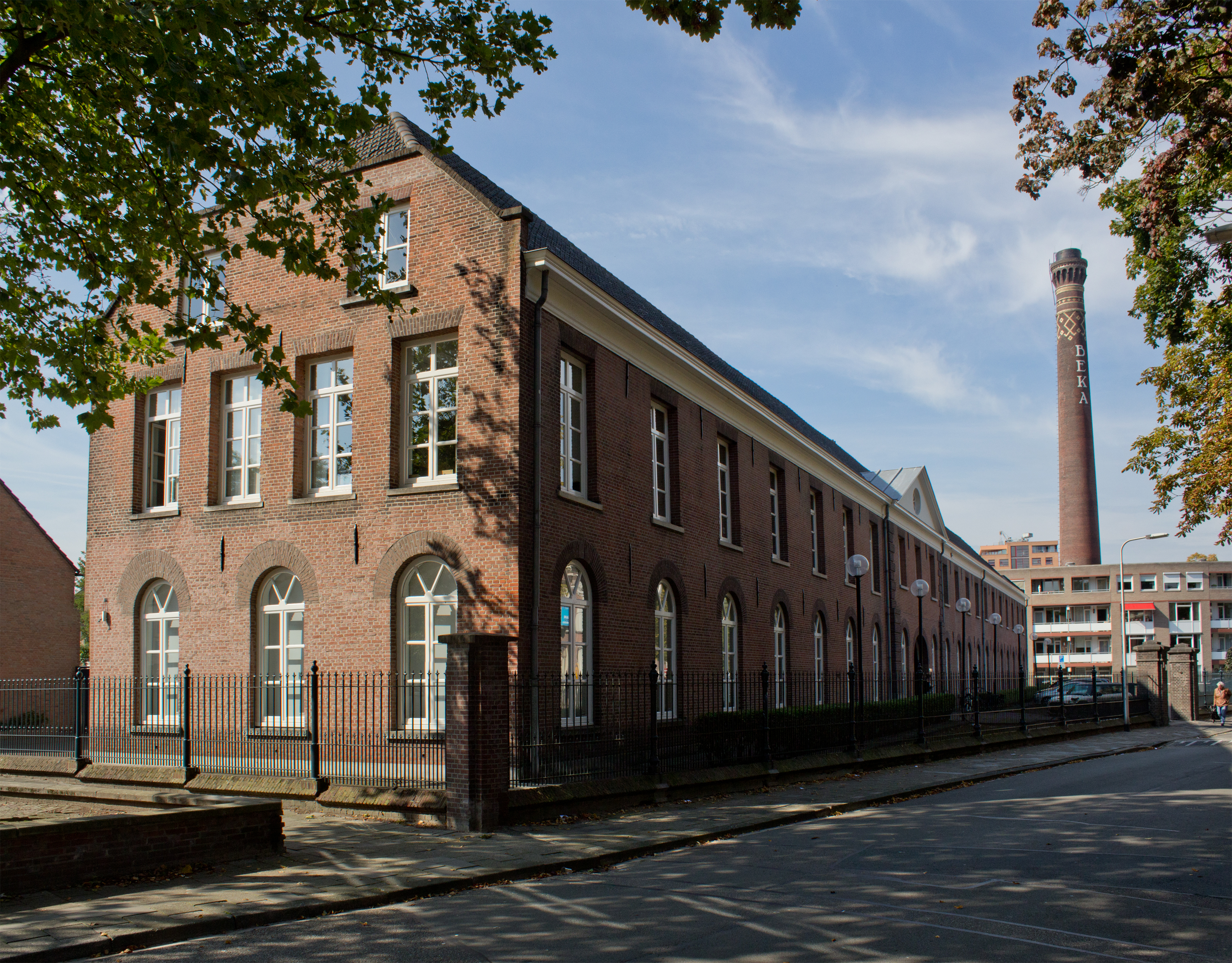
De Lancierskazerne
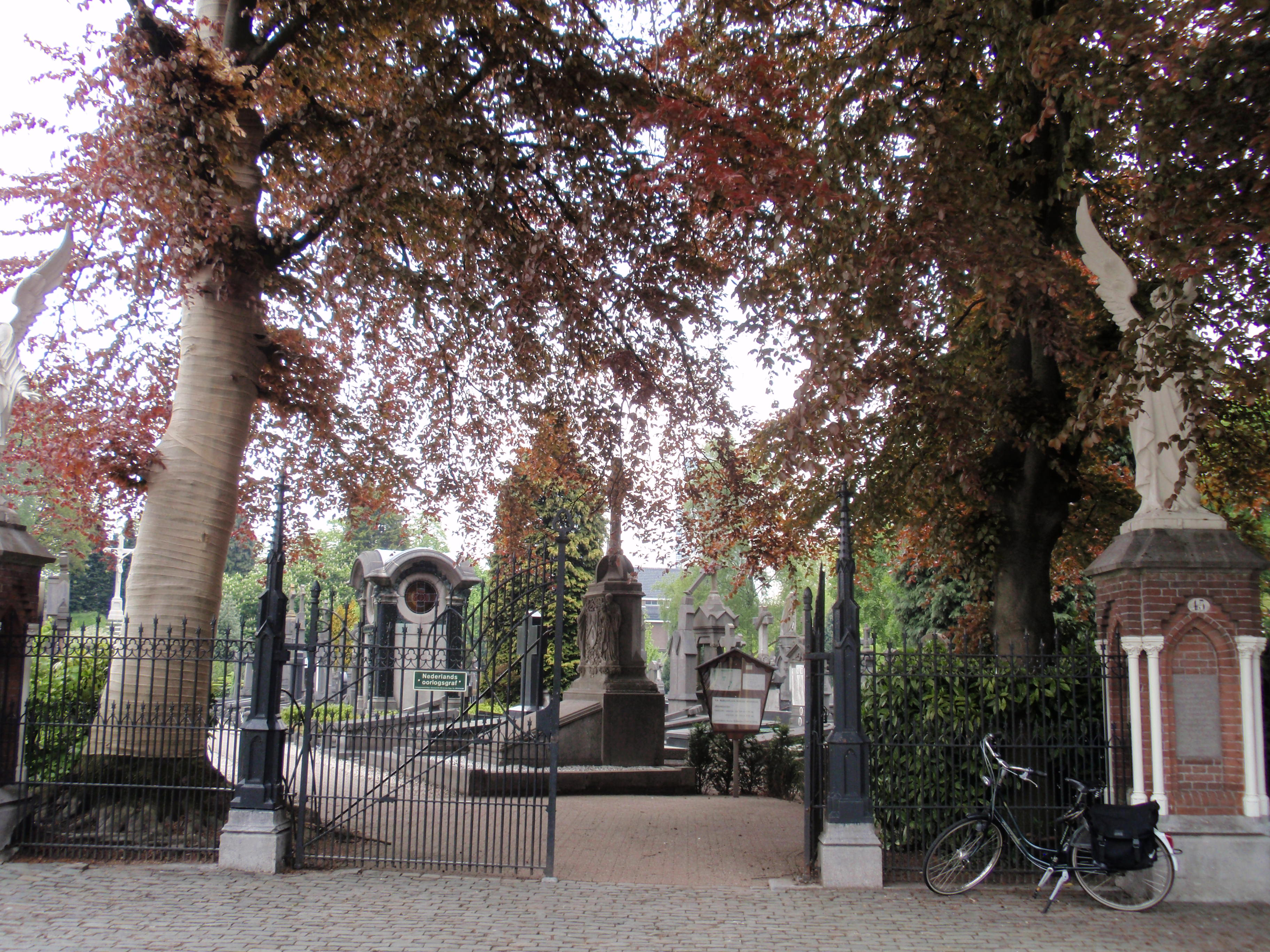
Begraafplaats Binnenstad
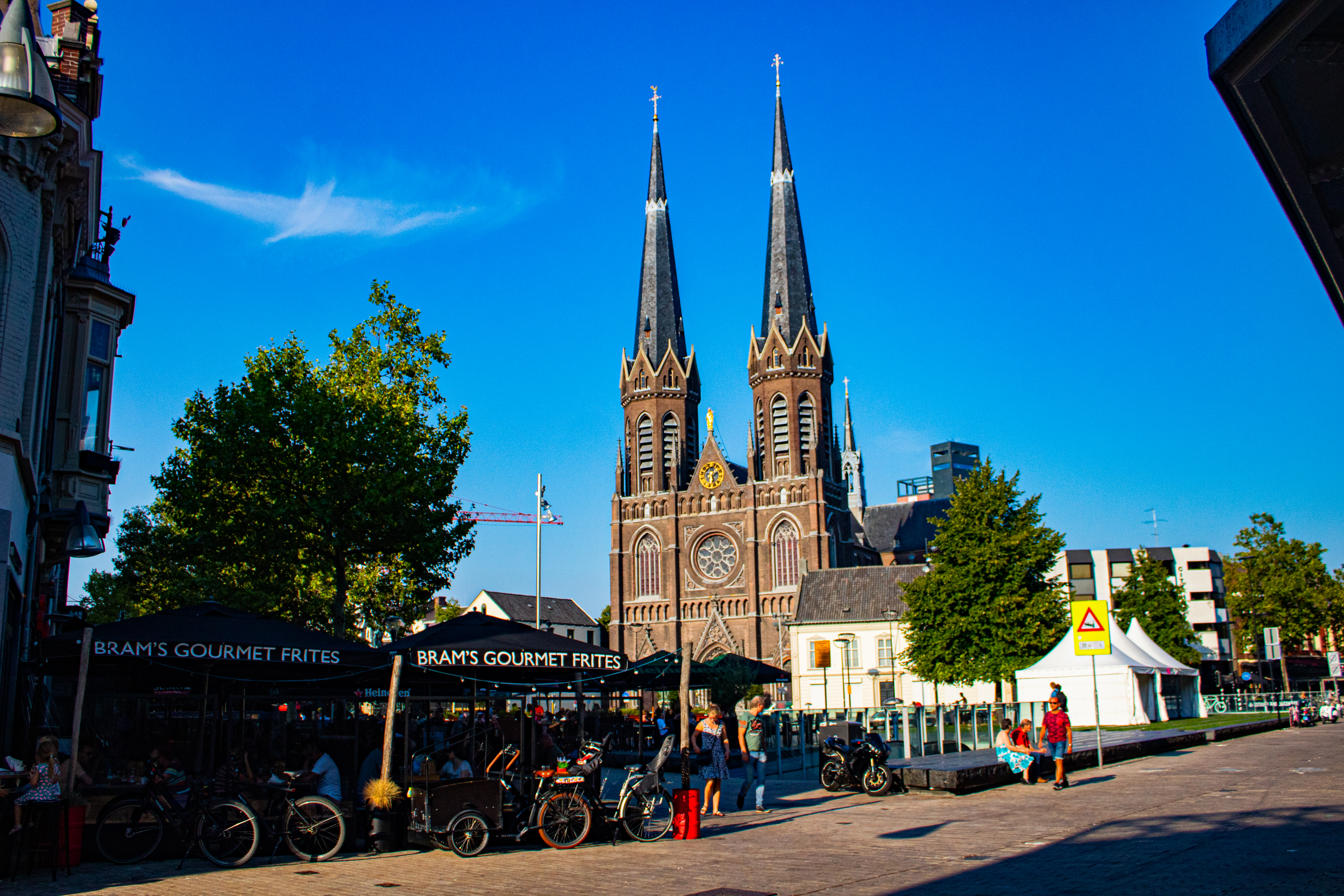
De Heuvelse Kerk
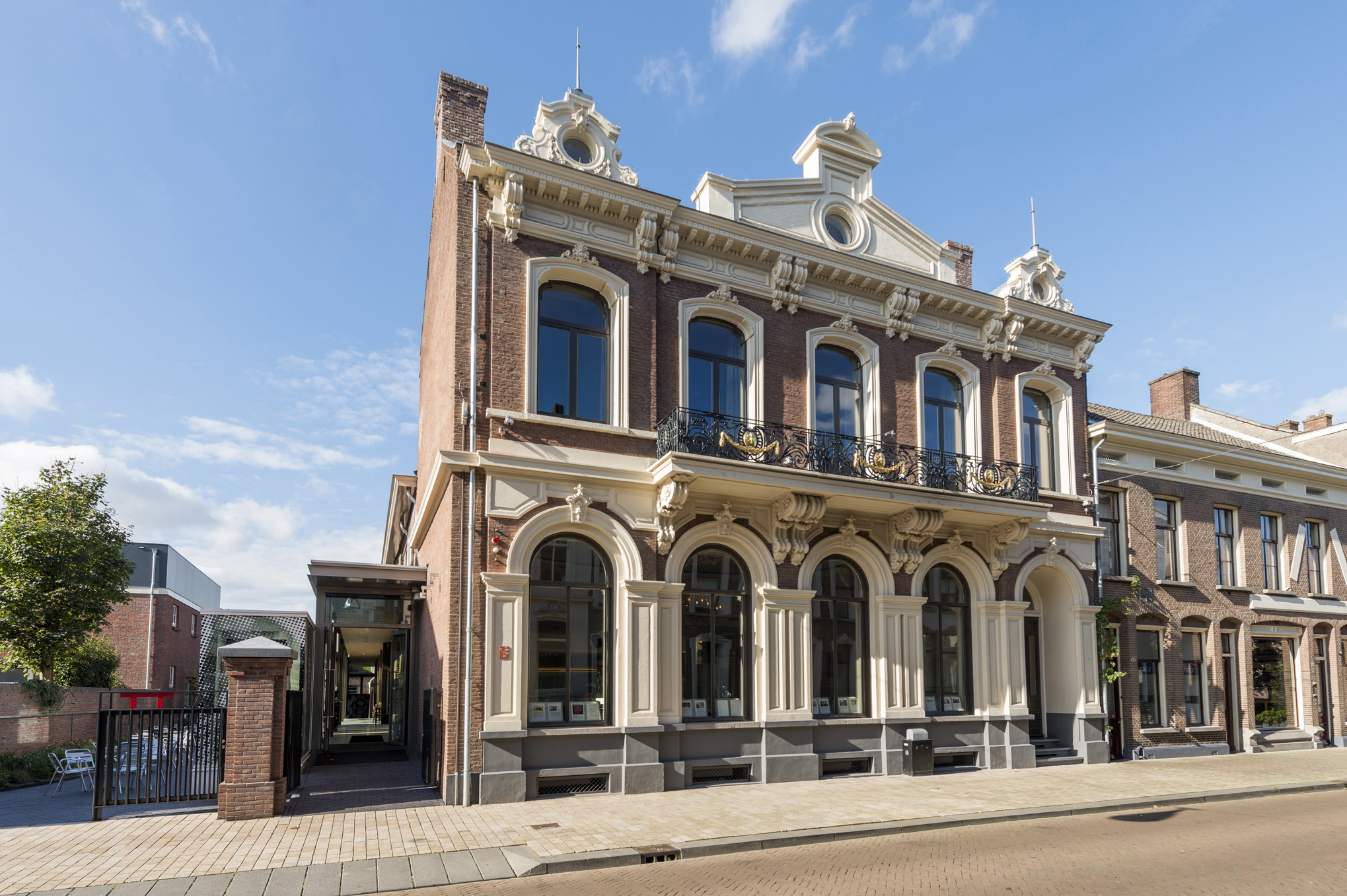
Stadsbioscoop Cinecitta in het Dwaalgebied
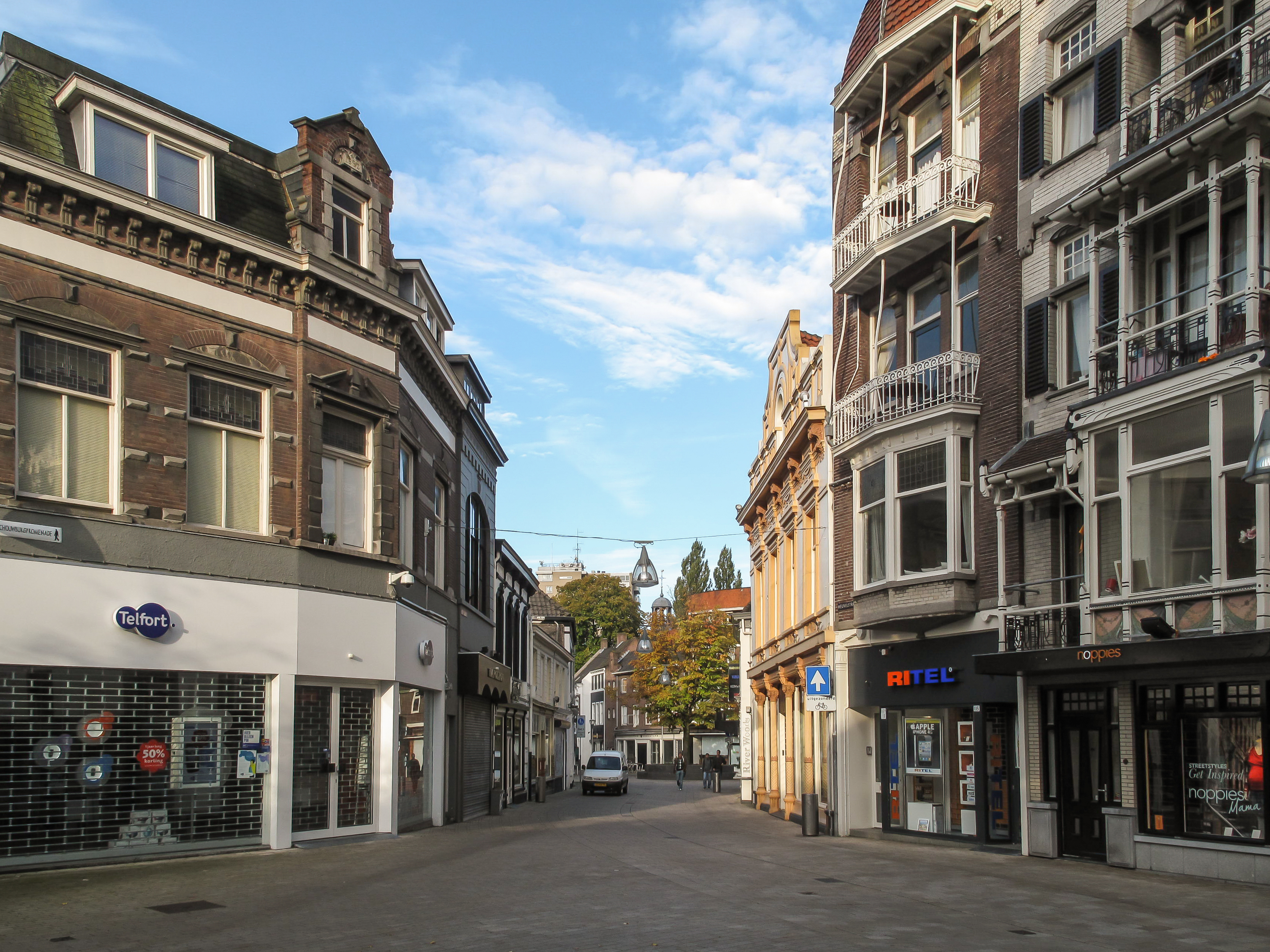
De Heuvelstraat

### Rijksbeschermd gezicht Wilhelminapark/Goirkestraat
Het Rijksbeschermd gezicht Wilhelminapark/Goirkestraat omvat gaaf bewaard gebleven delen van de Goirkestraat en het Wilhelminapark en de omliggende bebouwing van veelal luxueuze woningen. Het geheel is sterk verbonden met de bloeitijd van de textielindustrie in Tilburg in de 19e en 20e eeuw. Enkele opvallende elementen, van het centrum naar het noorden:
- Het Wilhelminapark, een stadspark in Engelse landschapsstijl uit 1898 van Leonard Springer, aangelegd op de Kempische driehoek van de herdgang Veldhoven.
- De Pont, een in Europa toonaangevend museum voor hedendaagse kunst, gevestigd in de voormalige wolspinnerij Thomas de Beer.
- Het TextielMuseum is ingericht in het Mommerscomplex, een voormalige textielfabriek. Het toont draaiende textielmachines en -technieken, maar huisvest ook een atelier voor de productie van speciaal textiel en werkplaatsen voor textielkunstenaars.
- De Goirkese kerk, een Waterstaatskerk uit 1835, was destijds de grootste kerk van Tilburg en is gewijd aan Dionysius, de patroon van Tilburg. Deze parochiekerk heeft een schip in een vroeg neogotische stijl en een koor in Delftse Schoolstijl uit 1938.

### Buiten het centrum
De Piushaven, net ten zuiden van het centrum, is aangelegd als kolenhaven voor de stoommachines van de textielindustrie. Het gebied is lang verwaarloosd maar wordt herontwikkeld tot horeca- en uitgaansgebied. Ook is het in gebruik als museumhaven, vooral voor beroepsvaartuigen uit de 19e en 20e eeuw.
Tilburg heeft gedurende de bloeiperiode van de textielindustrie een aantal buurdorpen geannexeerd, zogenaamde herdgangen. Onderstaande bezienswaardigheden liggen verder van het centrum:
- De Hasseltse kapel aan het Hasseltplein dateert van voor 1536 en is daarmee een van de oudste gebouwen van de stad.
- De Oude Warande is een 18e-eeuws park tussen Tilburg West en Reeshof. Het is een van de weinige overgebleven intacte sterrenbossen van Nederland.
- In de buurtschap Heikant bevindt zich het in 1930 gereconstrueerde geboortehuis van Peerke Donders.

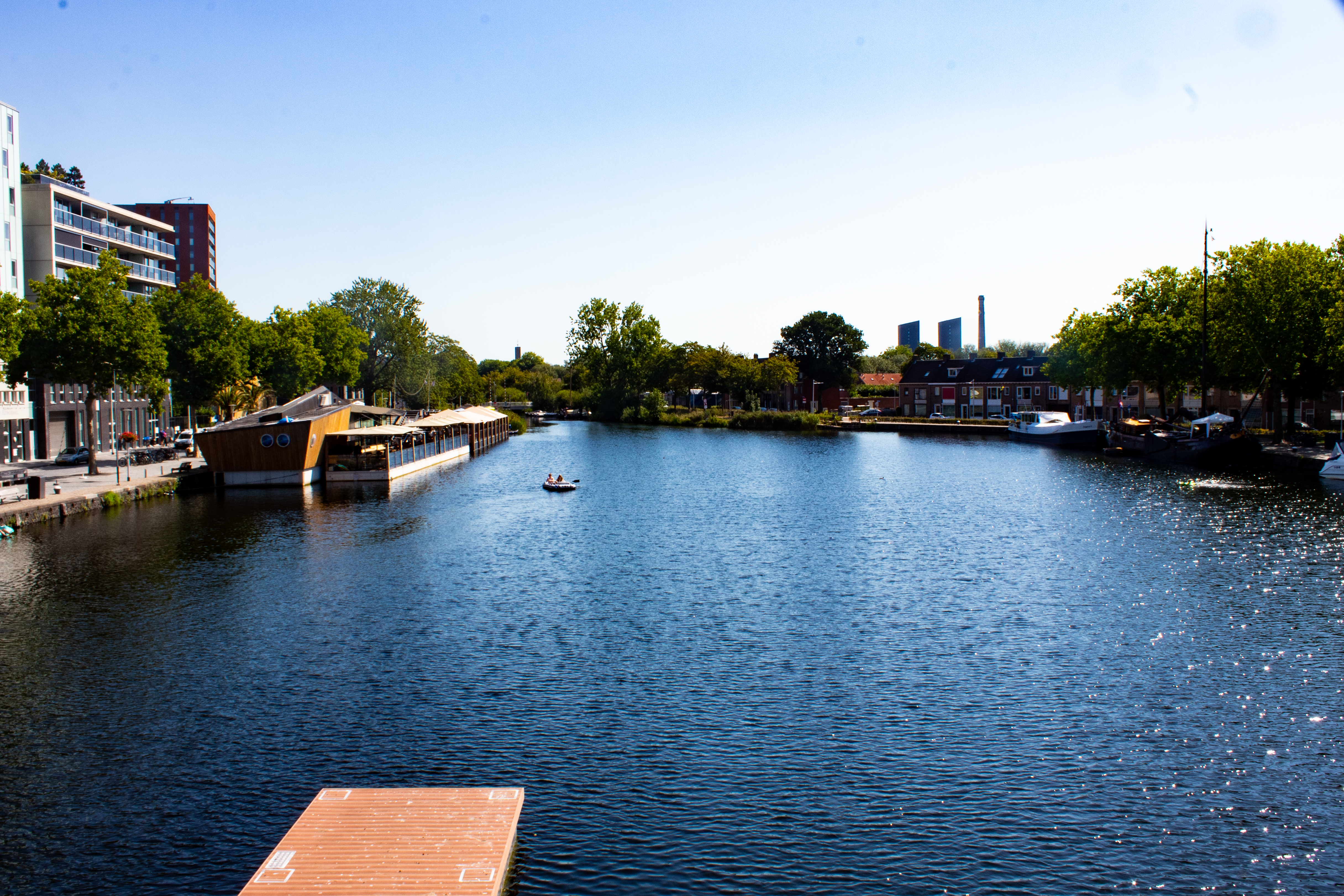
De Piushaven in de zomer van 2020
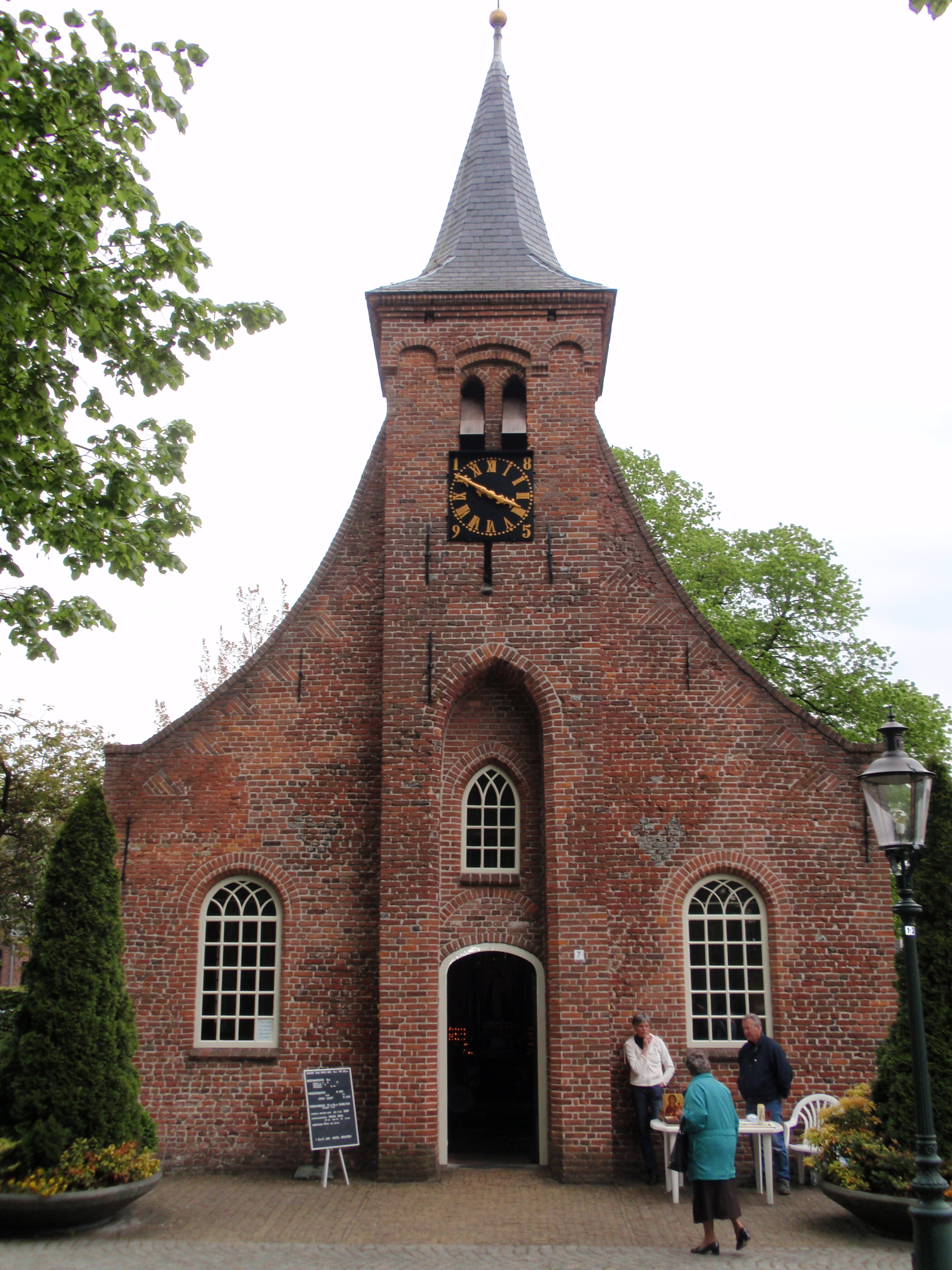
De Hasseltse kapel
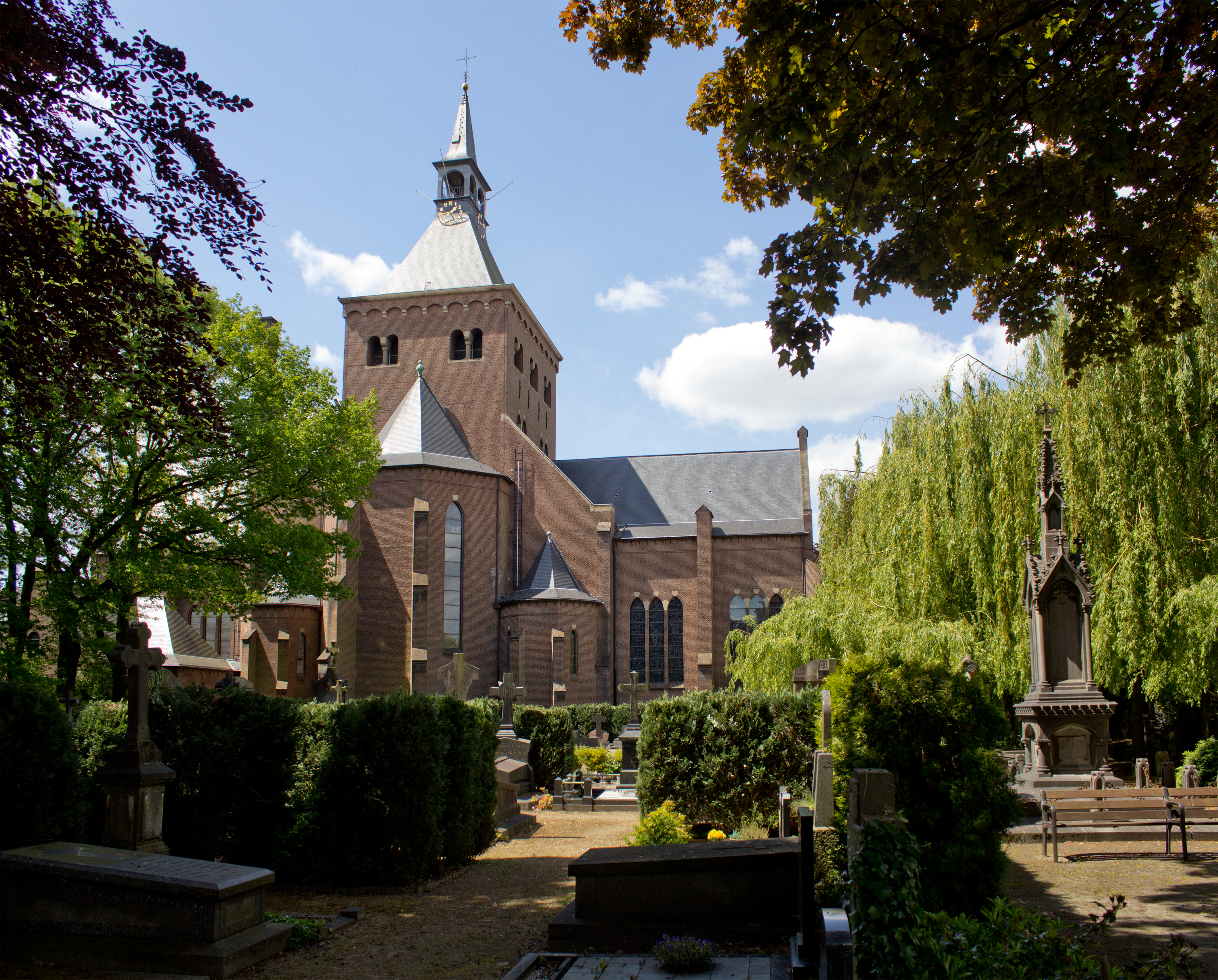
De Goirkese kerk
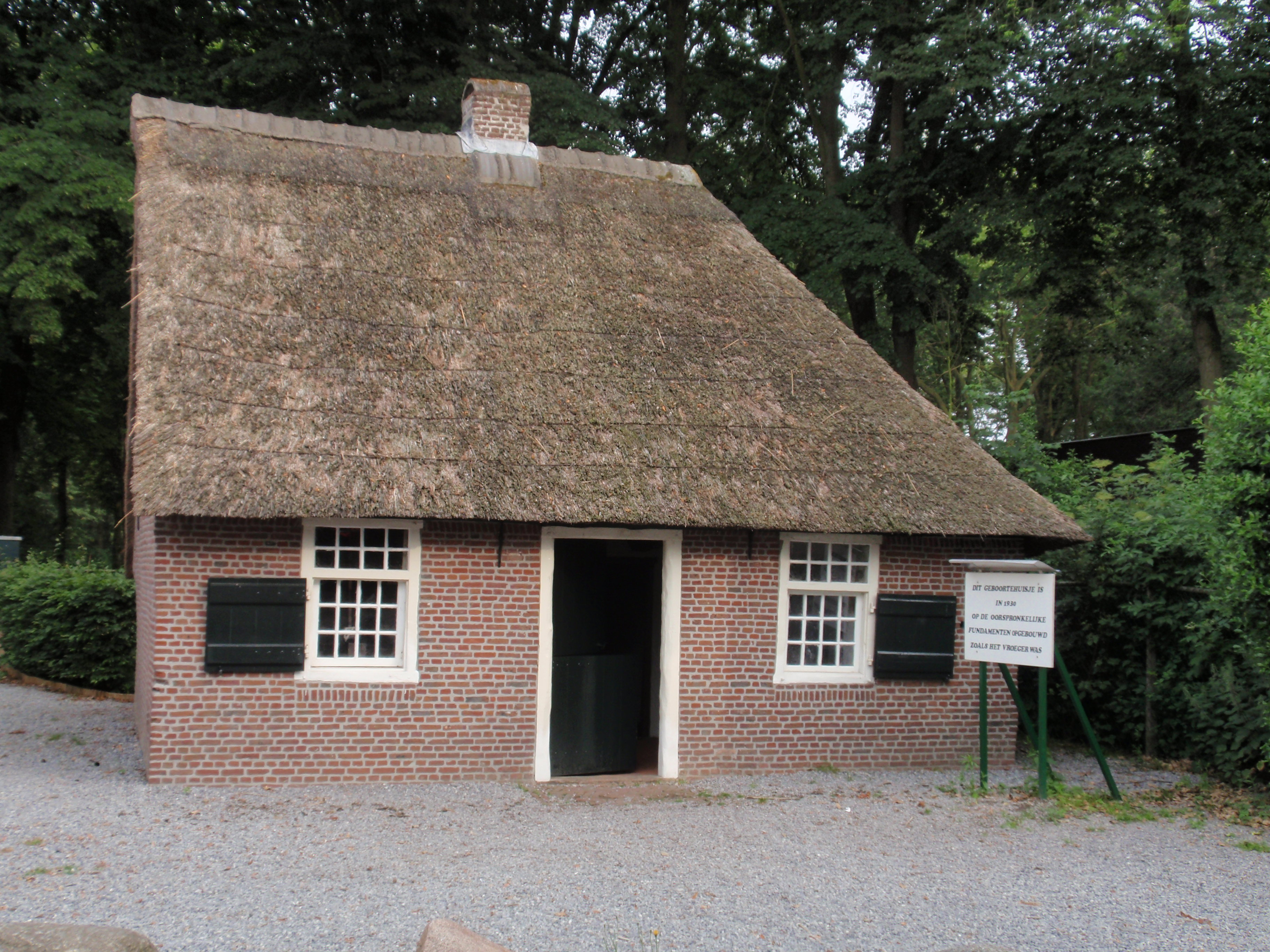
Het geboortehuis van Peerke Donders
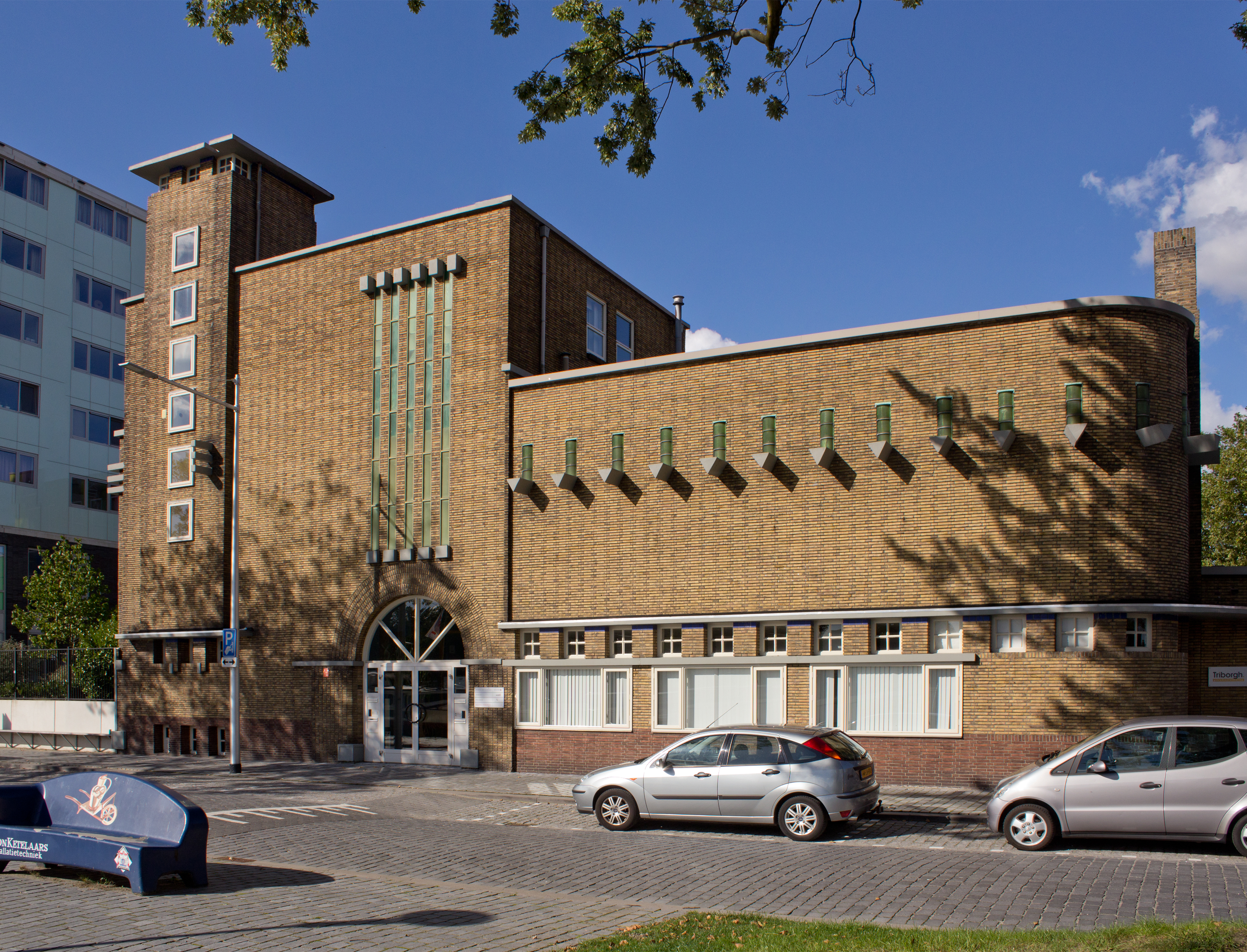
Monumentale bebouwing langs de Piushaven
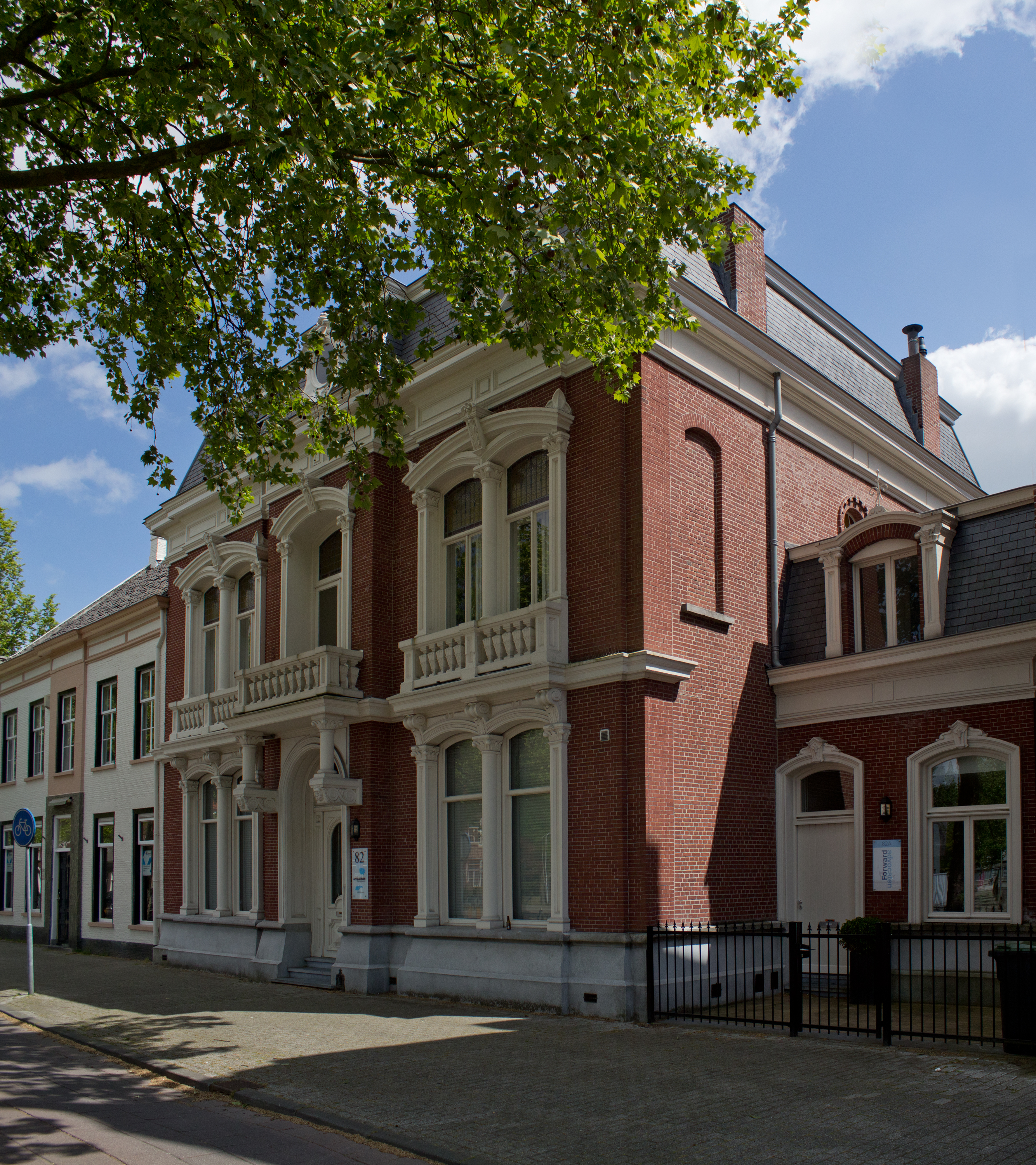
Historische bebouwing langs de Goirkestraat
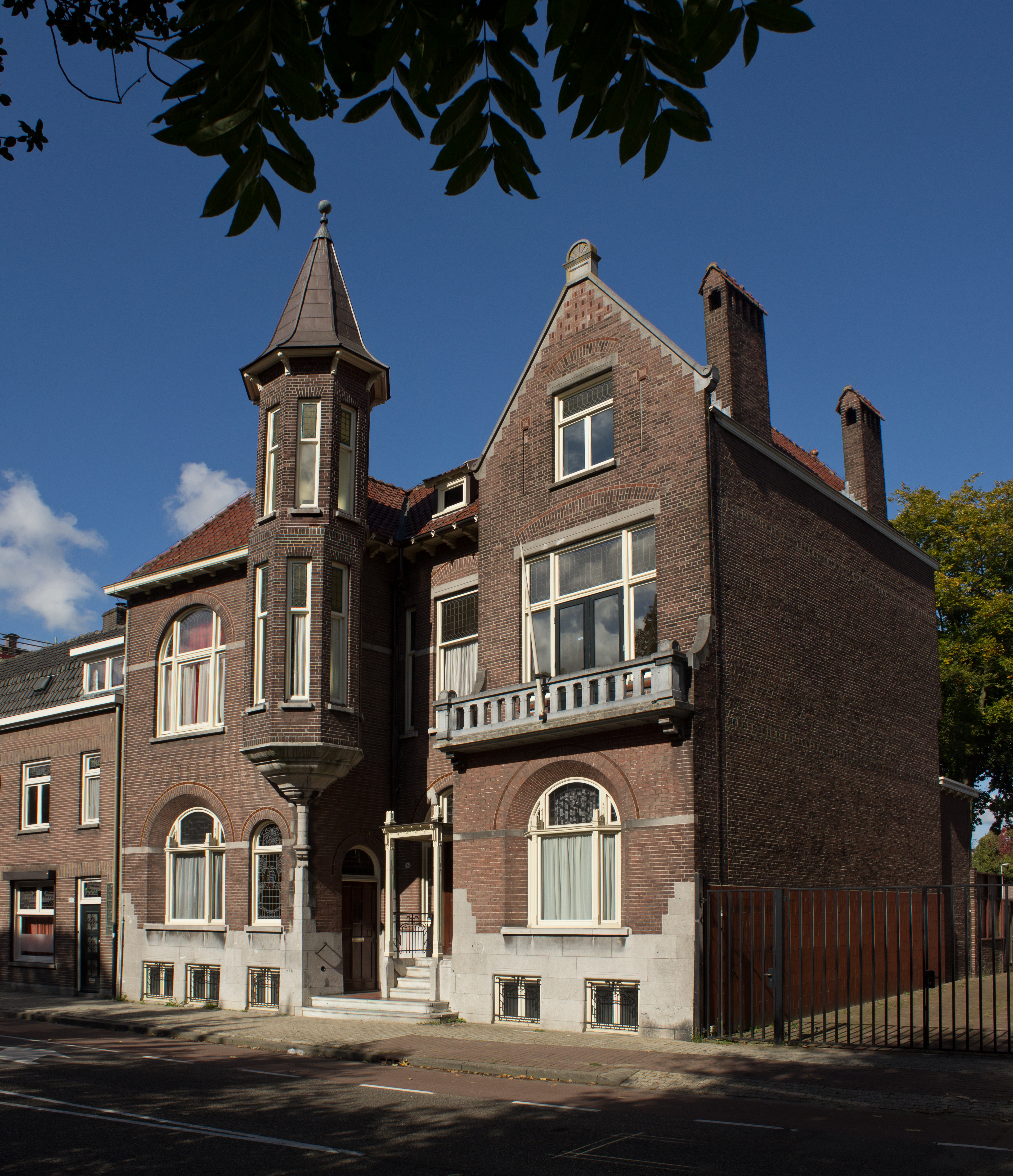
Stadsvilla aan het Wilhelminapark

### Spoorzone
De voormalige Hoofdwerkplaats Tilburg van de Nederlandse Spoorwegen, direct ten noorden van het treinstation, wordt sinds 2011 herontwikkeld. In en om de voormalige fabriekshallen komen woningen, kantoren, horeca, uitgaansmogelijkheden en een nieuwe bibliotheek. Grote delen van de voormalige hoofdwerkplaats zijn behouden en enkele onderdelen zijn op de gemeentelijke monumentenlijst geplaatst.
Enkele voorbeelden van beschermde monumenten binnen de spoorzone:
- De Koepelhal is een hal aan het NS-plein die een opvallend boogdak heeft, maar geen koepel. Met een groot aaneengesloten vloeroppervlak zonder muren en met weinig kolommen is de ruimte geschikt voor concerten, festivals en beurzen.
- De LocHal, waar vroeger locomotieven onderhouden en gereviseerd werden, is het grootste object binnen de spoorzone, hoewel een gedeelte gesloopt is. Binnenin is de rauwe, industriële uitstraling behouden met roestplekken, persluchtleidingen en portaalkranen. Het hoge, gerenoveerde gebouw aan de noordkant van Station Tilburg heeft verscheidene architectuurprijzen gewonnen. De grootste gebruiker is De Bibliotheek Midden-Brabant.
- De Polygonale Loods, op enkele meters van het station, is een veelhoekig gebouw dat om een draaischijf heen gebouwd is. Vanaf de schijf werd spoormaterieel naar binnen gereden voor reparatie. De waaier van sporen is nog zichtbaar in de vloer, maar de loods is omgebouwd tot café-restaurant.

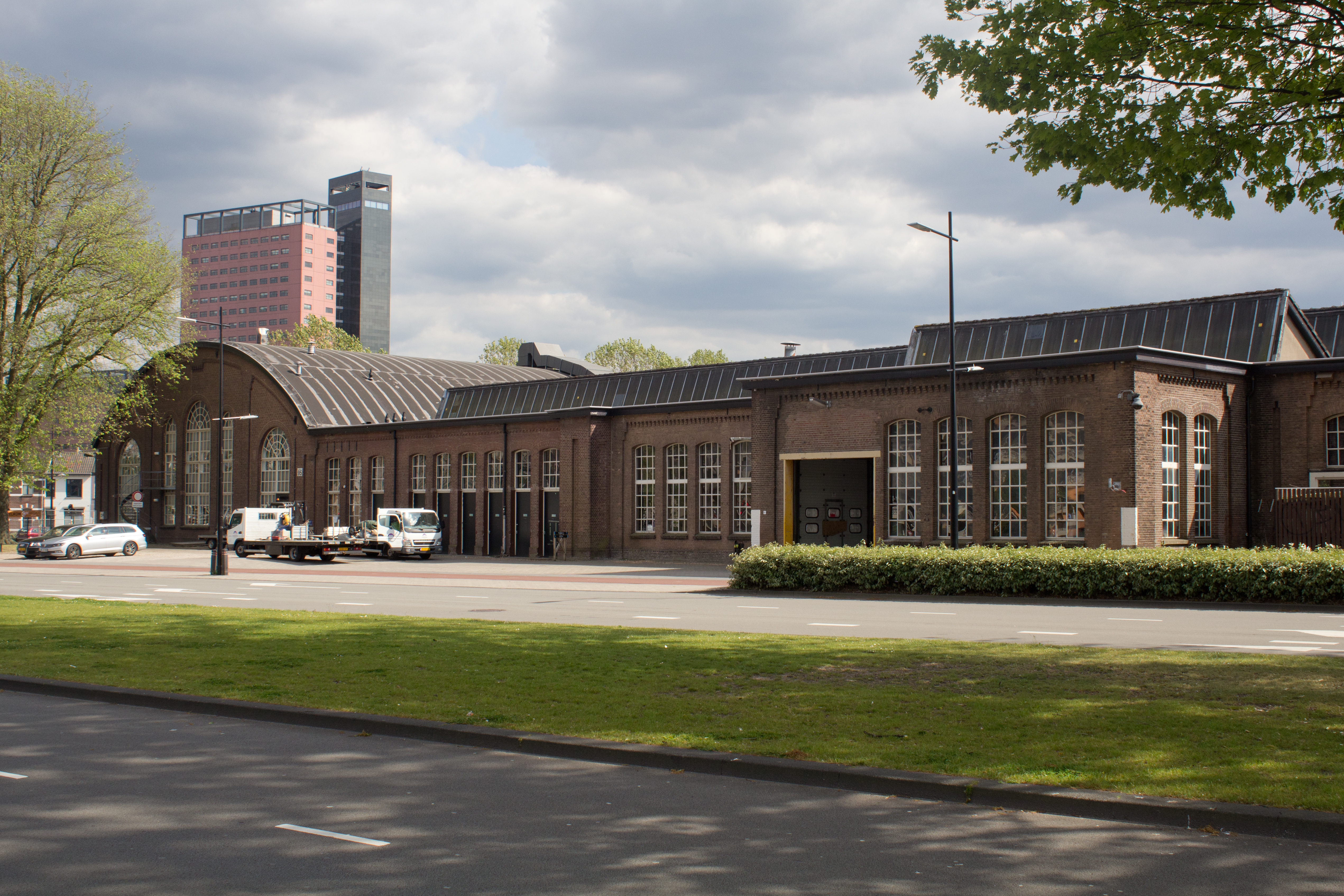
Koepelhal (exterieur)
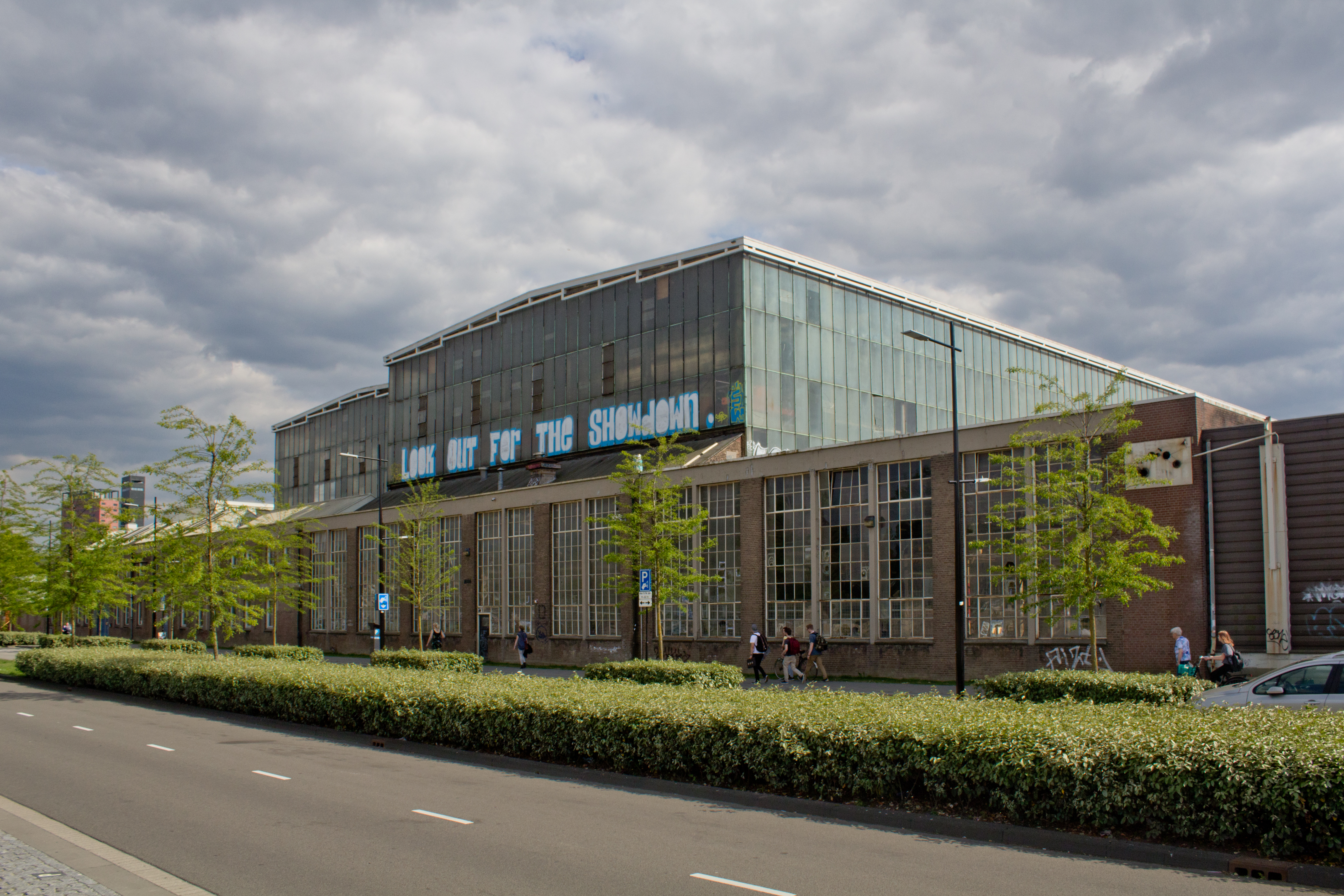
De Locomotiefhal tijdens de ombouw naar bibliotheek
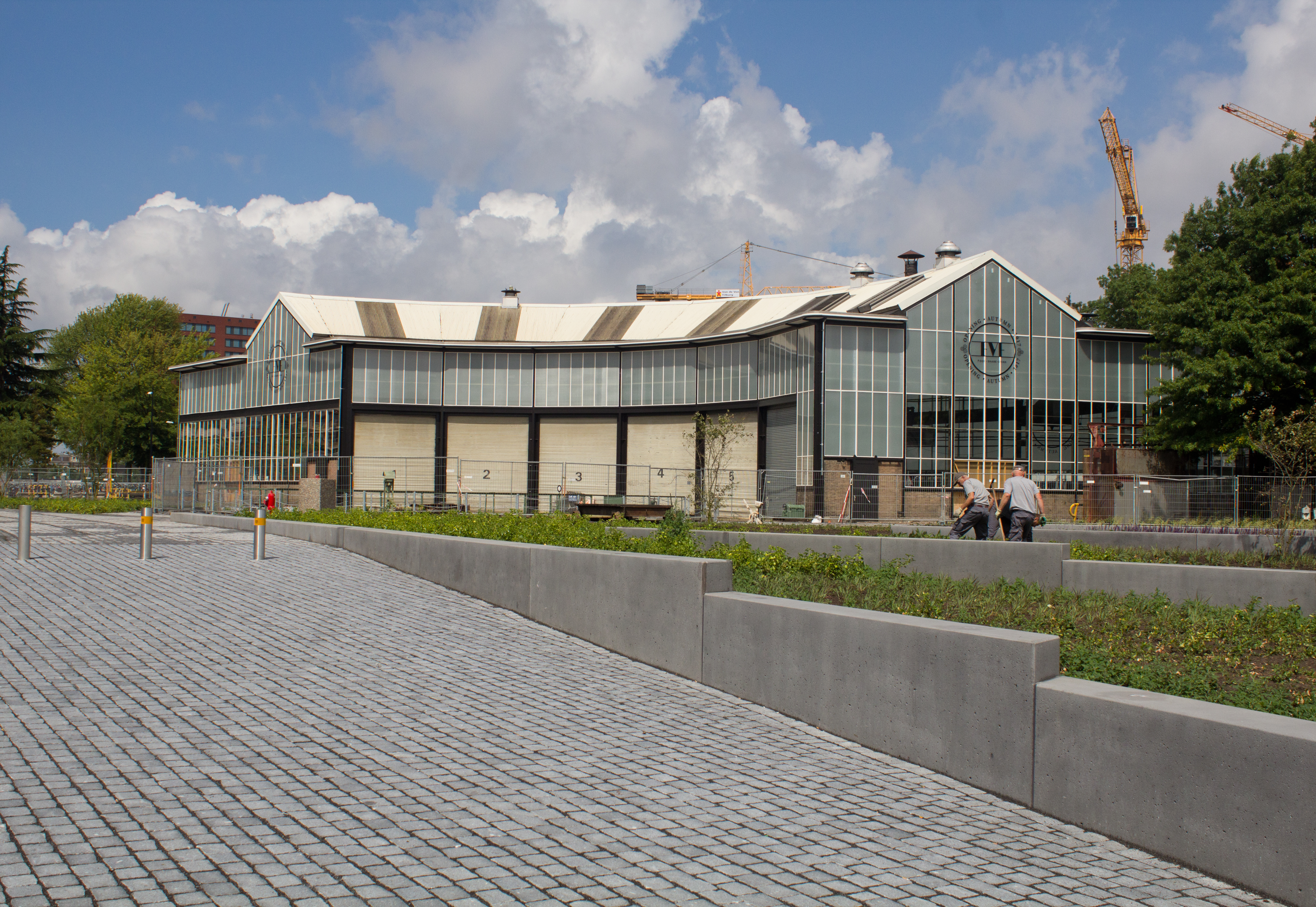
De Polygonale loods
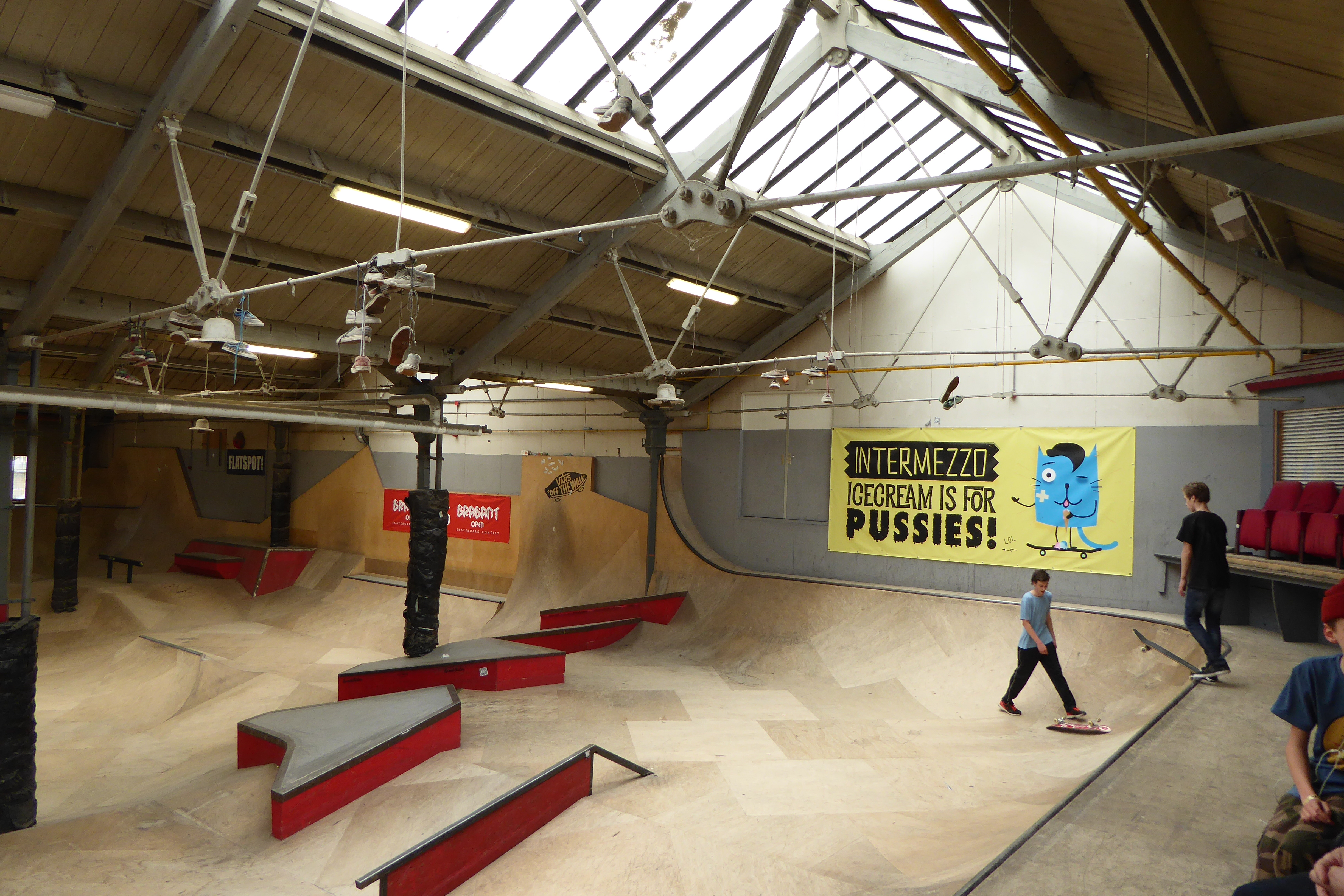
Skatepark Ladybird
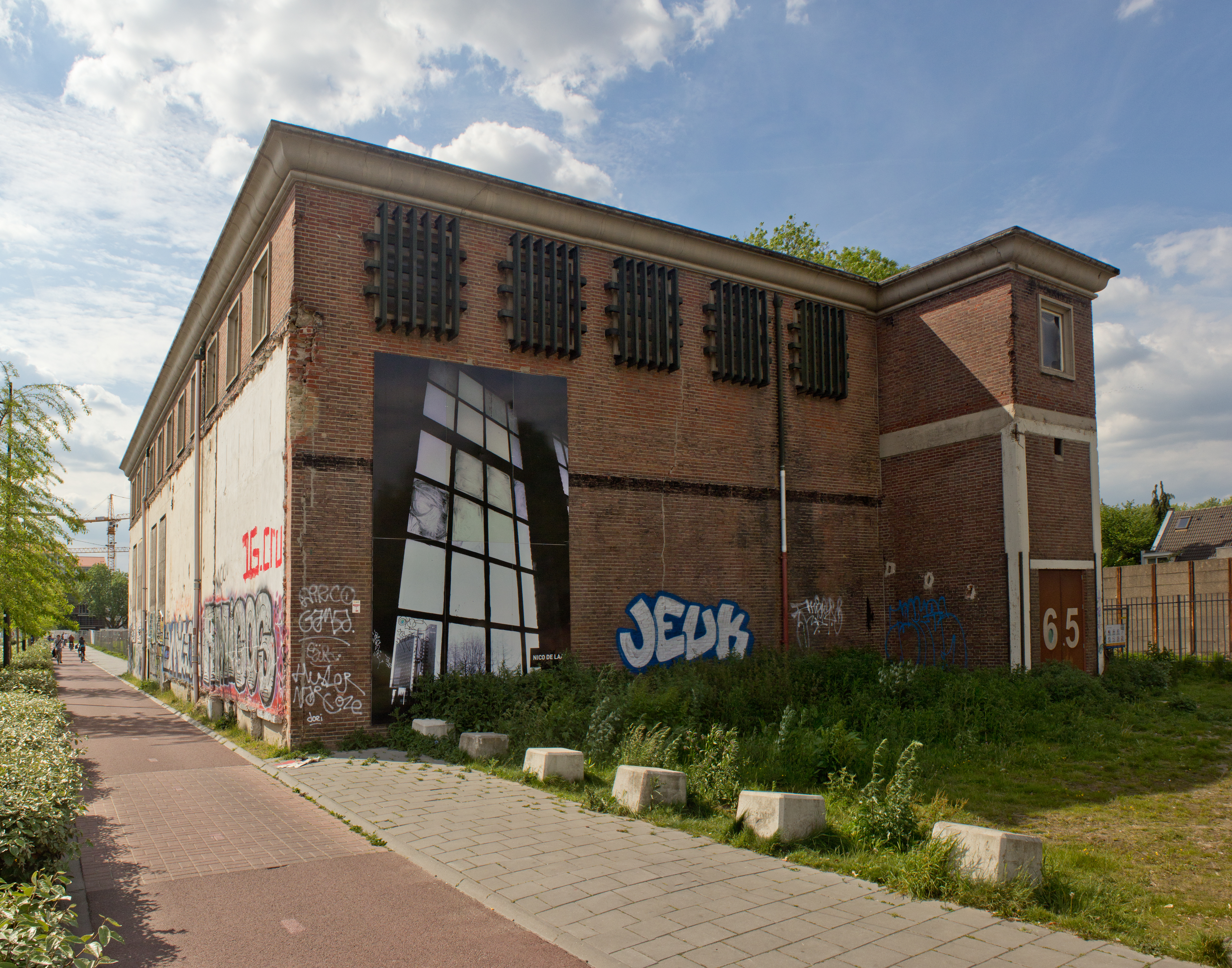
Het voormalige Ketelhuis.
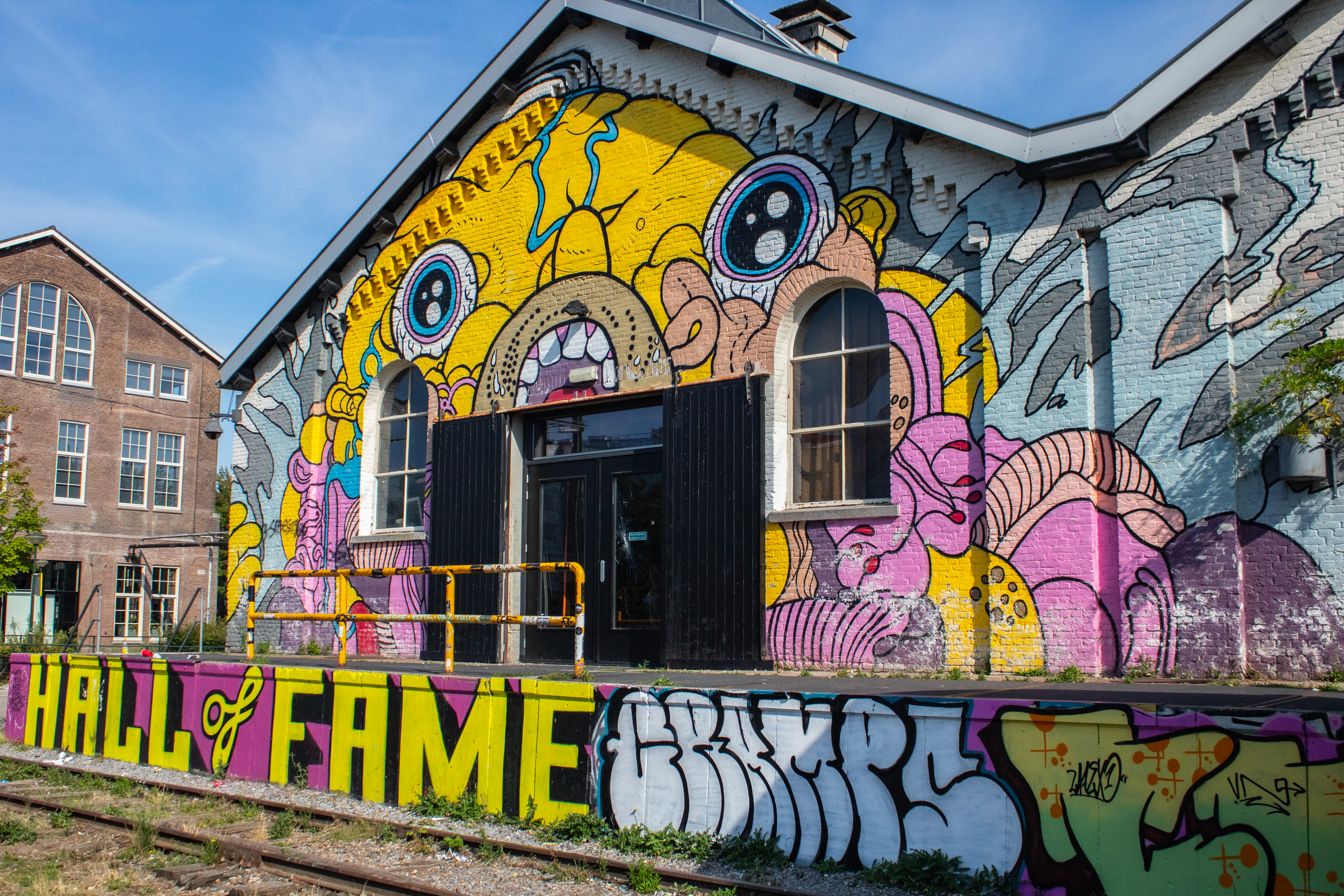
Cultuurfabriek Hall of Fame
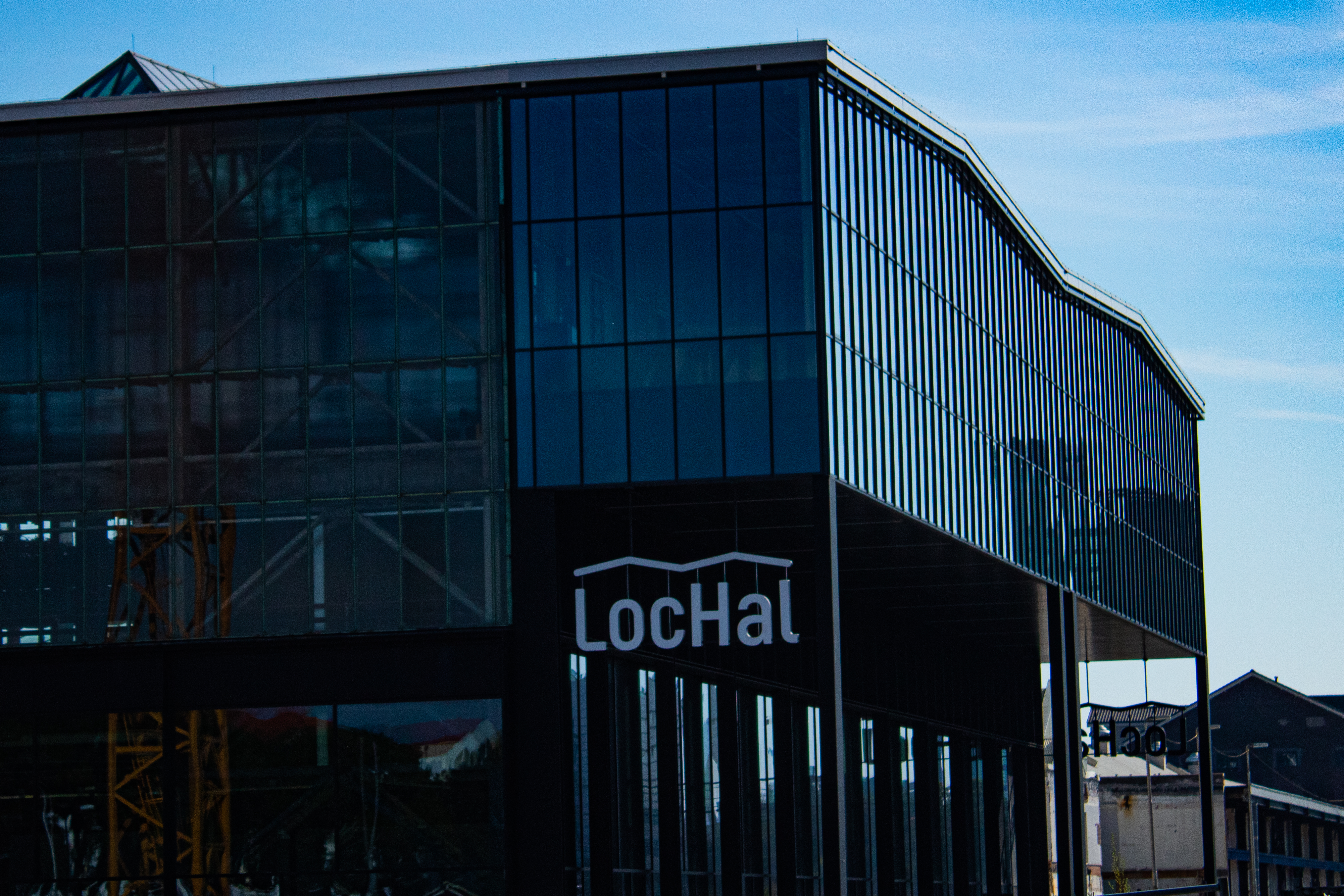
De lochal in de zomer van 2019

### Industrieel erfgoed
Naast de eerder beschreven Spoorzone bevinden zich door de hele stad heen nog resten van het industriële verleden van Tilburg. Veel van deze voormalige fabriekspanden hebben een tweede leven gekregen als locatie voor culturele of commerciële doeleinden.
Enkele voorbeelden van hergebruikt industrieel erfgoed:
- Het Duvelhok aan de Sint-Josephstraat is de voormalige katoenspinnerij van de Gebroeders Deen, met onder meer een vleugel met sheddaken en een fabrieksschoorsteen. Het gebouw is in gebruik als kunstcentrum.
- De voormalige textielfabriek C. Mommers & Co. aan de Goirkestraat is in gebruik als het TextielMuseum (zie "Kunst en cultuur").
- Wolspinnerij Thomas de Beer aan het Wilhelminapark werd ingrijpend verbouwd en heringericht tot museum De Pont, waarbij ook in de expositieruimtes de industriële uitstraling gedeeltelijk behouden bleef.
- Het complex van de AaBe-fabrieken aan de AaBe-straat is herontwikkeld als winkelcentrum.
- De watertoren aan de Bredaseweg stamt uit 1897. Het gebouw in neogotische en neorenaissance-stijl was tot 1970 de grootste watertoren van Noord-Brabant.

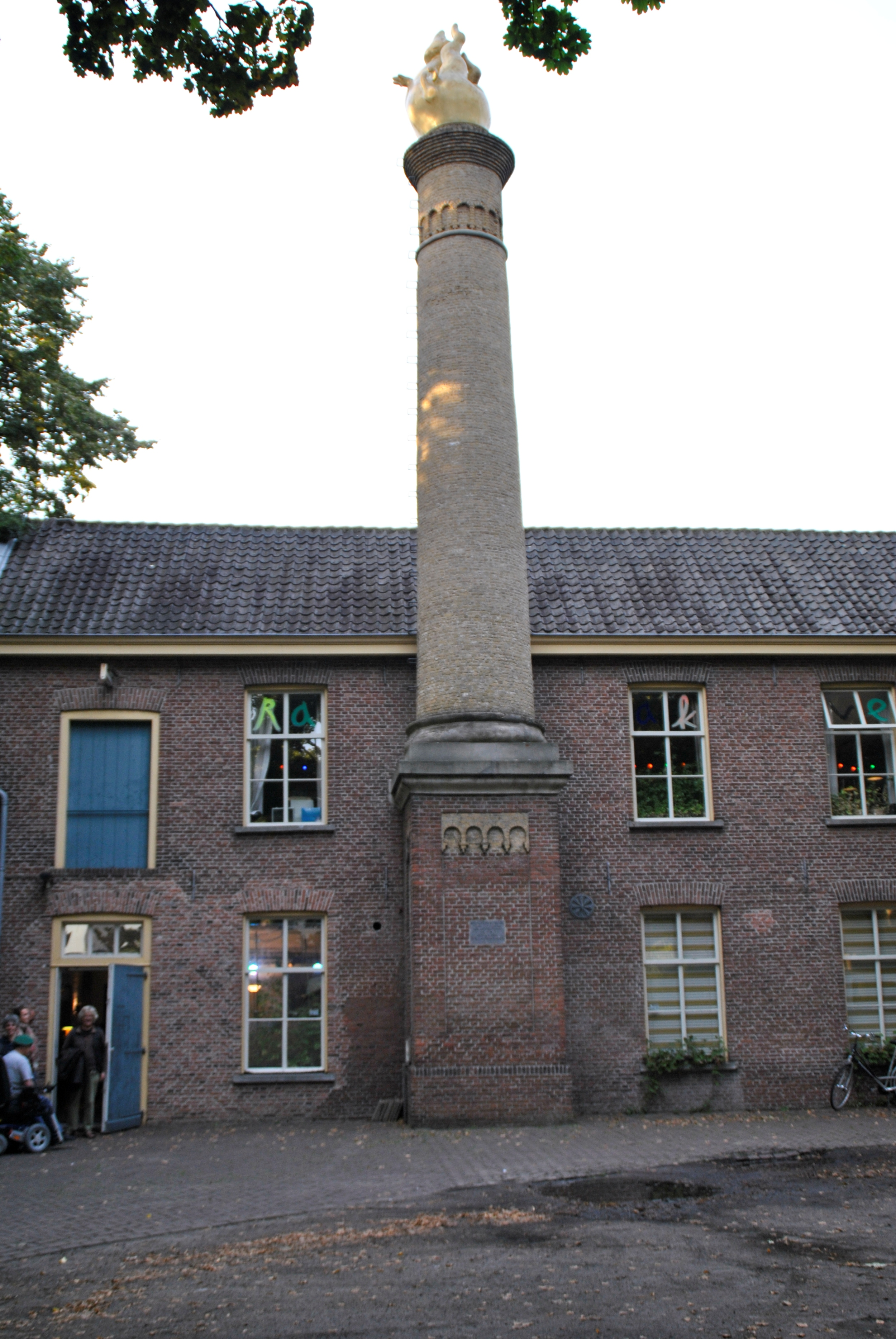
Het Duvelhok
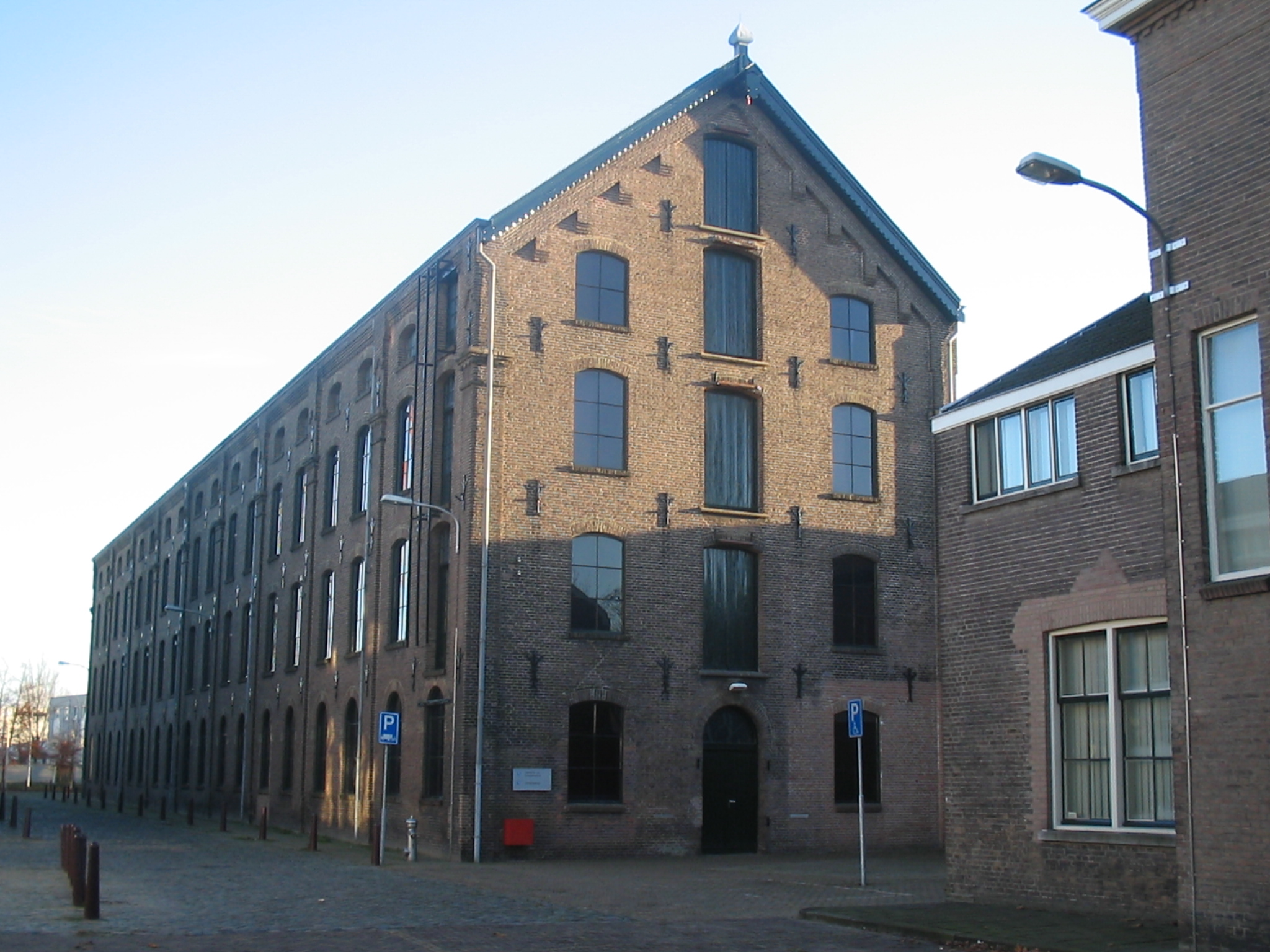
Het TextielMuseum
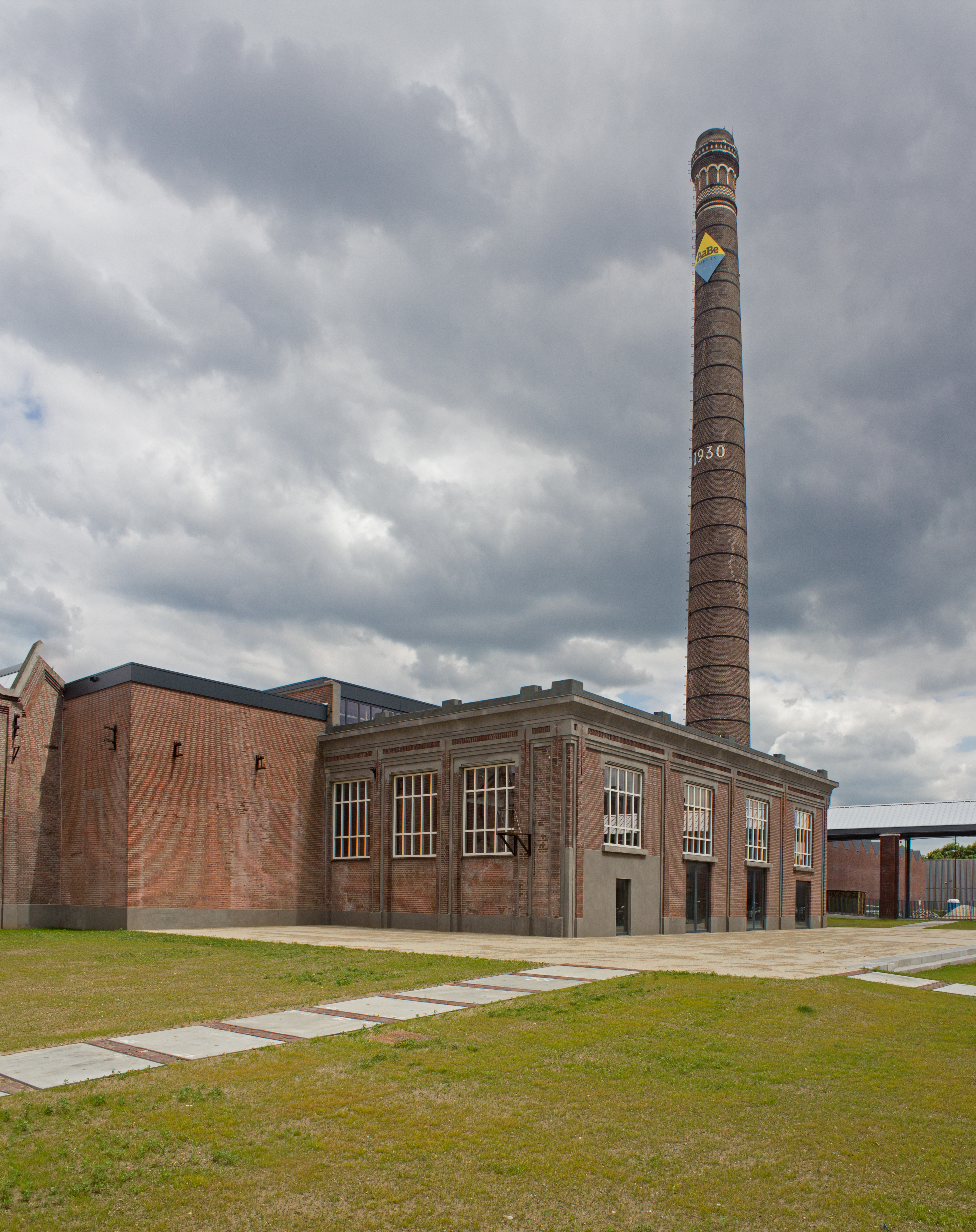
De voormalige AaBe-fabrieken.
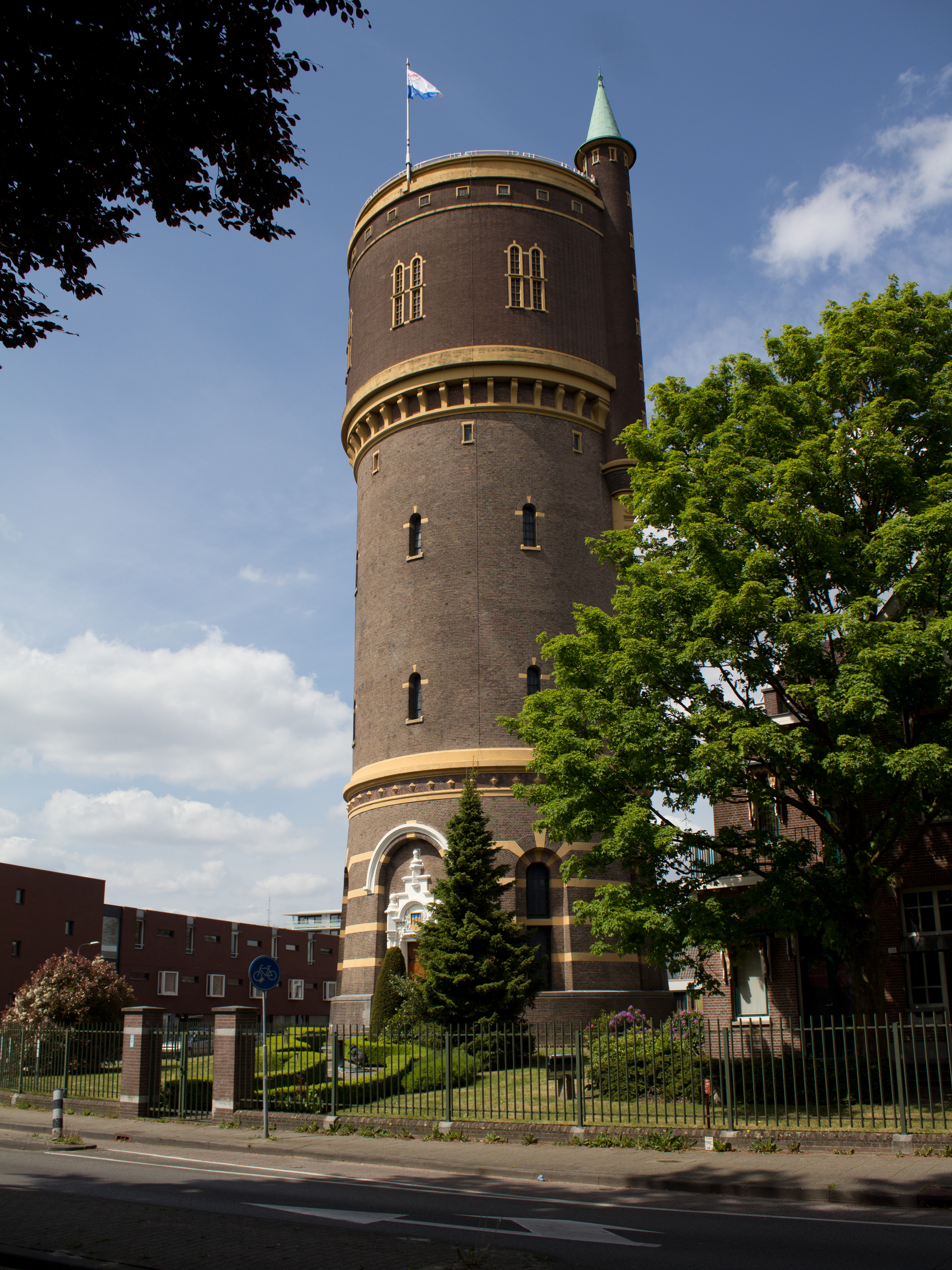
De watertoren

### Moderne architectuur
Tilburg heeft na het einde van de Tweede Wereldoorlog een sterke groei doorgemaakt. De stad werd aan de noord-, zuid- en westzijde aanzienlijk vergroot, en in de jaren 70 ging het centrum op de schop, onder andere door het aanleggen van de Centrumring. Een belangrijke ontwikkeling is de verbinding tussen industrieel erfgoed en nieuwbouw in de Spoorzone.
Enkele voorbeelden van naoorlogs erfgoed en bezienswaardigheden:
- Het verzorgingscomplex St. Jozefzorg aan de Ringbaan Zuid is een groot pension voor ouderen, ontworpen door Jos. Bedaux. Het is gebouwd vanaf 1947 in de stijl van de Delftse School met opvallende neoclassicistische elementen. Het maakt deel uit van een veel groter complex waartoe ook een fraterklooster, een kerk, een jongensschool, een meisjesschool, een verpleeghuis, een parochiehuis, een gymzaal en enkele rijen met woningen behoren. Het complex werd in 2007 aangewezen als het eerste naoorlogse rijksmonument in Tilburg.
- De Schouwburg uit 1961 aan de Schouwburgring is ontworpen door architect Bernard Bijvoet. Het gebouw met zijn opvallende golvende vormen is een Tilburgs gemeentelijk monument.
- De campus van Tilburg University bevat enkele monumentale gebouwen zoals het hoofdgebouw, het Cobbenhagengebouw van Jos. Bedaux en het Academiegebouw van Huig Maaskant.
- Station Tilburg aan de Spoorlaan werd gebouwd in 1965 en valt op door de grote "zwevende" overkapping, het 'kroepoekdak'. Het bouwwerk is een hoogtepunt in het oeuvre van NS-architect Koen van der Gaast en is opgenomen in het Beschermingsprogramma Wederopbouw 1959-1965.
- Westpoint, een flatcomplex op de hoek van de Hart van Brabantlaan en de Ringbaan West. Dit is vooral bekend door de Westpoint Toren, een woontoren van 47 verdiepingen en 142 meter hoog. Dit is de hoogste woontoren van Noord-Brabant, en was enkele jaren de hoogste van Nederland.

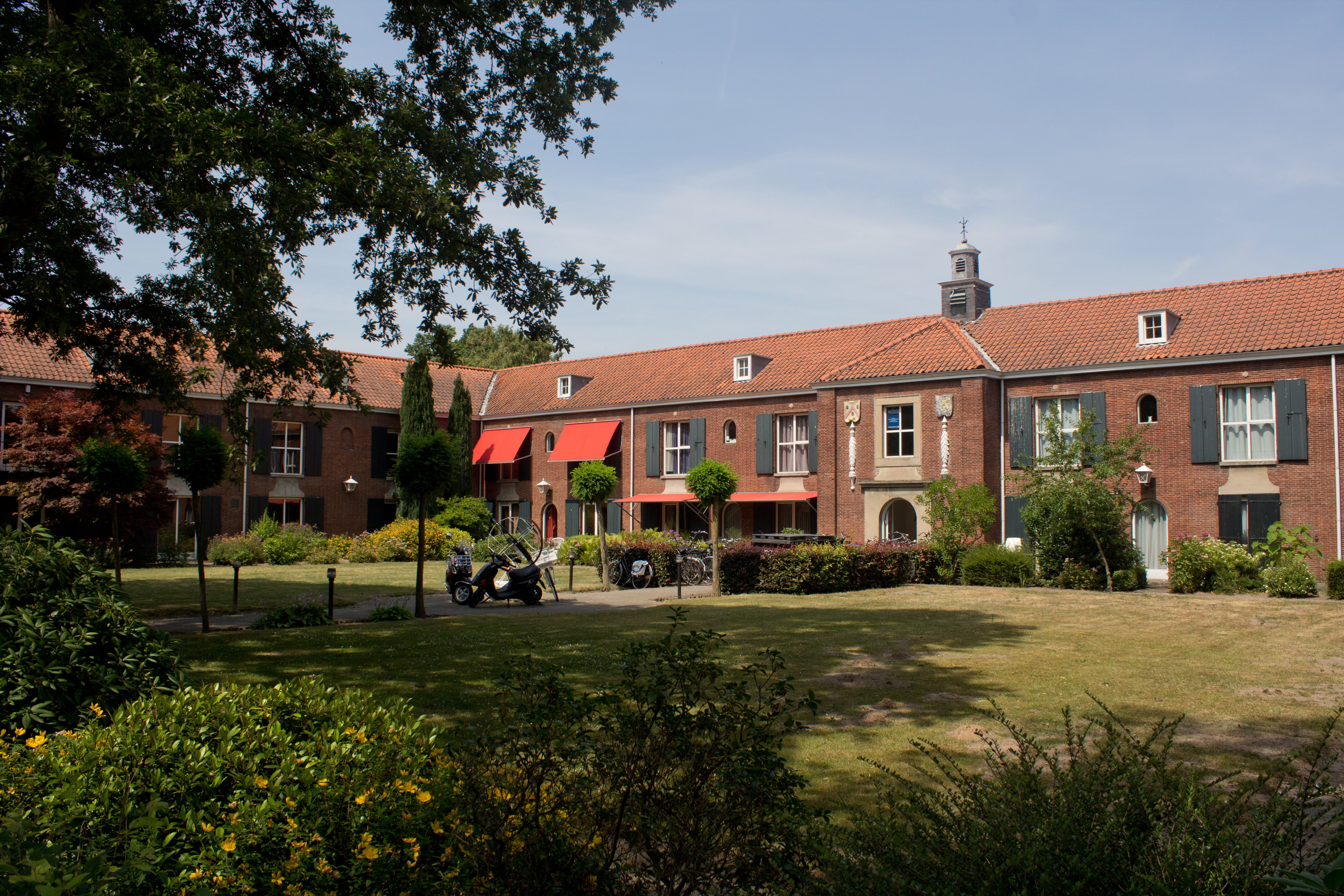
Sint Jozefzorg
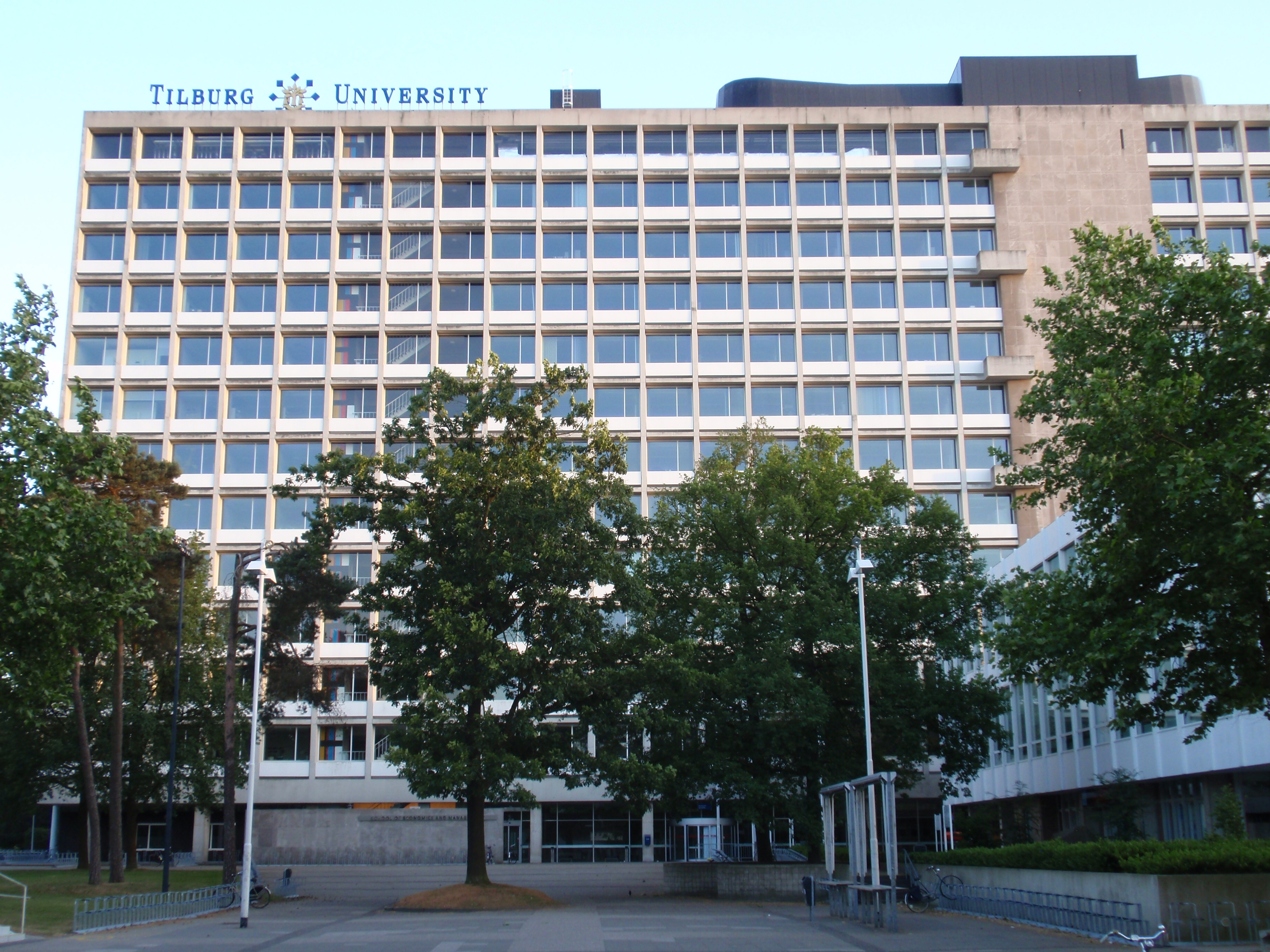
Het hoofdgebouw van Tilburg University
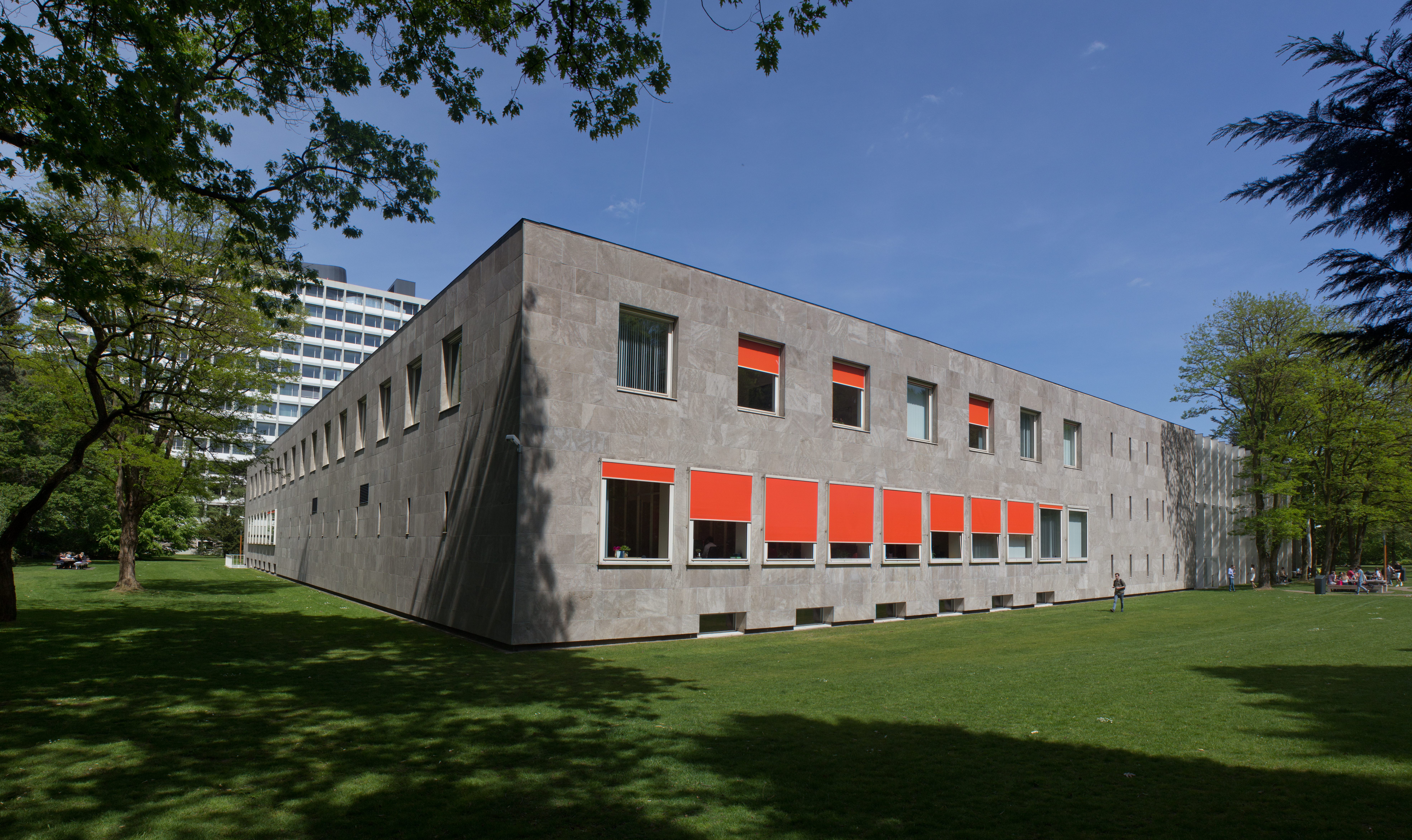
Het rijksmonumentale Cobbenhagengebouw van Tilburg University
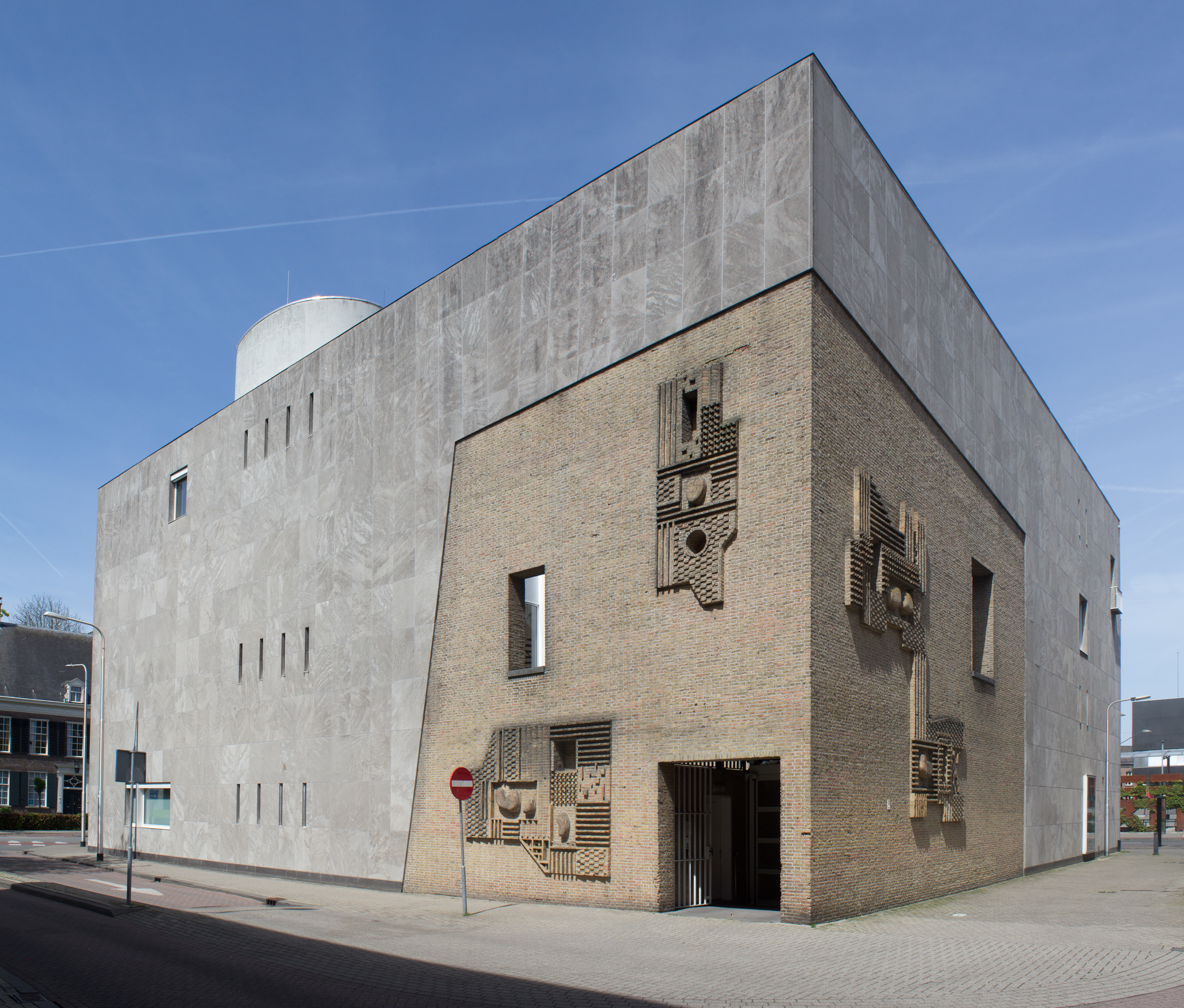
De achterzijde van het Kantongerecht
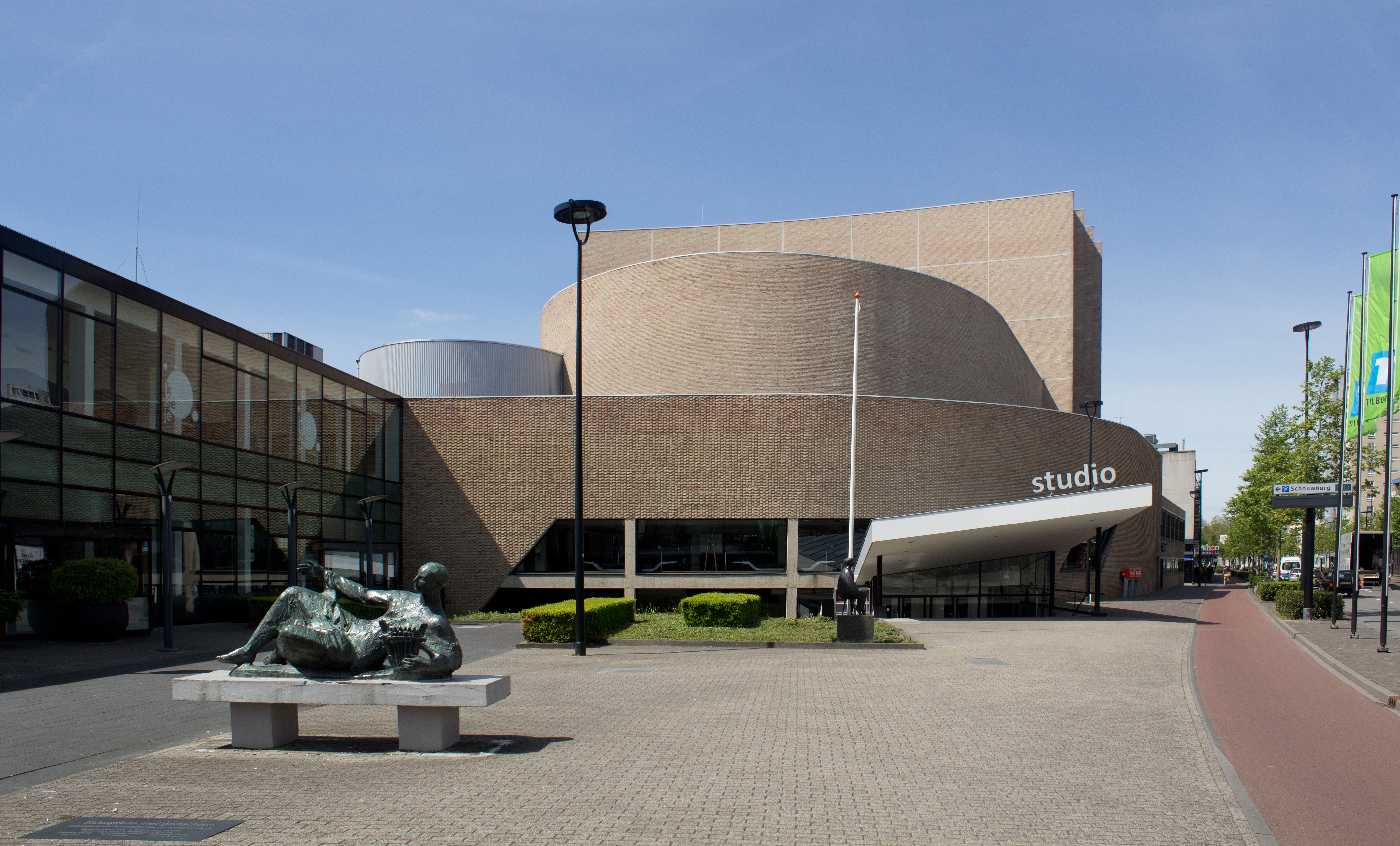
De schouwburg
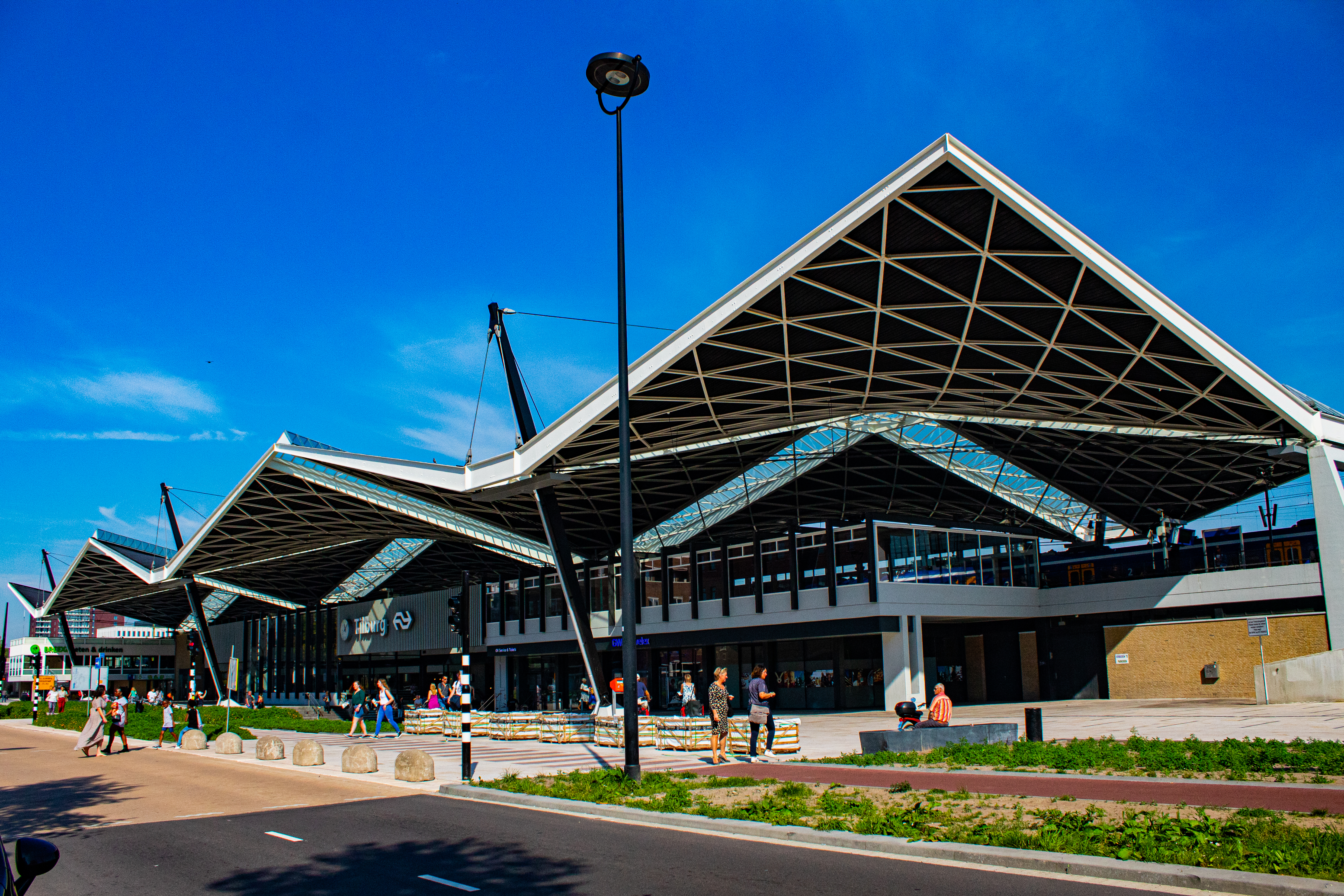
Het station
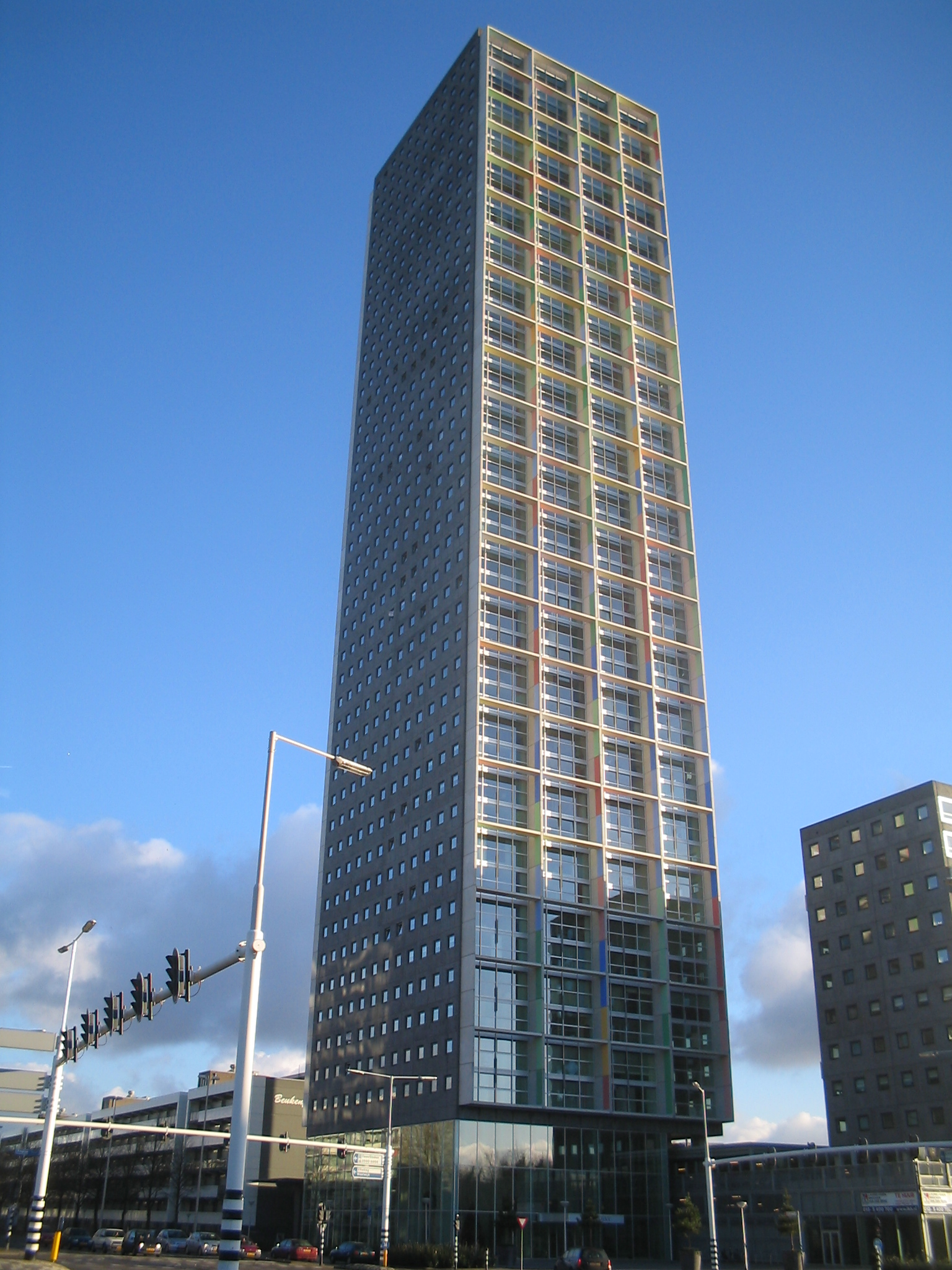
Westpoint
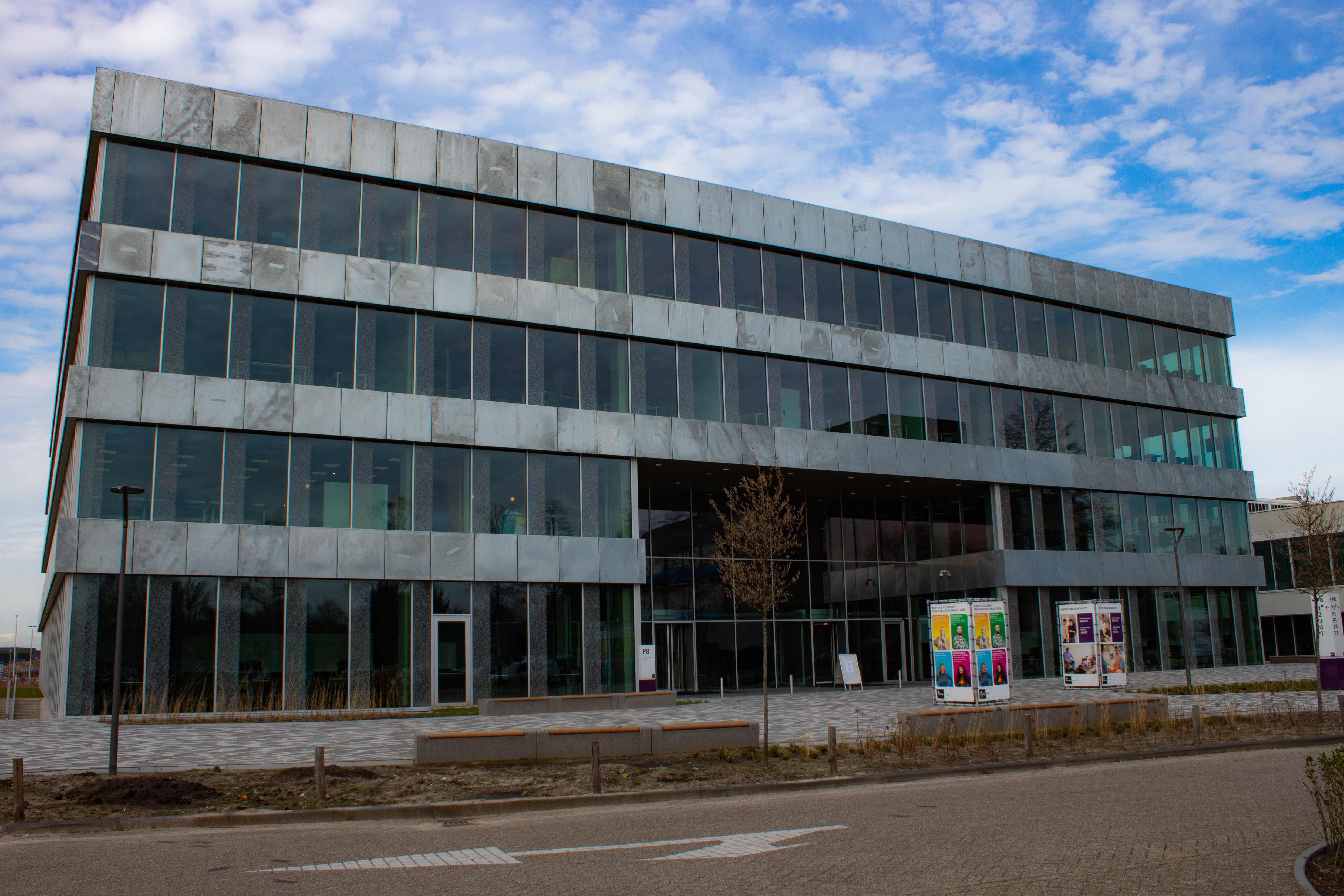
Fontys Creative Industries
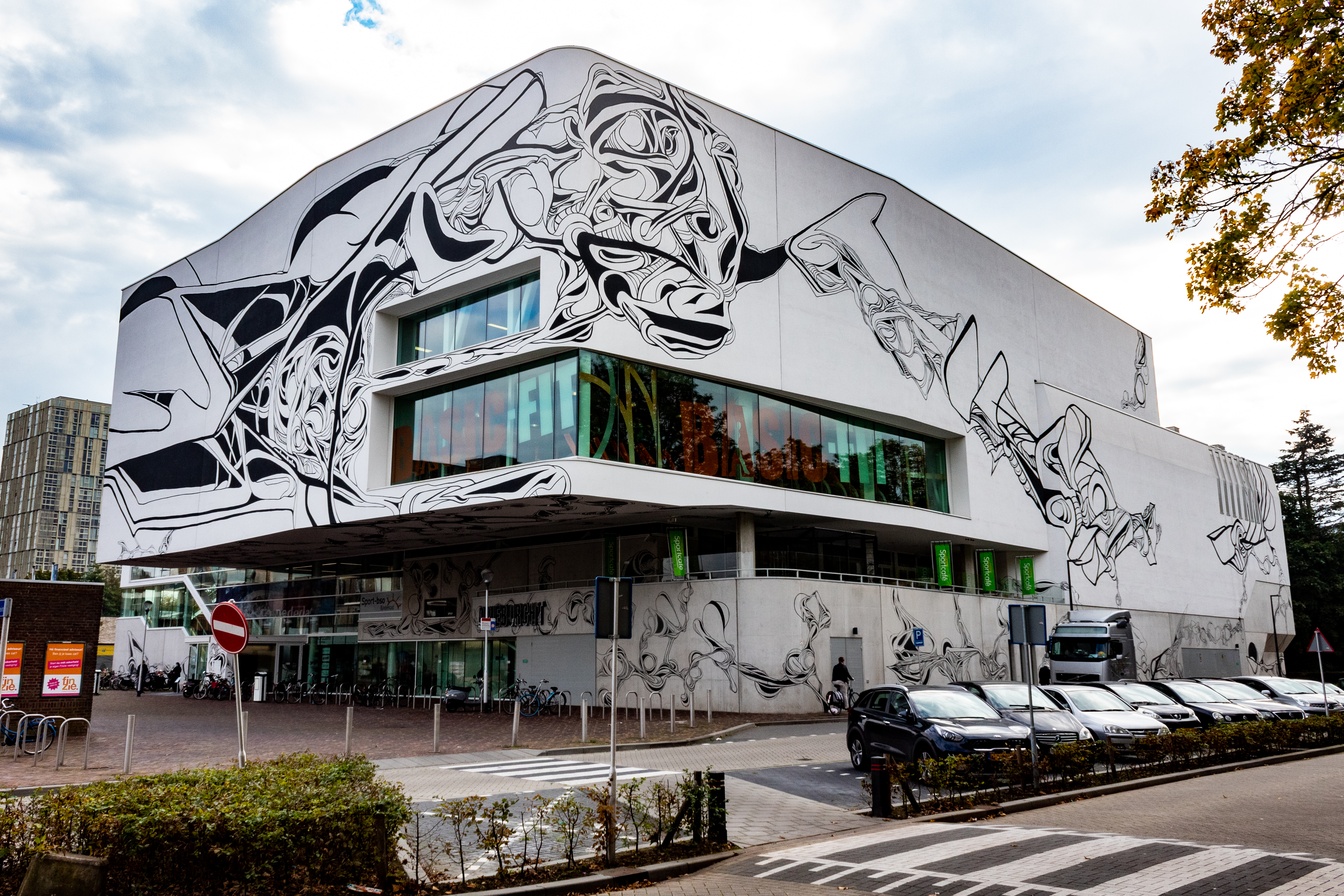
Sportcomplex Drieburcht
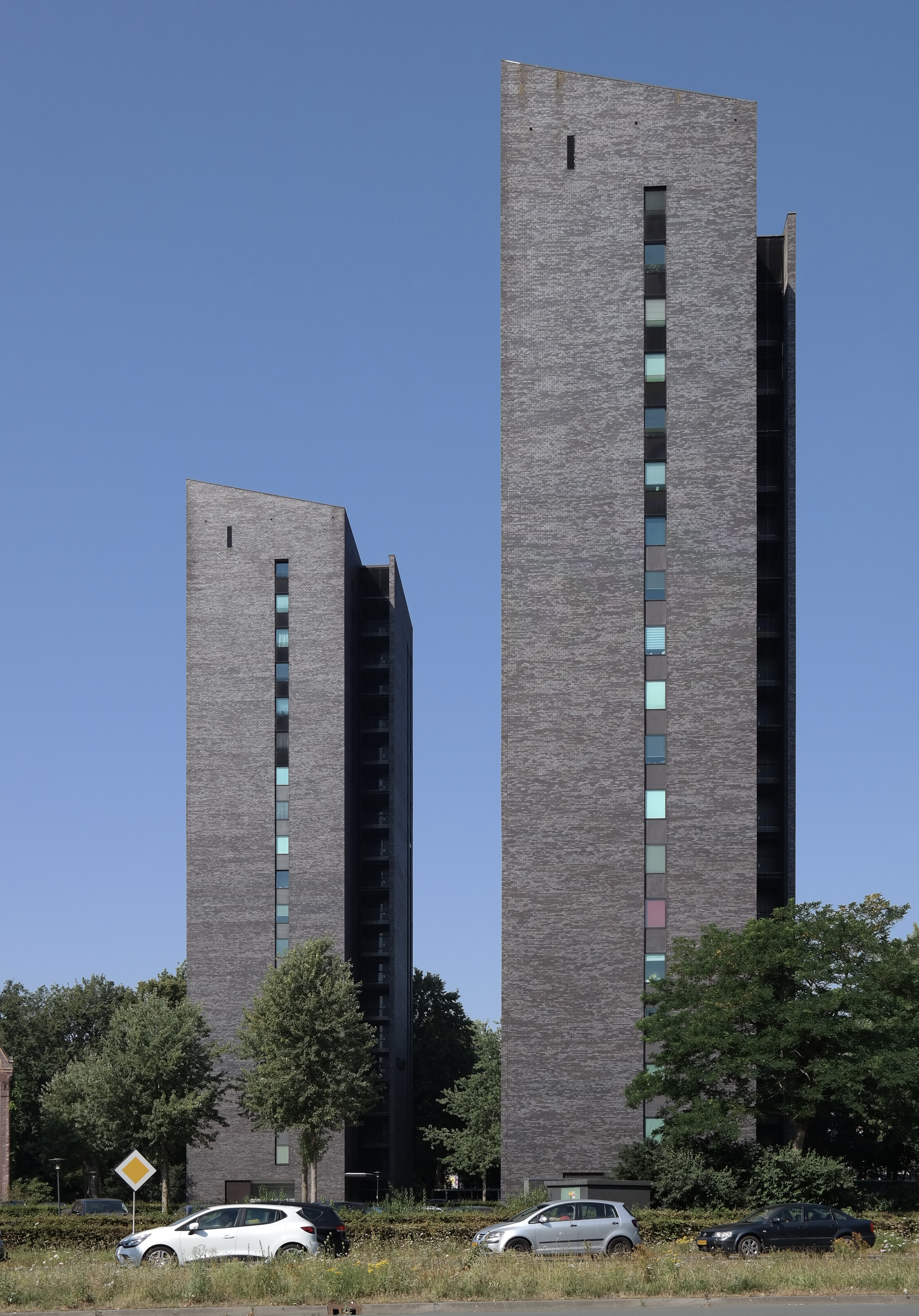
Cenakel torens.

## Kunst en cultuur

### Musea

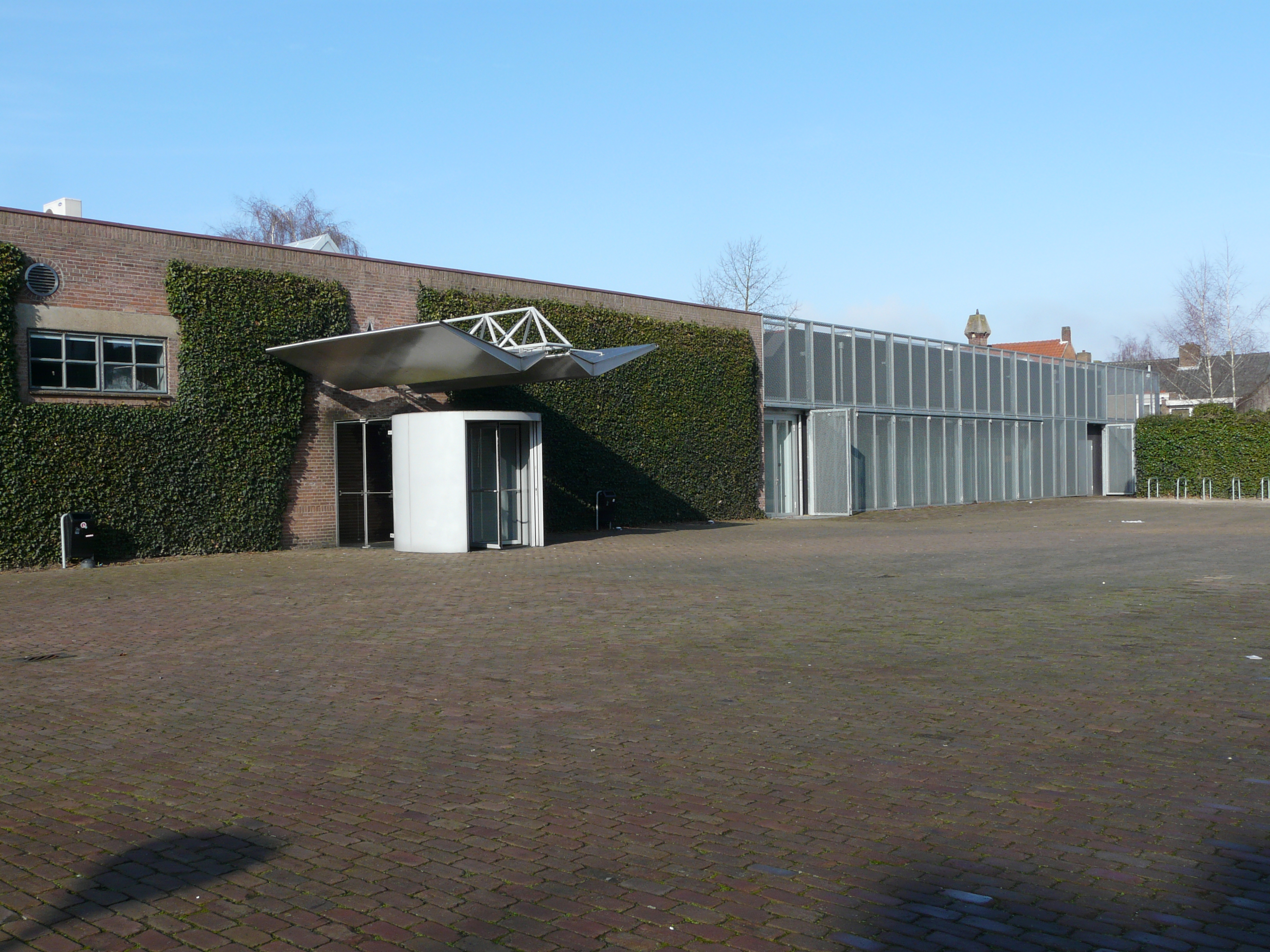
Museum De Pont

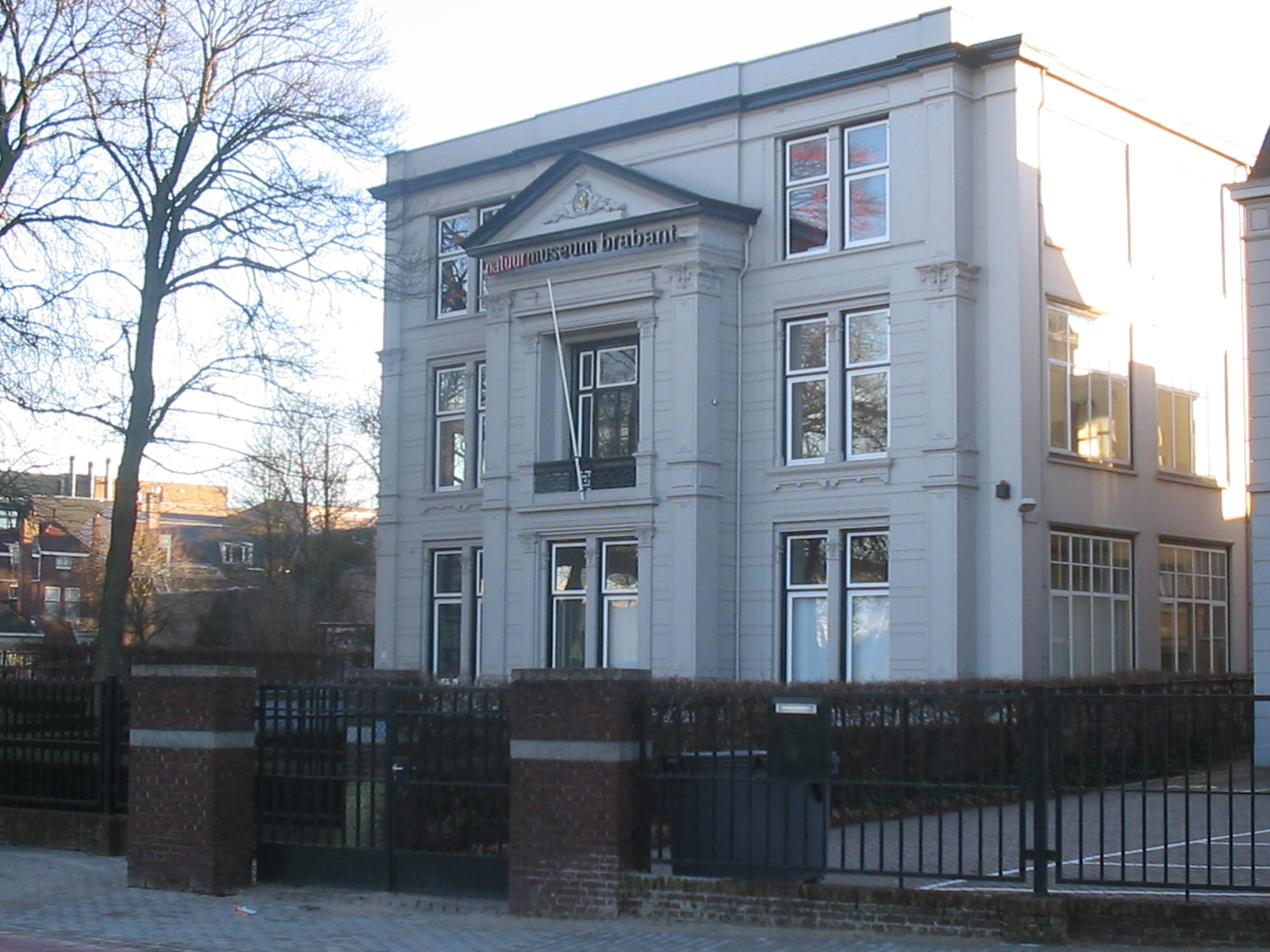
Natuurmuseum Brabant

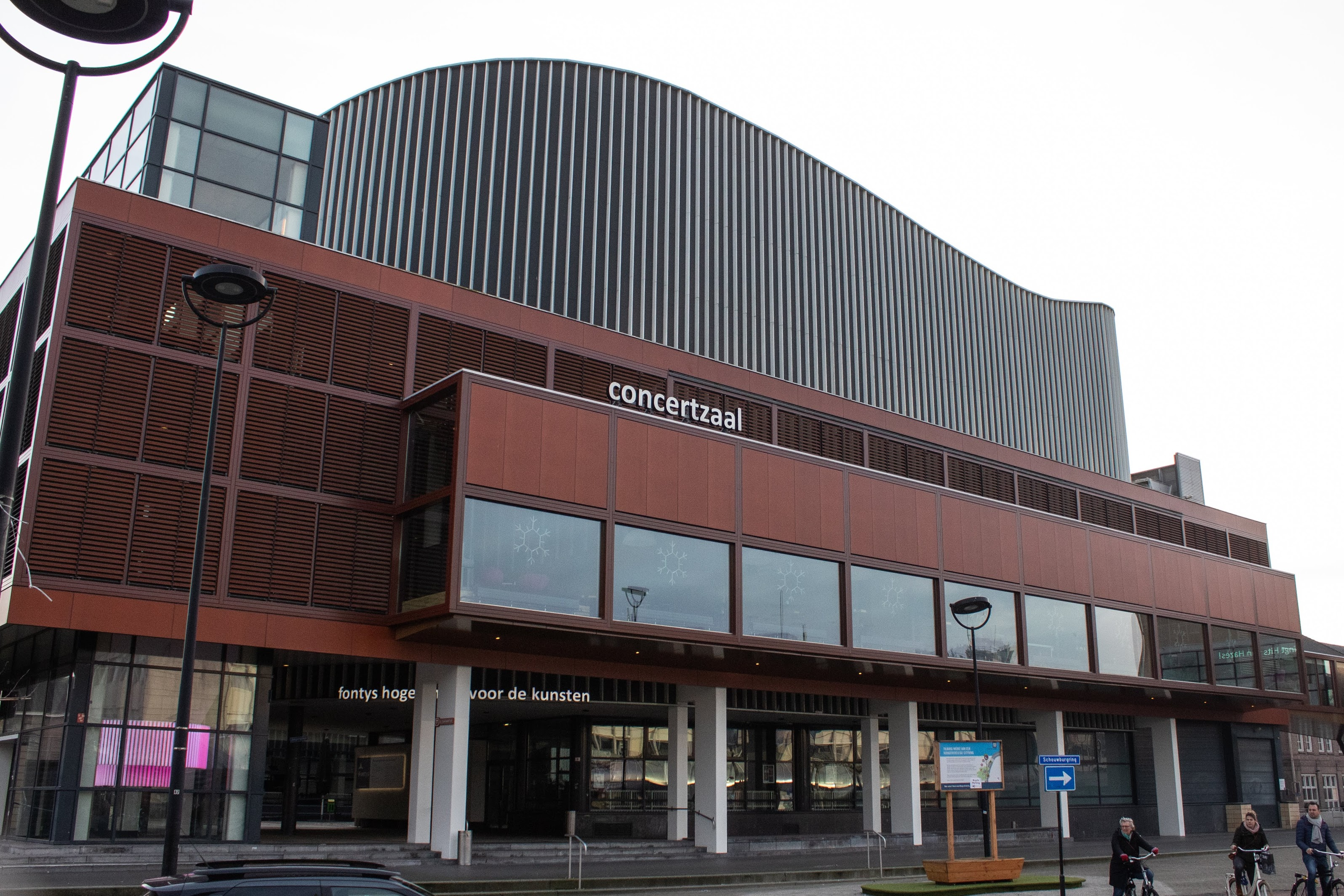
Concertzaal Tilburg

De volgende musea zijn in Tilburg te vinden:

#### Kunstmusea
- Museum van hedendaagse kunst: De Pont
- Vincent van Gogh in Brabant: Vincents Tekenlokaal
- Kunstdoolhof: Doloris
- Pakje Kunst Museum

#### Cultuurmusea
- Muziekinstrumentenmuseum: Kessels Museum
- Nationaal Museum voor Textiel en Industrie: TextielMuseum
- Rondleiding in de Kruidenlikeur Stokerij: De Schrobbelèrfabriek
- Rondleiding in de Bierbrouwerij De Koningshoeven (Berkel-Enschot)
- PARK platform for visual art

#### Natuurmusea
- Natuurhistorisch Museum: Natuurmuseum Brabant
- Educatief dierenpark in een oude oliemolen: Dierenpark De Oliemeulen
- Kunst in de Natuur: De Oude Warande

#### Religieuze musea
- Katholiek Geloofsmuseum Peerke Donders Paviljoen
- Congregatiemuseum Zusters van Liefde, Tilburg
- Religieuze Standbeeldenmuseum: Museum van Zr. Jesualda Kwanten

#### Online-musea
- Stadsmuseum Tilburg, een stichting zonder vaste locatie.

#### Voormalige musea
- Poppen- en Speelgoedmuseum Tilburg, gesloten in oktober 2007. De collectie is overgebracht naar het Speelgoedmuseum ‘Op Stelten’ te Oosterhout
- Tilburgse Stoomtreinmaatschappij Museum, De Stichting Stoomtreinmaatschappij Tilburg-Turnhout SSTT, gesloten in 1984.

### Evenementen
De stad kent de volgende terugkerende evenementen:
- Tilburgse Kermis met Roze Maandag: de grootste kermis van de Benelux, met een groot evenement voor verbroedering met de lgbt-gemeenschap
- Carnaval, onder de naam Kruikenstad
- Meimarkt: een 24-uurs rommelmarkt die een groot deel van de binnenstad beslaat
- Incubate: een multidisciplinair kunstfestival
- Roadburn Festival: underground muziekfestival in popzaal 013
- Tilburg Hap Stap Festival: restaurantkoks en sommeliers serveren hapjes en drankjes in marktkramen
- Festival van het Levenslied: openluchtfestival van het Nederlandstalige levenslied
- Tilburg Ten Miles: hardloopevenement in en rond het stadscentrum, voor profs en recreanten
- Hart van Brabantloop: estafetteloop over 105 km, door elf gemeenten
- Warandeloop: veldloopevenement, voor profs en recreanten
- Roodharigendag: Festival voor roodharigen in het laatste weekend van augustus
- Boekenmarkt Rond het Paleis: laatste zondag van augustus
- Intocht Sinterklaas In november de intocht van Sinterklaas in de Piushaven
- TOP-week: de introductieweek voor nieuwe studenten in Tilburg
- International Gipsy Festival: naast muziek diverse uitingen van de zigeunercultuur
- Tilburgs Bierfestival: 25 bierbrouwers uit binnen- en buitenland: laatste zondag van juni
- Lustwarande: elke drie à vier jaar beeldententoonstellingen in de Oude Warande
- Drakenbootfestival: Een wedstrijd met Drakenboten in de Piushaven
- Kaapstad Tilburg: Een kunstfestival met "Hacks" van kunstenaars in het centrum van Tilburg. In augustus en september
- Festival Circolo: Festival met circusacts. Het ene jaar in het centrum van Tilburg, het andere jaar in het Leijpark
- Swim to Fight Cancer: Een zwemtocht in de Piushaven om geld in te geld in te zamelen voor kankeronderzoek. Eens in de twee jaar
- Draaimolen Festival: op het MOB-complex aan de IJpelareweg, jaarlijks in september

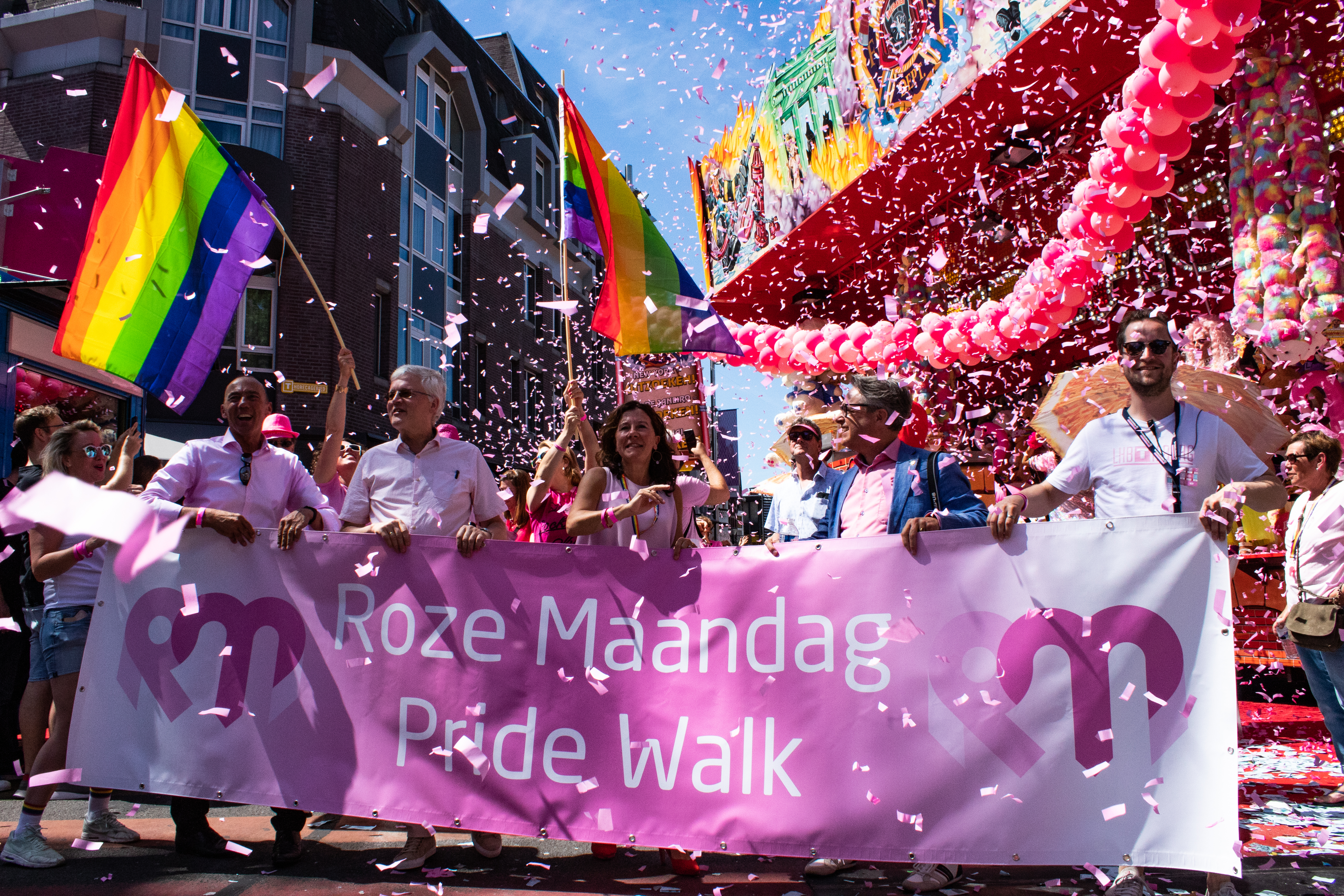
Roze Maandag in 2019 op de Tilburgse Kermis
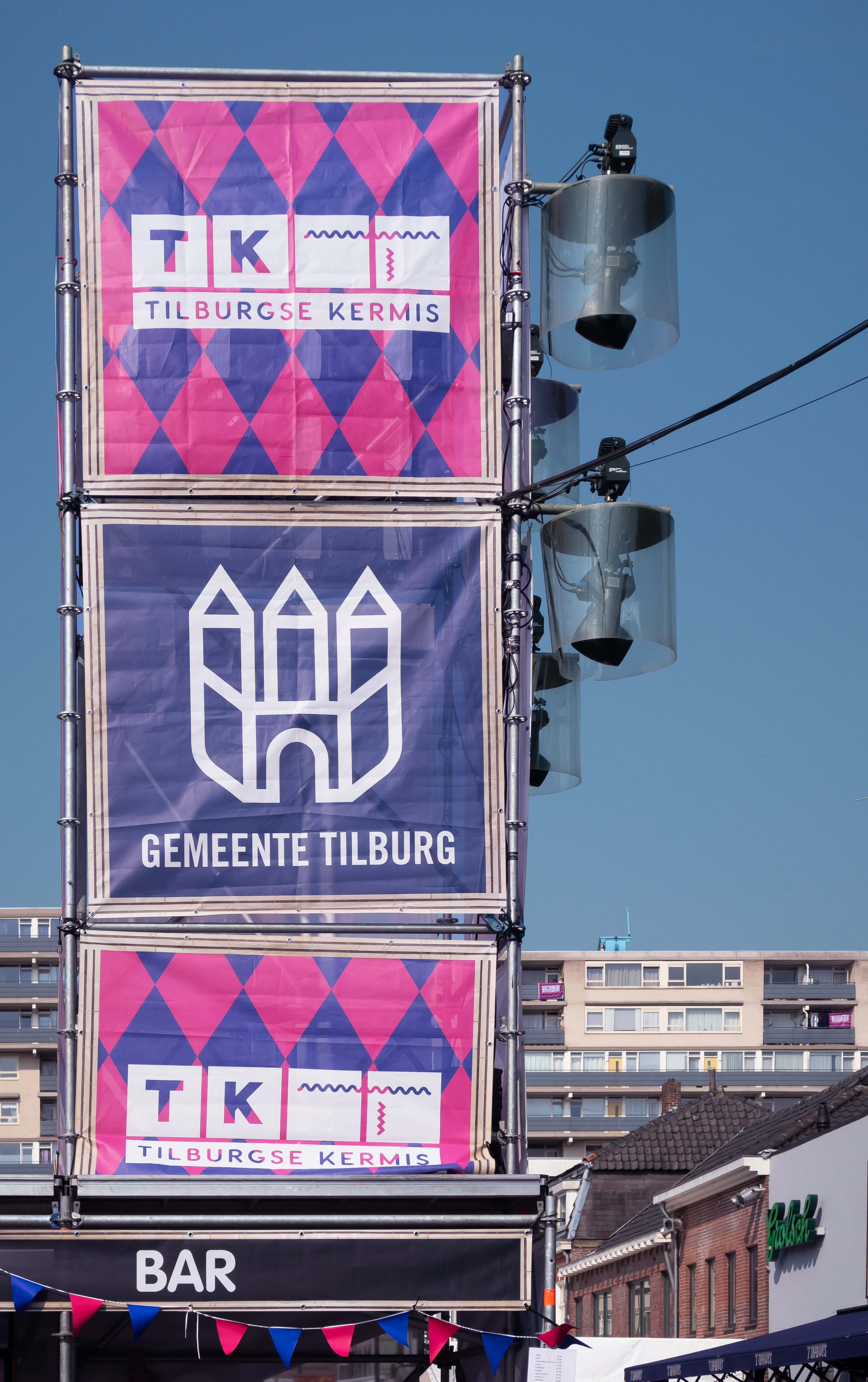
Promotie Tilburgse Kermis
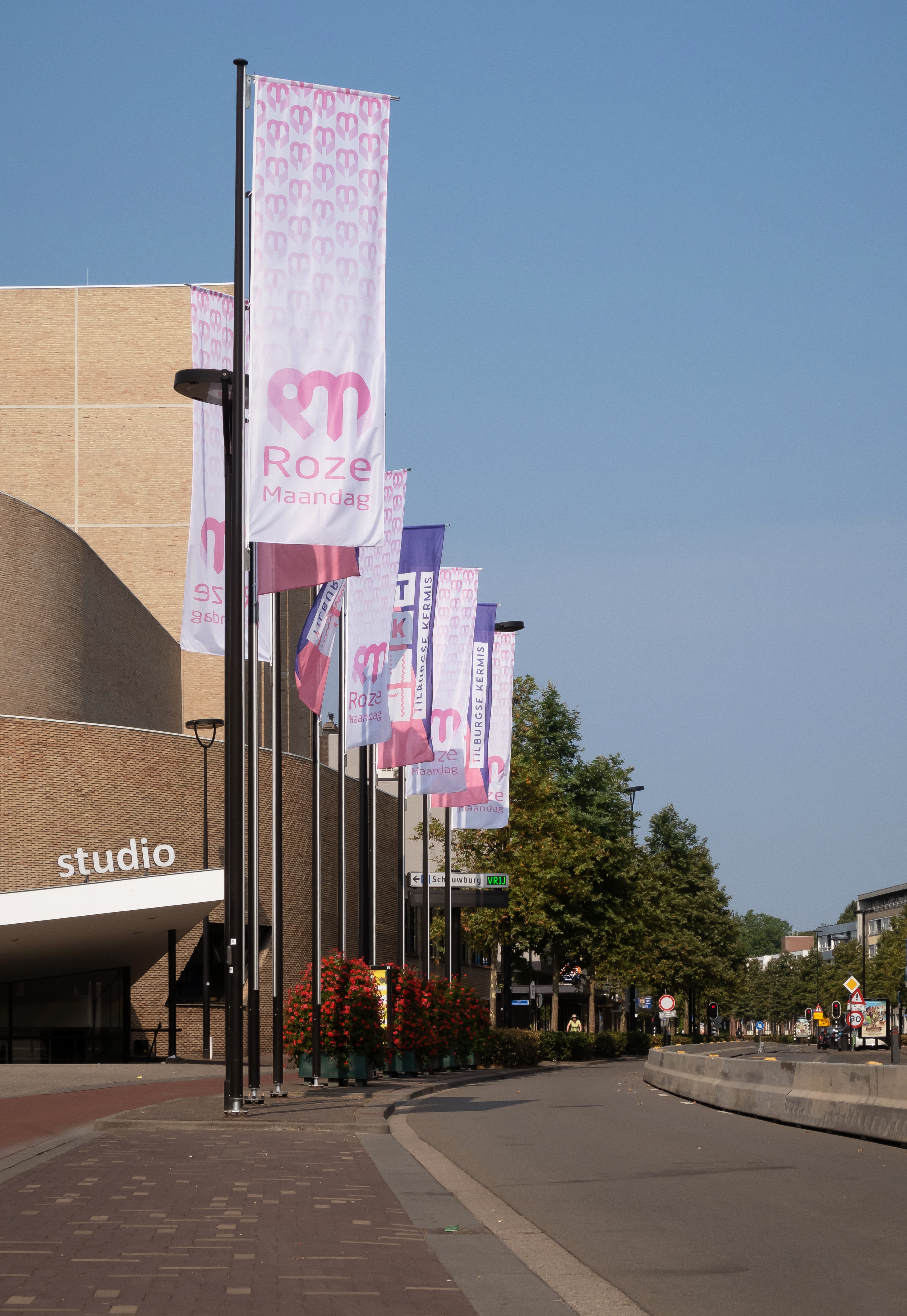
Promotie Roze Maandag
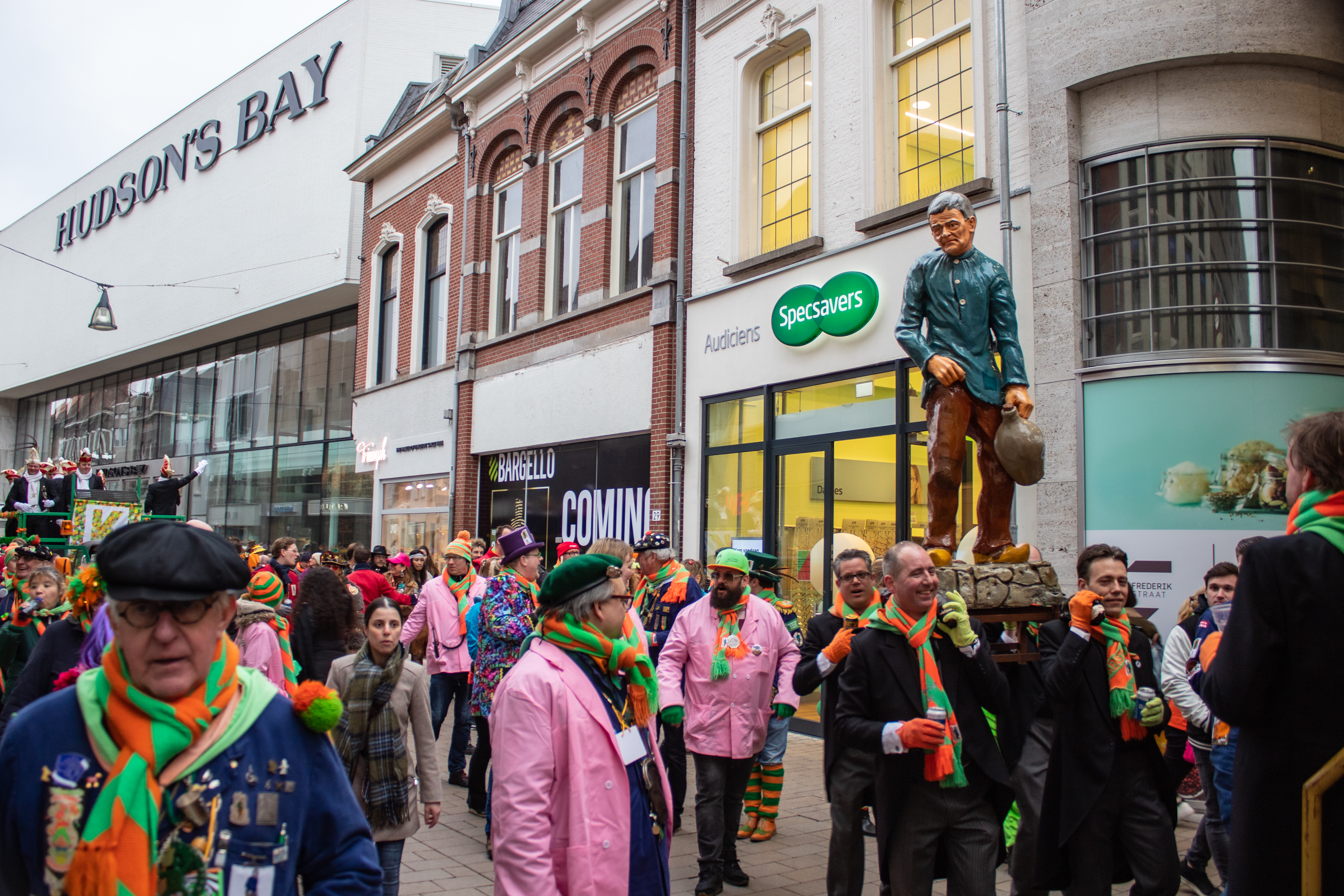
D’n Inhaol in 2019
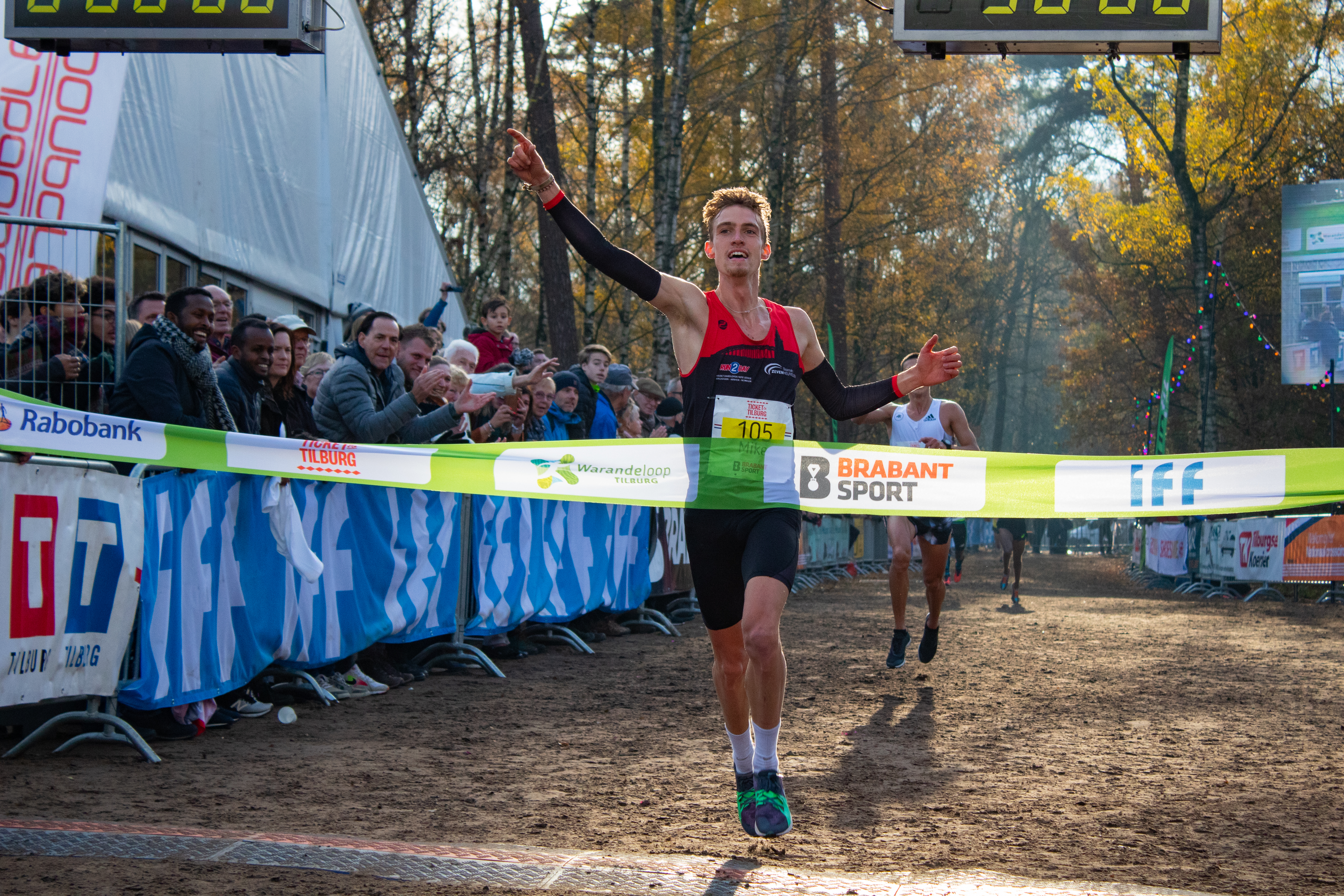
De Warandeloop in 2019 in Tilburg
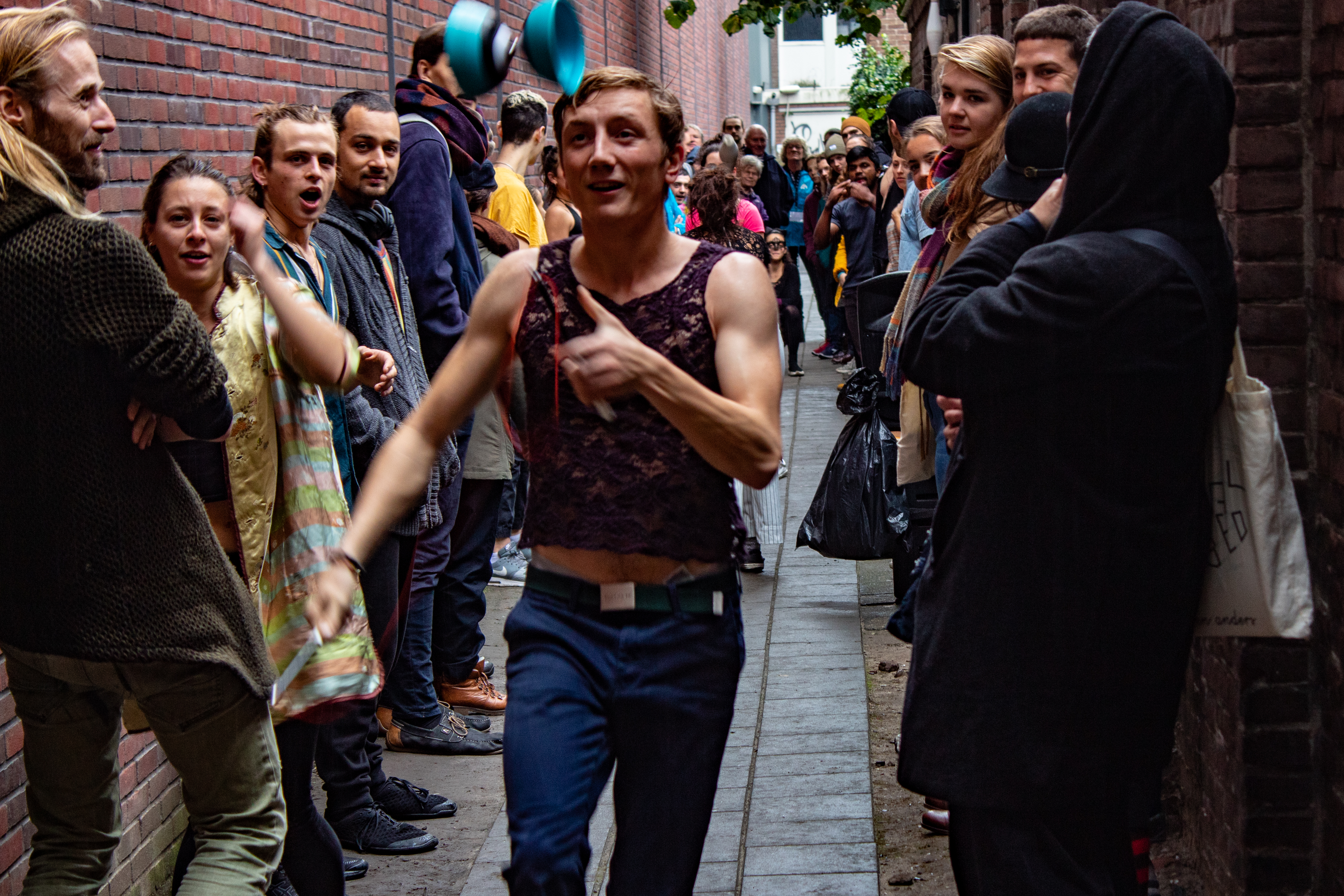
Festival Circolo in 2019 in het centrum van Tilburg
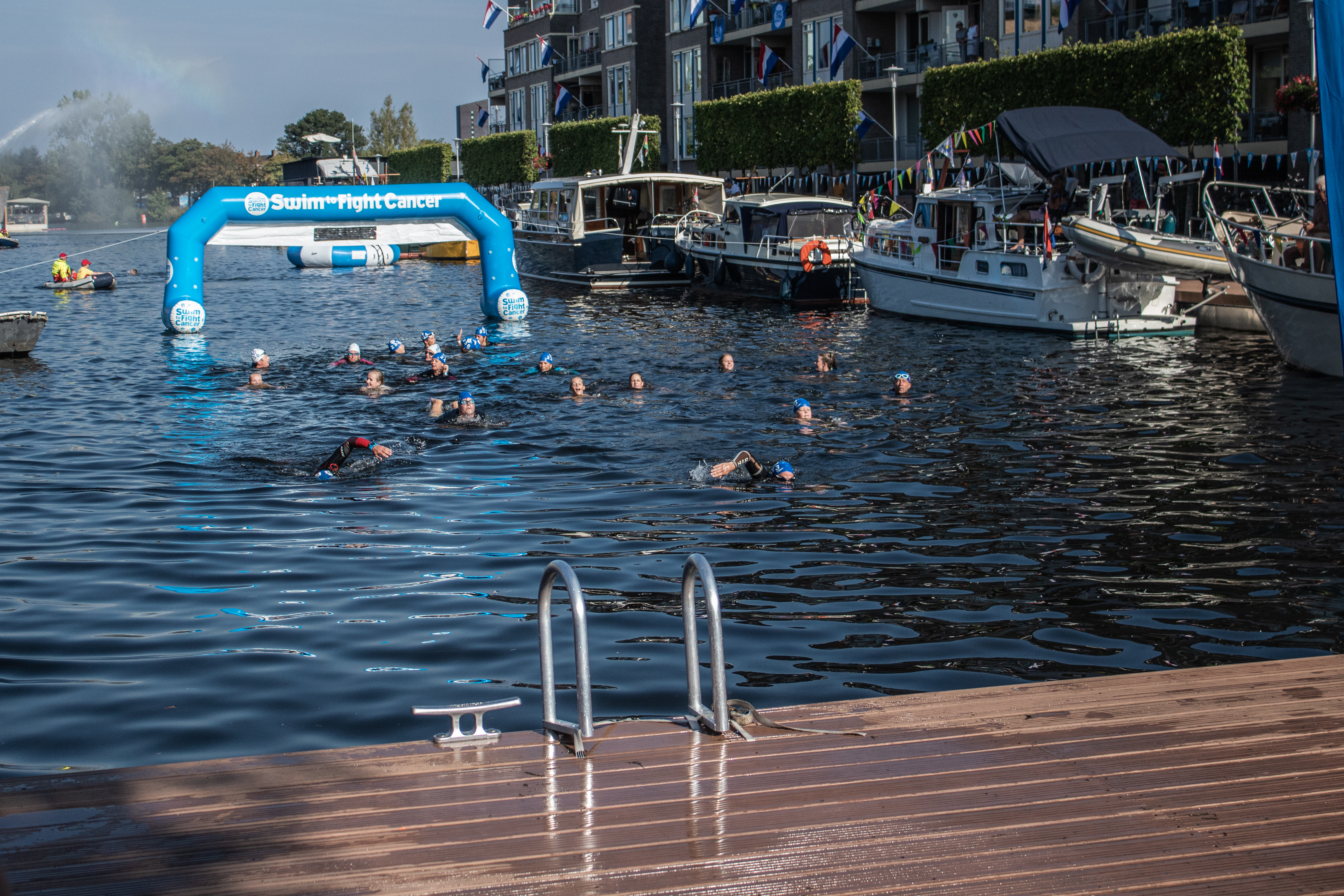
Swim to Fight Cancer in Tilburg in 2019
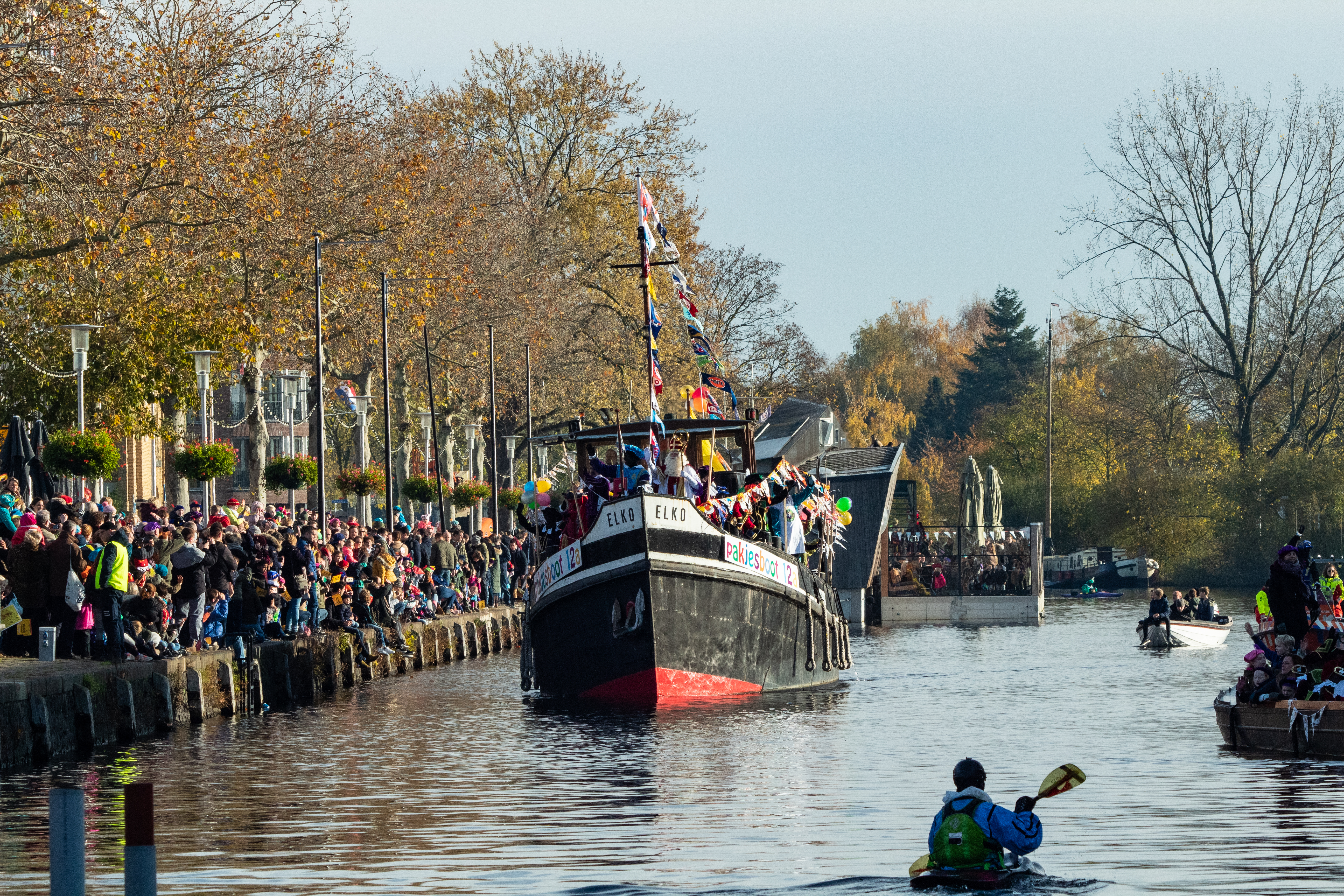
Intocht Sinterklaas in 2019

### Beeldende kunst, film, theater, en muziek
Op het gebied van kunst en cultuur zijn te noemen:
- het pop-podium 013
- het muziekpodium Paradox
- concertpodium voor klassieke muziek De Link
- Theater De Nieuwe Vorst
- cultuurfabriek Hall of Fame
- Theater de Boemel
- Nederlands Instituut voor Animatiefilm (NIAf)
- Schouwburg Concertzaal Tilburg met een schouwburg, een concertzaal en een studio aan de Schouwburgring
- bioscopen Cinecitta (Willem II-straat), Filmfoyer (Schouwburgring), Pathé (Pieter Vreedeplein), Euroscoop (Stappegoor)
- FAxx, kunstpodium, tentoonstellingen, lezingen, cursussen, kunstuitleen
- SEA Foundation Tilburg
- Fontys Academy of the Arts
- kunstencentrum Factorium Cultuurmakers

### Uitgaan en recreatie
De belangrijkste uitgaansgebieden van Tilburg zijn:
- Heuvel en Heuvelring
- 'Korte Heuvel' (tussen Heuvel en popcentrum 013)
- Piusplein en Paleisring (met De Lollipop als enige gaycafé van de stad)
- Stadhuisplein, Stadhuisstraat en Oude Markt
- Pieter Vreedeplein
- Piushaven
- Spoorzone (Willem II-passage, Burgemeester Brokxlaan)

## Economie

### Textielnijverheid
Tilburg is tot stad geworden door de opkomst van de textielindustrie, met name de wollenstoffenindustrie. Rijke families die hierachter stonden waren onder andere Mutsaerts, Van de Kimmenade, Enneking, Van den Bergh, Mannaerts en Van Thiel. Met name de familie Mutsaerts moet hier worden genoemd. Reeds in 1780 was er sprake van ene Norbertus Mutsaerts die drapenier was te Tilburg. Deze familie ontwikkelde zich later tot een familie van wollenstoffenfabrikanten. De grondstof werd geleverd door de honderdduizenden heideschapen die in Noord-Brabant te vinden waren. Verdere factoren die Tilburg aantrekkelijk maakten voor vestiging waren de daar aanwezige kennis en de lage lonen.
Voor een uitgebreide geschiedenis van de textielindustrie, alsmede de belangrijkste fabrieken die de stad heeft gekend, zie Textielindustrie in Tilburg.

### Overige bedrijven en instellingen

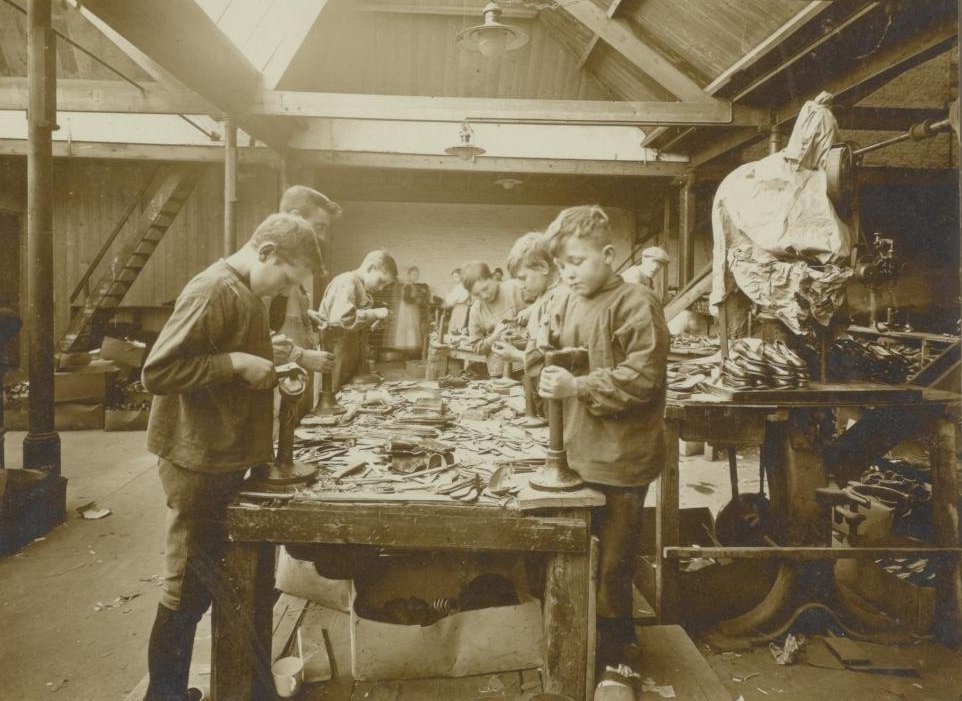
Jongens aan het werk in de schoenfabriek Jan van Arendonk.

De al te grote nadruk op de wollenstoffenindustrie leidde tot grote moeilijkheden toen omstreeks 1960 deze industrie in de problemen kwam en de een na de andere fabriek zijn poorten sloot. Hoewel een aantal aan de textielindustrie toeleverende bedrijven bijtijds het roer kon omgooien, diende de stad nieuwe economische activiteiten aan te trekken. Dit werd deels bereikt door oriëntatie op de dienstensector en het onderwijs en deels door een veelzijdiger industriële bedrijvigheid te stimuleren en nieuwe bedrijven aan te trekken. De industrie is tegenwoordig niet meer gericht op een enkele industrietak, maar ze is modern en veelzijdig. Allerlei ondernemingen, waaronder diverse uit het buitenland, hebben hier hun hoofdkantoor gevestigd. Vooral de chemische industrie, voedingsmiddelenindustrie, medische technologie en fijnmetaal spelen een belangrijke rol. Ook is Tilburg een belangrijke transportstad. Hoewel er in Tilburg een aantal grote dienstverleners gevestigd zijn, speelt deze sector een geringere rol dan in vergelijkbare steden.
Leerlooierijen vormden, na de textiel, een belangrijke nijverheid. In 1915 telde men nog vijftien leerlooierijen en stoomlederfabrieken. In 2010 waren er nog twee van dergelijke bedrijven, Roovers en Termeer. Er stonden in 1915 ook veertien schoenfabrieken in Tilburg. Uiteindelijk waren of zijn daar nog: Angora, Jan van Arendonk, Van Bommel, Bresson, Broekmans, P. Elias & Zn., De Goliath, Heideroosje, Mannaerts, Verhulst, Vrinten & Van Mierlo. In 2006 werd ook de productie van Verhulst naar Chennai verplaatst, waarmee alle schoenproductie-activiteiten uit Tilburg verdwenen waren.
Overige belangrijke bedrijven en instellingen zijn of waren onder andere:
- De Spoorwegwerkplaats "Het Atelier" (1868-2010)
- Volt (1909-1999), gloeilampenfabriek en later Philipsvestiging
- Sigarenfabriek Gulden Vlies (1920-1964)
- Glasbewerkingsbedrijf Brabant (1951-heden)
- Van Doorne's Transmissie, later Bosch (1972-heden)
- Interpolis (1973-heden) (huidig hoofdkantoor uit 1998)
- Fujifilm (1982-heden)
- VGZ (tot 2011), gefuseerd met Univé onder de naam Uvit
- Thebe (1974 - heden), zorgorganisatie

### Media
De volgende media zijn in Tilburg te vinden:
- Brabants Dagblad
- Stadsnieuws
- Kermis FM (tijdens de Tilburgse Kermis)
- Het Goirles Belang wordt in sommige delen van Tilburg-Zuid verspreid.

Tevens heeft de stad een eigen lokale omroep, Omroep Tilburg. Van 1957 tot en met 2019 heeft het huis-aan-huisblad Tilburgse Koerier bestaan.

### Industrieterreinen
Tilburg is een van de belangrijkste industriecentra van Nederland. In de gemeente Tilburg liggen tien grotere industrieterreinen. Terreinen zoals Kraaiven, Loven en Vossenberg bieden plaats aan in totaal 7600 bedrijven en bijna 100.000 werknemers. Door de (bijna voltooide) verbreding van het Wilhelminakanaal wil Tilburg zich als transportstad duidelijker profileren. Er zijn vergevorderde plannen om ten westen van de stad (nabij vliegbasis Gilze-Rijen) een bedrijventerrein te ontwikkelen dat ruimte gaat bieden voor bedrijven die zich richten op vliegtuigonderhoud en defensie-industrie.

### Winkelen en markten

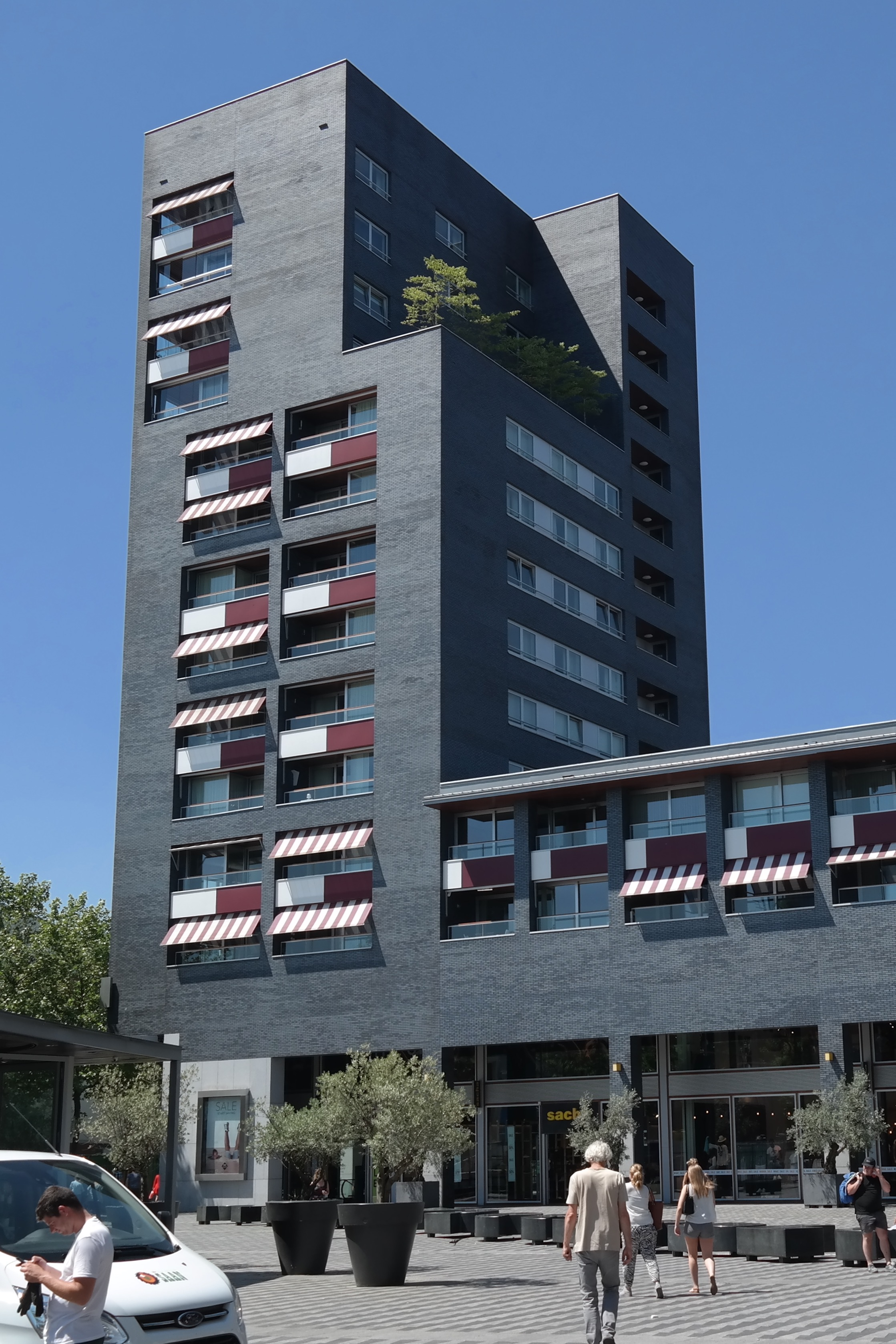
Modern woongebouw aan het Pieter Vreedeplein

De Heuvelstraat is de belangrijkste winkelstraat van Tilburg. Hier bevinden of bevonden zich vestigingen van bekende winkelketens als Hudson's Bay, C&A en H&M. Direct nabij de Heuvelstraat liggen de winkelgebieden "Heuvelpoort" en "Emmapassage". Daarnaast behoren ook de Schouwburgpromenade en de Juliana van Stolbergstraat tot het kernwinkelgebied. In maart 2008 is een nieuw winkelgebied geopend, het Pieter Vreedeplein, voorheen vooral een gebied met parkeerplaatsen en fietsenstallingen. In het nieuwe winkelgebied bevond zich in eerste instantie de derde (Nederlandse) vestiging van mediaketen Saturn. Dit pand werd in oktober 2014 een vestiging van MediaMarkt. Ook is er een grote ondergrondse Men at Work, een Bershka en de Decathlon. Het Pieter Vreedeplein ligt parallel aan de Heuvelstraat. De Heuvelstraat is via de Pieter Vreedestraat verbonden met het Pieter Vreedeplein. Sinds juni 2018 heeft ook Primark zich gevestigd in het centrum van Tilburg.
Op donderdagavond is het koopavond in het centrum van Tilburg. In winkelcentra buiten de ringbanen, bijvoorbeeld Westermarkt (West) en Buurmalsenplein en Heyhoef (Reeshof) en Wagnerplein (Noord) is dat op vrijdagavond. In het centrum is het iedere zondag koopzondag.
Er zijn diverse weekmarkten in Tilburg:
- Dinsdagochtend Zuidwest: Burg. van de Mortelplein van 9:00 - 12:00 uur
- Dinsdagochtend Udenhout: Tongerloplein van 9:00 - 12:00 uur
- Dinsdagmiddag Noord: Verdiplein van 13:00 - 17:00 uur
- Dinsdagmiddag Zuid: Pater van den Elsenplein van 13:00 - 16:00 uur
- Woensdagochtend Oud-Noord: Besterdplein van 9:00 - 12:00 uur
- Donderdagochtend West: Westermarkt van 9:00 - 12:00 uur
- Donderdagmiddag Reeshof: Heijhoef / Campenhoefdreef van 13:00 - 17:00 uur
- Vrijdagochtend Centrum: Koningsplein van 9:00 - 12:00 uur
- Vrijdagochtend/middag Noord: Wagnerplein van 11:00 - 17:00 uur
- Zaterdagochtend/middag Centrum: Koningsplein van 10:00 - 16:30 uur

## Verkeer en vervoer

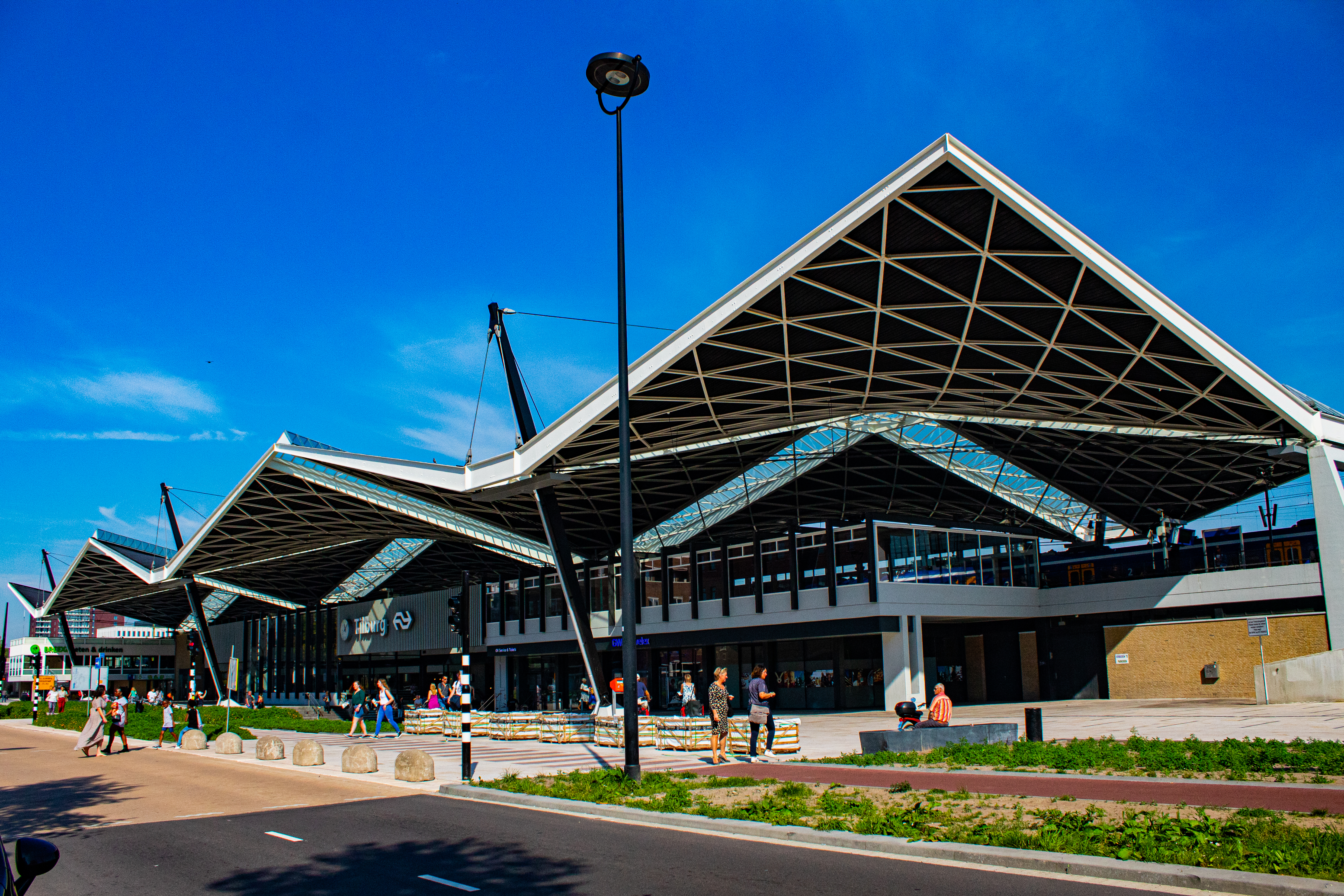
Station Tilburg, 2019

Sinds de 14e eeuw kwam het goederenvervoer met vrachtkarren op gang. "Rond 1800 had Tilburg al geregeld vrachtkarren op Den Bosch, Breda, Heusden, Turnhout alsook op Antwerpen en Amsterdam." Ook de plaatsen dichterbij werden vlijtig bediend. Deze vrachtdiensten kwamen bekend te staan onder Diligence-Dienst.
Vanaf 27 juni 1781 komt de wagendienst voor personenvervoer ook in Tilburg op gang. De verbinding van Breda naar Den Bosch bestond reeds in 1774 maar liep via Loon op Zand. Door nieuwe wetgeving werd vanaf 1781 ook Tilburg aangedaan. Het betrof hier zespersoons postwagens, waarmee viermaal per week via Tilburg werd gereden

### Bereikbaarheid
In tegenstelling tot veel andere steden van vergelijkbare grootte ligt Tilburg slechts aan één doorgaande snelweg. Dat is de A58 (Vlissingen - Breda - Eindhoven). Sinds 16 mei 2012 is de Ring Tilburg voltooid ten noorden en oosten van Stadsdeel Noord (Burgemeester Bechtweg) en de ringweg ten noorden en westen van Stadsdeel Reeshof met de opening van de kanaalbrug over het Wilhelminakanaal. In 2013 werd de verbreding van de Burgemeester Bechtweg afgerond, waardoor vrachtverkeer beter de noordelijke industrieterreinen kon bereiken. Tussen 2013 en 2015 is gewerkt aan het ombouwen van de N261 (Tilburg Noord - Waalwijk) tot volwaardige stroomweg. Niet alleen de bereikbaarheid van de Efteling is hiermee verbeterd, maar ook de bereikbaarheid van Tilburg vanuit het noorden. Sinds de openstelling van de randweg bij Baarle-Nassau / Baarle-Hertog in juli 2019 is de gehele N260 uitgebouwd tot regionale verbindingsweg voor een betere verbinding richting het Belgische Turnhout. Sinds de zomer van 2019 wordt gewerkt aan de route Tilburg-West - Dongen - Oosterhout, waardoor een directe verbinding zal ontstaan met de A27 richting Utrecht. Voor de periode na 2020 worden verbeteringen aan de N65 (Vught - Knooppunt De Baars) doorgevoerd.

### Trivia
Aan de Nieuwlandstraat bevindt zich een bijzondere verkeerssituatie waar tussen 11.00 en 6.00 de straat uitsluitend toegankelijk is voor voetgangers, fietsers en bromfietsers en waarbij de handhaving wordt gedaan door een flitspaal.

### Spoorwegen
Op 1 oktober 1863 werd het traject Breda–Tilburg van Staatslijn E geopend, de eerste Staatsspoorlijn, met driemaal daags treinen in beide richtingen. Vanaf 1866 en 1867 werd de lijn doorgetrokken naar Eindhoven en Venlo. In 1867 werd de lijn Tilburg–Turnhout in gebruik genomen. Vanaf 1872 kon men tot Rotterdam komen na voltooiing van de Moerdijkbrug over het Hollands Diep. In 1881 werd de spoorlijn naar 's-Hertogenbosch en Nijmegen in gebruik genomen, maar pas in 1882 mochten de treinen gebruikmaken van Station Tilburg.
Tilburg heeft sinds 2003 drie stations: Tilburg, Tilburg Universiteit en Tilburg Reeshof. Het laatstgenoemde station werd gebouwd om het stadsdeel Reeshof te ontsluiten, aangezien het stadsdeel zo'n 40.000 inwoners huisvest. Intercitytreinen stoppen alleen op station Tilburg. Vanaf 1970 tot en met begin december 2010 heette station Universiteit station Tilburg West; deze naam klopte niet meer in de praktijk, want station Reeshof ligt nog westelijker. Tevens zijn er plannen voor een vierde station bij Berkel-Enschot, aan de spoorlijn Tilburg–'s-Hertogenbosch. De genoemde lijn naar Turnhout werd weinig gebruikt en is in 1986 opgebroken. De onofficiële naam Bels Lijntje werd de officiële naam van het lange-afstandsfietspad naar Turnhout, via de dorpen Riel, Alphen, Baarle-Nassau en de Belgische enclave Baarle-Hertog. Tussen Station Universiteit en de Ringbaan West ligt het rangeerterrein Tilburg Goederen. Aan de spoorlijn naar Den Bosch ligt het emplacement Tilburg Industrie. Dit bevat een zogenaamde laad- en losplaats en een containerterminal. Vanaf deze terminal rijden vanaf 2002 containertreinen van en naar de haven van Rotterdam, vanaf 2015 van en naar Polen en vanaf 2016 van en naar China.

### Bussen en trams
Het Tilburgse stads-, streek- en buurtbusnet wordt sinds 14 december 2014 geëxploiteerd door Arriva. Oorspronkelijk reed de BBA de Tilburgse bussen, later onder de naam Veolia. De stad en de provincie experimenteerden met goedkoop en gratis openbaar vervoer voor kinderen en 55+'ers. In verband met de Tilburgse Kermis rijden de stads- en streekbusdiensten tussen het Centraal Station en Stappegoor/Elisabeth Ziekenhuis Busstation in die periode niet via het Centrum, maar via de Ringbaan West en Ringbaan Zuid. Meerdere buslijnen rijden in het Centrum dan ook een aangepaste route. Een busmaatschappij verzorgt dan pendeldiensten naar parkeerterrein Stappegoor, aan de zuidrand van de stad.
Tussen 1881 en 1935 beschikte Tilburg over tramlijnen naar Turnhout, Waalwijk en Dongen/Oosterhout. Met de komst van bussen, reeds vanaf 1922, had Tilburg busverbindingen naar omliggende plaatsen. Daarmee waren de hoogtijdagen voor de tram gedaan. In 1934 werd de N.V. Brabantsche Buurtspoorwegen en Autodiensten (BBA) opgericht. Dat was het definitieve einde van de tramdienst. Zes regionale bedrijven fuseerden en groeiden uit tot een maatschappij die verbindingen onderhield op het eiland Tholen en nagenoeg heel Noord-Brabant, waarbij ook een enkele lijn de provinciegrens overschreed. De BBA is later overgenomen door het Franse bedrijf Veolia (voorheen Connex).
Verder wordt er internationaal busvervoer wordt aangeboden door Flixbus.

### Fietspaden
Tilburg heeft een netwerk van fietspaden: de zogenaamde 'Sternet-routes'. Al in 1975 lag de eerste lange-afstandsfietsroute door de stad tussen het centrum en de Universiteit: de zogenaamde TOF-route. Vanaf 1996 zijn er meerdere routes door de stad aangelegd. Vanaf 2009 werden de tegelfietspaden van het Sternet vervangen door asfaltpaden voor meer fietscomfort. Sinds eind 2012 heeft de 'Blaak-route' een fietstunnel onder de spoorlijn Tilburg - Breda, ten oosten van Station Universiteit, waardoor het Onderwijsgebied De Reit en de wijk Wandelbos met elkaar werden verbonden. In 2014 is de Rauwbrakentunnel aangelegd tussen Berkel-Enschot en Tilburg Noord, onder het spoor Tilburg–'s-Hertogenbosch.

## Gezondheidszorg
De stad Tilburg heeft een algemeen ziekenhuis, namelijk het bovenregionale Elisabeth-TweeSteden Ziekenhuis (kortweg ETZ). Dit komt voort uit een fusie tussen het St. Elisabeth Ziekenhuis en het TweeSteden Ziekenhuis. Het ETZ heeft twee locaties in Tilburg: ETZ Elisabeth (aan de Hilvarenbeekseweg) en ETZ TweeSteden (aan de Dr. Deelenlaan). Het ETZ heeft ook een vestiging in Waalwijk: ETZ Waalwijk. Bij ETZ TweeSteden ligt ook Instituut Verbeeten. Dit is een landelijk bekend radiologisch centrum en zelfstandig specialistisch ziekenhuis.
In het ETZ huizen ook de onderdelen Fertiliteit, Gamma knife Centrum Tilburg, Neurochirurgen EZ, het Oncologisch Centrum, het Ronald McDonaldhuis Tilburg en het Traumacentrum Brabant. Het belangrijkste specialisme van dit ziekenhuis is de afdeling neurochirurgie, maar met 29 specialismen is bijna elk in Nederland erkend medisch specialisme aanwezig.

## Onderwijs

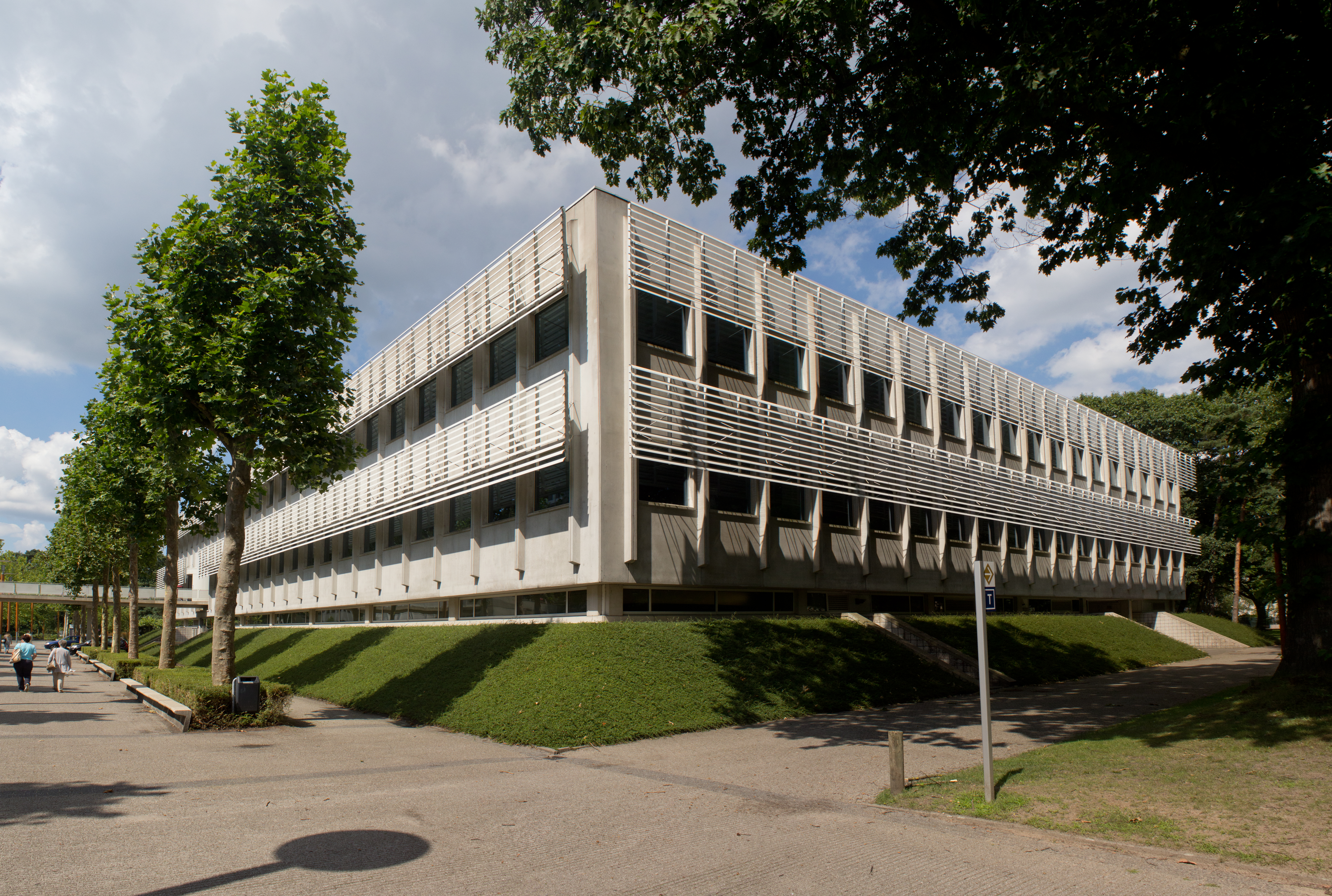
Tilburg University bibliotheek

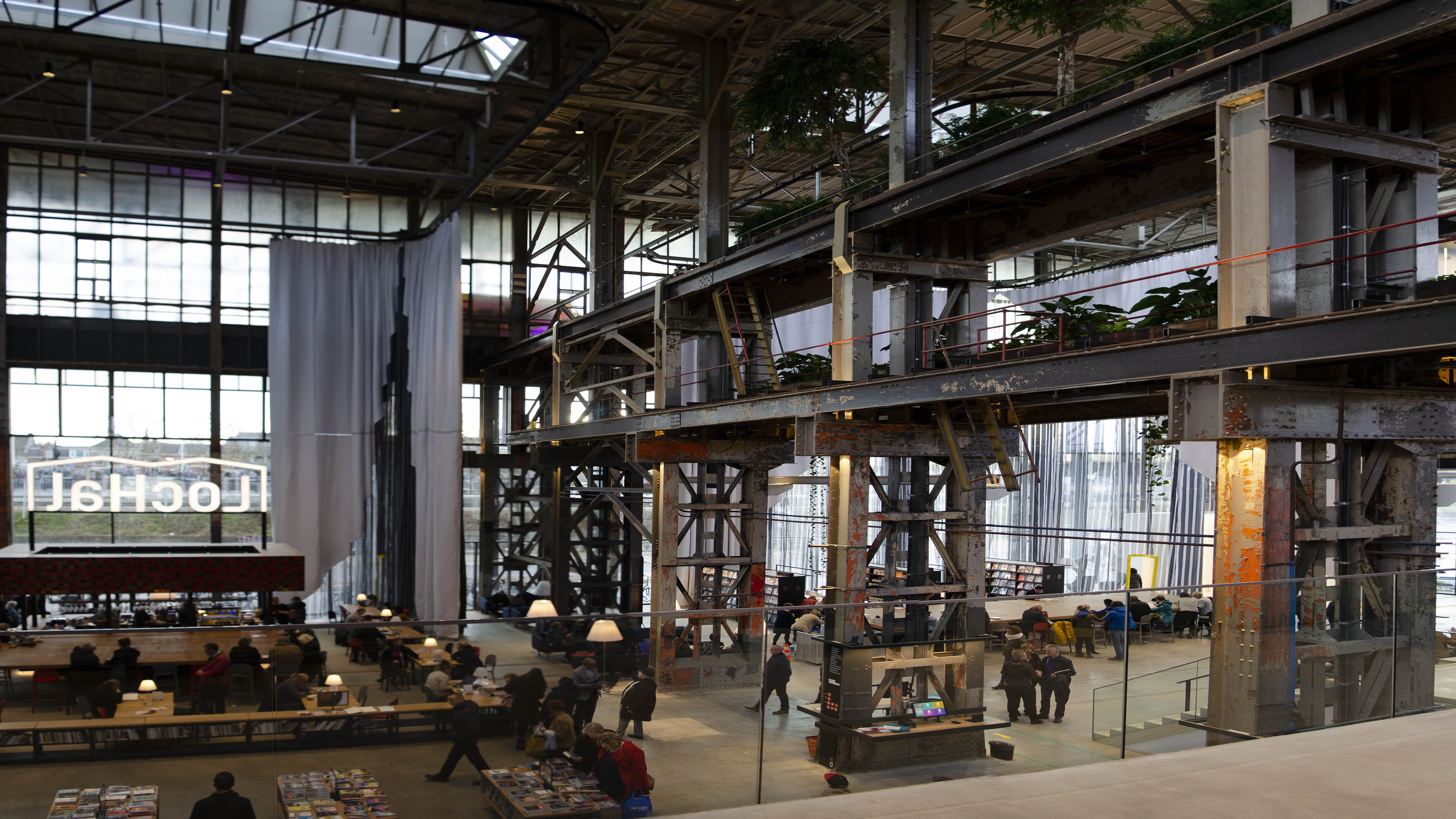
Bibliotheek Tilburg in de LocHal

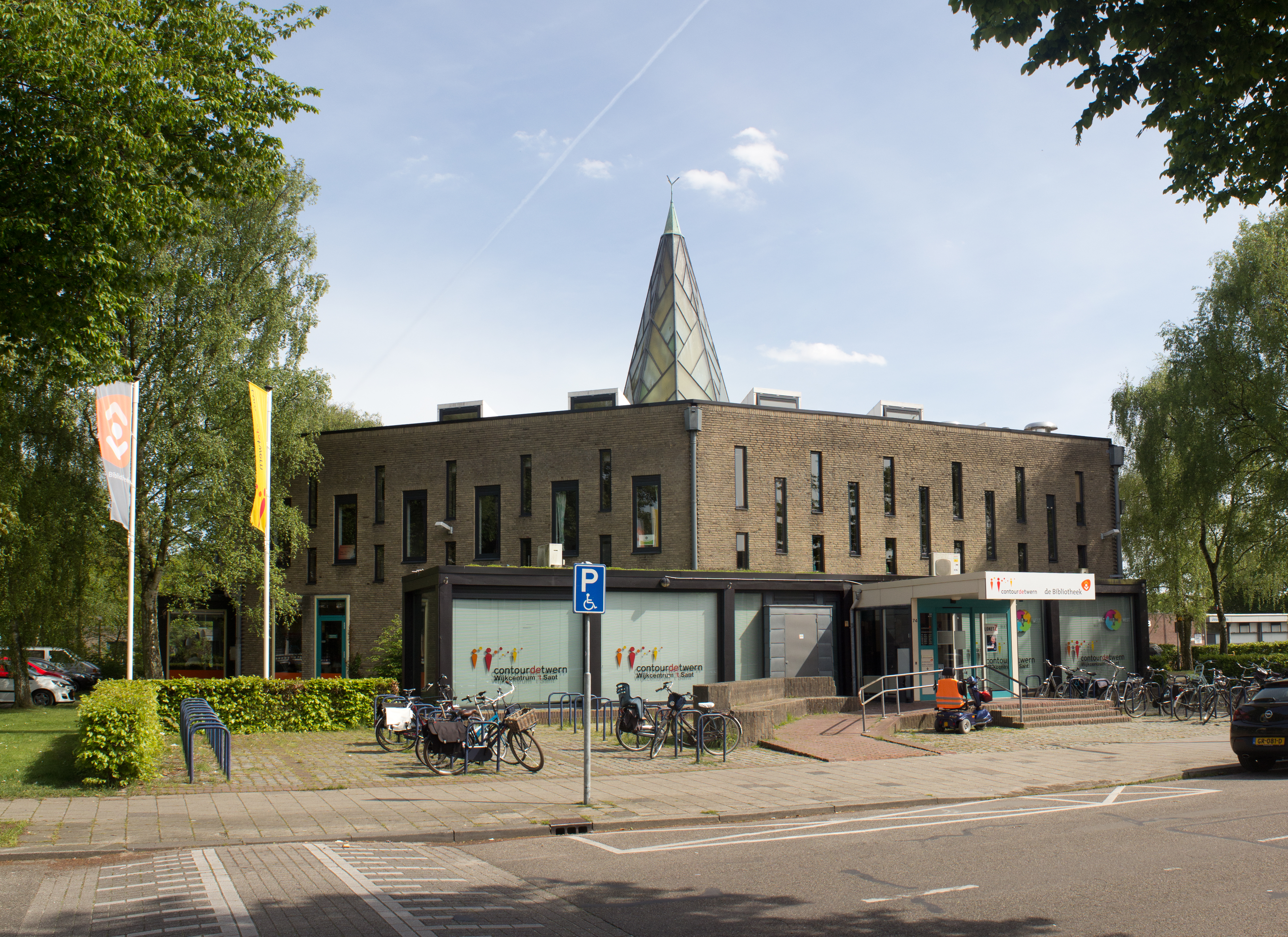
Bibliotheek 't Sant in de voormalige Pastoor van Arskerk

### Basisonderwijs
Tilburg heeft anno 2025 in totaal 54 basisscholen. Dagelijks maken ongeveer 15.795 leerlingen hier gebruik van. Er is een ruim aanbod van verschillende onderwijsconcepten, denk aan: Regulier, Jenaplan, Montessori, Vrije school, ontwikkelingsgericht onderwijs en Nieuw leren/natuurlijk leren/conceptueel leren. Wat betreft denominatie is er ook een rijke keuze: Rooms-katholiek, openbaar, algemeen bijzonder, katholiek, protestants-christelijk en antroposofisch. 

### Hogescholen en universiteit
- Avans Hogeschool
- Fontys Hogescholen, Campus Stappegoor
- Fontys Hogeschool Journalistiek, voorheen de Academie voor Journalistiek en Voorlichting
- Juridische Hogeschool Avans-Fontys
- Fontys Hogeschool voor de Kunsten
- TiasNimbas Business School
- Tilburg University

### Voortgezet onderwijs
- De Rooi Pannen (West)
- Beatrix College (Reeshof)
- Reeshof College (Reeshof)
- Odulphuslyceum (Centrum)
- Theresialyceum (Zuidwest)
- 2College (Noordwest, Berkel-Enschot, Oisterwijk)
- Koning Willem II College (Zuid)
- De Nieuwste School (Centrum)

### Speciaal onderwijs
- Midden-Brabant College, locatie Frater van Gemertschool Lom-onderwijs (Zuidwest)

### Openbare bibliotheken
De volgende bibliotheken zijn in Tilburg te vinden:
- De Bibliotheek LocHal[21] (Binnenstad)
- De Bibliotheek 't Sant[22] (Tilburg West)
- De Bibliotheek Heyhoef[23] (Reeshof)
- De Bibliotheek Wagnerplein[24] (Tilburg Noord)

### Overige bibliotheken
- Bibliotheek Universiteit van Tilburg
- Cubiss
- Mediatheek Moller, Fontys Hogescholen (Stappegoor)
- Bibliotheek TextielMuseum

## Sport
Tilburg heeft met Willem II een voetbalclub die in de Eredivisie speelt en driemaal kampioen van Nederland werd. De Tilburg Trappers is de ijshockeyclub van Tilburg. De Trappers werden diverse malen landskampioen.
Tilburgse sportclubs zijn onder andere:
- Judo Klub Tilburg (JKT)
- atletiekvereniging AV Attila
- Hockeyclubs Were Di Tilburg, HC Tilburg en SHOT
- Golf Club Prise d'Eau
- KorfbalVereniging Tilburg (KVT)
- Tilburgse Open Roeivereniging (TOR)
- Tilburgse Studenten Roeivereniging Vidar
- American footballclub Tilburg wolves
- tafeltennisclub TTV Irene
- voetbalclub RKSV Were Di
- voetbalclub Willem II
- voetbalclub VV ZIGO
- voetbalclub SV Reeshof
- voetbalclub RKSV Sarto
- voetbalclub FC Tilburg
- voetbalclub TSV Gudok
- voetbalclub SC 't Zand
- voetbalclub TSVV Merlijn
- voetbalclub OVC'26
- voetbalclub RKTSV WSJ
- voetbalclub VV SVG
- ijshockeyclub Tilburg Trappers
- honkbalclub Tilburg
- basketbal High Five Tilburg
- volleybalclub Volley Tilburg (Fusieclub van Triade V.C.T. en V.C. Sarto)
- handbalclub Handball Tilburg

## Band met Tilburg

### Bekende muziekbands
- Boef en de Gelogeerde Aap, Nederhop
- Destine, band
- Doe Maar, popband
- Green Lizard, grungerockband
- Guus Meeuwis & Vagant, nederpop-band
- Intwine, rockband
- Jan van Brusselband, Folk- en feestband
- Krezip, popband
- Soft Parade, indie-popband
- VOF de Kunst, popmuziek en kindertheater
- Wesley, levensliedzanger

### Instellingen en bedrijven
- Zusters van Liefde van Onze Lieve Vrouw, Moeder van Barmhartigheid, in 1832 in Tilburg gesticht
- Fraters van Tilburg
- Abdij Koningshoeven

Van onder meer de onderstaande ondernemingen en instellingen is het hoofdkantoor gevestigd in Tilburg:
- CZ Groep
- Interpolis, ontstaan uit o.a. de in Tilburg gevestigde Noordbrabantse Christelijke Boerenbond
- Kwantum
- Ons Middelbaar Onderwijs
- The Sting

## Kruikenstad
In de volksmond worden Tilburgers Kruikezeikers genoemd. (De carnavalsnaam van Tilburg, Kruikenstad, is hiervan afgeleid). Dit omdat de inwoners vroeger in kruiken urineerden. De kruiken met urine werden, vanaf de 17e eeuw, verkocht aan de textielfabrieken, die de urine (vanwege de daarin aanwezige ammoniak) nodig hadden voor het bewerken van wol. Sinds de 19e eeuw worden chemicaliën ingezet voor de bewerking van textiel. Het "Kruikenzeiken" duurde echter voort tot laat in de 19e eeuw.

## Linde

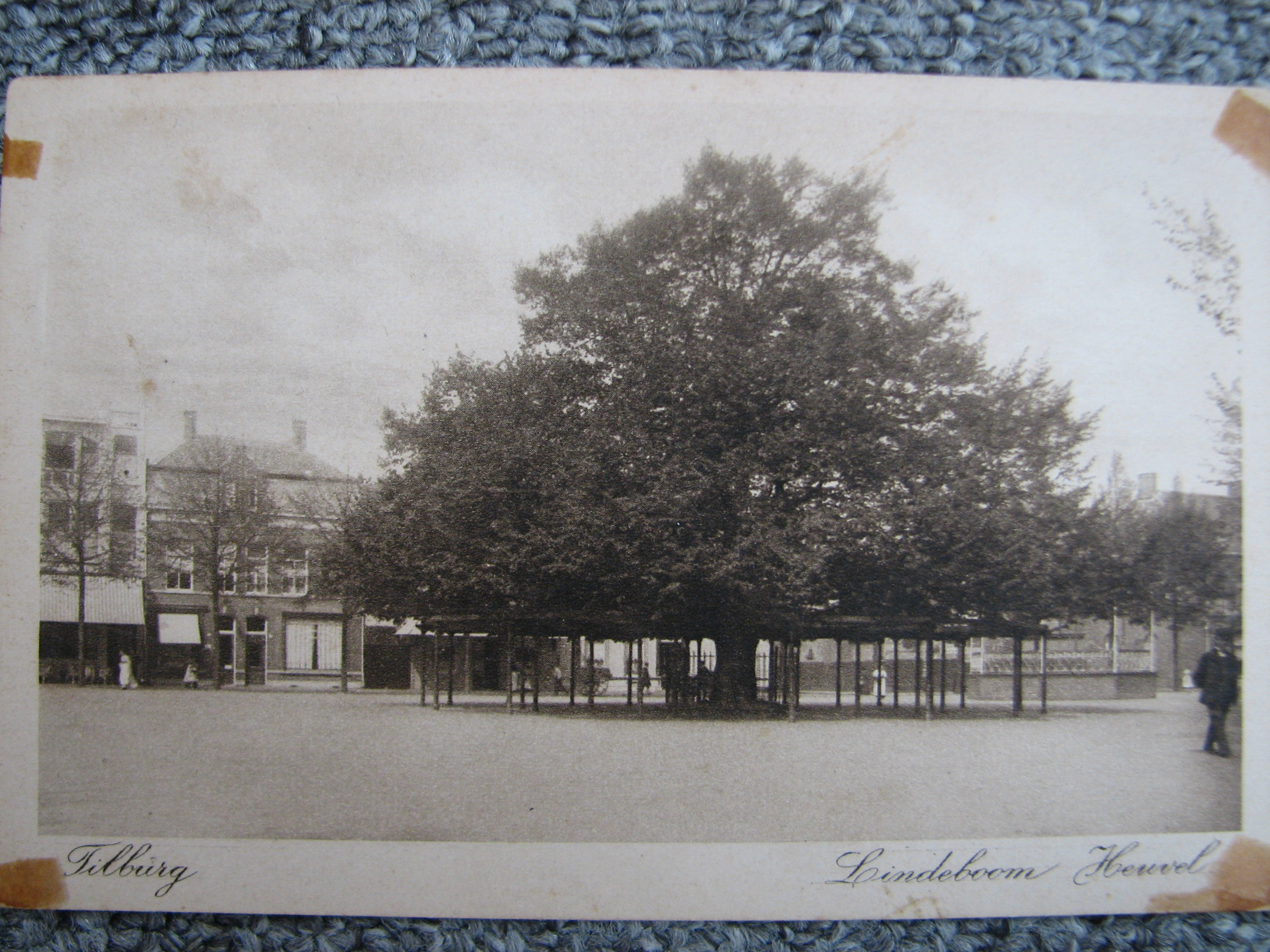
De Tilburgse Linde op de Heuvel was een van de oudste linden van Nederland. In 1994 werd hij wegens ziekte verwijderd. Deze ansichtkaart dateert uit 1923

De Tilburgse Linde die in 1994 werd verwijderd van de Heuvel was een van de oudste linden van Nederland. Naar schatting werd deze boom tussen de 300 en 500 jaar oud. Hij had een omtrek van 565 cm, en was daarmee de 'vijfde monumentale linde van (Noord-) Brabant'. De soortaanduiding was Tilia × vulgaris.
Al bij de aanleg van de Cityring eind jaren '60 werd de linde zeer sterk teruggesnoeid. Desondanks bleef de boom nog zo'n kwart eeuw behouden. Voor de aanleg van een ondergrondse fietsenstalling werd op woensdag 27 april 1994 van gemeentewege de linde verwijderd. Dit tot teleurstelling van een aantal omwonenden. Eerst werd de kroon van de linde gezaagd, waarna de boomstronk omhoog gehesen werd. Tot ieders verbazing had er zich binnen in de stronk een nieuwe linde ontpopt. Het is een bekende eigenschap van lindes dat een zijtak via het vermolmde hout in het hart van de stam nieuwe wortels aanmaakt. Ondanks hevige protesten om deze nakomeling te laten staan, is deze jonge linde uitgegraven en elders geplant.
In de jaren 2009-2011 zijn verschillende pogingen gedaan tot het plaatsen van opgekweekte stekjes van de Heuvellinde. Mede vanwege het feit dat de bomen in een plantenbak boven op de fietskelder stonden overleefden drie van de nazaten het niet. Een leefde aanvankelijk nog, maar die ging ook dood. In oktober 2011 zou weer een nieuwe poging worden ondernomen een nazaat te plaatsen die op veel kritiek stuitte: ook deze zou kunnen sterven bij problemen met de plantenbak. Gepleit werd toen voor het sluiten van de fietsenkelder en een 'gewone' linde in de grond te planten. De fietsenkelder is er echter nog; er is op 23 november 2011 een 'gewone' koningslinde geplant, die nog altijd leeft.

## Televisie
- De televisieserie Smeris speelt zich af in Tilburg en is daar ook opgenomen.

## Ligging
| Aangrenzende plaatsen        | Aangrenzende plaatsen  | Aangrenzende plaatsen              | Aangrenzende plaatsen | Aangrenzende plaatsen    |
| ---------------------------- | ---------------------- | ---------------------------------- | --------------------- | ------------------------ |
| Dongen                       |                        | Loon op Zand, De Moer, Kaatsheuvel |                       | Udenhout, Berkel-Enschot |
|                              |                        |                                    |                       |                          |
| Hulten, Rijen, Gilze         | Oisterwijk, Moergestel |                                    |                       |                          |
|                              |                        |                                    |                       |                          |
| Alphen, Baarle-Nassau, Chaam |                        | Riel, Goirle                       |                       | Hilvarenbeek             |

Noord-Brabant: Steden en dorpen      Nederland: Provincies · Gemeenten
Breda · Eindhoven · Helmond · 's-Hertogenbosch · Tilburg